# الإمبراطورية الإسبانية
الإمبراطورية الإسبانية (بالإسبانية: Imperio español)‏، وعرفت أيضًا باسم المملكة الإسبانية (بالإسبانية: Monarquía Hispánica)‏ أو المملكة الكاثوليكية (بالإسبانية: Monarquía Católica)‏،  كانت إمبراطورية استعمارية في الحقبة الحديثة المبكرة حكمتها إسبانيا والدول التي سبقتها ما بين 1492 و 1976. وهي إحدى أكبر الإمبراطوريات في تاريخ العالم، ومن أوائل الإمبراطوريات الأوربية التي توسعت عالميًا، حيث وصلت القمة عسكريا وسياسيا واقتصاديا تحت حكم أسرة هابسبورغ الإسبانية في القرنين 16 و17. وكانت بالاشتراك مع البرتغاليين أول من استهل عصر الاكتشاف الأوروبي بعيد رحلات كريستوفر كولومبوس وحققت نطاقًا عالميًا، وشملت أقاليم ومستعمرات التاج الإسباني في الأمريكتين وآسيا واوقيانوسيا وافريقيا مثل جزر الأنتيل الكبرى ومعظم أمريكا الجنوبية والوسطى وجزءا من أمريكا الشمالية (وشملت فلوريدا وجنوب غرب الولايات المتحدة وساحلها الغربي). بالإضافة إلى عدد من أرخبيلات المحيط الهادئ مثل الفلبين. أما أقصى امتداد لها فكان في القرن 18 تحت حكم آل بوربون حيث أضحت أضخم إمبراطورية في العالم في ذلك الوقت، فقد كانت القوة العظمى الأولى في زمانها وهي أول من أطلق عليها الإمبراطورية التي لا تغيب عنها الشمس.
كانت البداية هو اتحاد سلالي بين تاج قشتالة (أضيف لها مملكة نبرة سنة 1515) وتاج أرغون، فبدأ الملكان الكاثوليكيان (بالإسبانية: Reyes Católicos)‏ بالتماسك السياسي والديني والاجتماعي ولكن ليس التوحيد السياسي. فأضحت أول دولة حديثة في أوروبا عرفت بالمملكة الكاثوليكية، على الرغم من أن سلطة السيادة الإسبانية للملك تختلف من منطقة إلى أخرى، إلا أنه تصرف على هذا النحو بطريقة موحدة على جميع أراضي التي يحكمها من خلال نظام المجالس [الإنجليزية]: فالوحدة لا تعني التوحيد. وبعد انتصاره في حرب الخلافة البرتغالية استحوذ فيليب الثاني ملك إسبانيا على التاج البرتغالي، فأصبحت البرتغال وأقاليمها الاستعمارية تحت حكمه فيما سمي بالاتحاد الإيبيري، مع أن بعض المؤرخين أكدوا أن البرتغال كانت جزءا من نظام إسبانيا الملكي في ذلك الوقت، إلا أن آخرين رسموا صورة متباينة بين الإمبراطورية الإسبانية والبرتغالية وعدوها غزوا إسبانيًا.
حافظ فيليب على درجة معينة من الحكم الذاتي في الأراضي الأيبيرية، وأنشأ إلى جانب المجالس الأخرى لشبه الجزيرة مجلس البرتغال الذي أشرف على البرتغال وإمبراطوريتها واحترم قوانينها ومؤسساتها ونظامها النقدي، فقط في تقاسم السيادة المشتركة. ظل الاتحاد الإجباري ساري المفعول حتى 1640 عندما أعادت البرتغال تأسيس استقلالها في ظل أسرة براغانزا. لذا فهذا التكوين السياسي بغض النظر عن الطوائف مقدما عليها «الاتحاد السلالي» فظهر جليا في الفترة من 1580-1640 حيث ابقت الملكية البرتغالية نظامها الإداري واالقضائي في إقليمها، كما فعلت أيضا ممالك أخرى خضعت لحكم آل هابسبورغ الإسبان.
تشكلت الإمبراطورية الإسبانية في الأمريكتين بعد غزو الإمبراطوريات المحلية واستحواذها على مساحات شاسعة من الأرض بدءًا من رحلات كريستوفر كولومبوس في جزر الكاريبي. فقامت في القرن السادس عشر باحتلال وضم إمبراطوريتي الأزتك (1519-1521) والإنكا (1532-1572)، وحافظت على النخب المحلية الموالية لها التي تحولت إلى المسيحية ليكونوا وسطاء بين مجتمعاتهم والحكومة الملكية. وبعدها بفترة قصيرة أكد التاج سيطرته على تلك الأراضي وأنشأ مجلس جزر الهند للإشراف على الحكم هناك. ثم أنشأ التاج هيئة لنائب الملك في منطقتين رئيسيتين من الاستيطان، وهما إسبانيا الجديدة وبيرو، وكلا المنطقتين ذات كثافة سكانية محلية عالية وثروة معدنية مرتفعة. تم غزو شعب المايا سنة 1697. أرسى إبحار ماجلان-إلكانو - أول طواف حول الأرض - الأساس لإمبراطورية إسبانيا في المحيط الهادئ وللاستعمار الإسباني للفلبين.
بدأ ملوك البوربون في إصلاح هيكل الحكم لإمبراطوريتهم فيما وراء البحار بشكل كبير في أواخر القرن الثامن عشر من قبل ملوك بوربون. على الرغم من أن التاج حاول الحفاظ على إمبراطوريته بنظام اقتصادي مغلق تحت حكم هابسبورغ، إلا أنه لم يكن قادرًا على تزويد جزر الهند بسلع استهلاكية كافية لتلبية الطلب، فسيطر التجار الأجانب من جنوة وفرنسا وإنجلترا وألمانيا وهولندا على التجارة مع تدفق الفضة من مناجم بيرو والمكسيك إلى أوروبا. عملت النقابة التجارية لإشبيلية (لاحقًا قادس) ليكونوا وسطاء تجاريين. تم كسر احتكار التاج التجاري أوائل القرن السابع عشر، حيث اتفق التاج مع النقابة التجارية لأسباب مالية بتغيير النظام التجاري المغلق. كانت إسبانيا قادرة إلى حد كبير على الدفاع عن أراضيها في الأمريكتين، بحيث أخذ الهولنديون والإنجليز والفرنسيون جزرًا صغيرة في البحر الكاريبي لتكوين بؤر استيطانية، واستخدموها في تهريب البضائع المحظورة مع السكان الإسبان في جزر الهند.
استمرت تلك الإمبراطورية حتى حروب الاستقلال الإسبانية الأمريكية في أوائل القرن 19 فلم يبق لها إلا كوبا وبورتوريكو والفلبين. وفي أعقاب الحرب الأمريكية الإسبانية سنة 1898 تخلت إسبانيا عن آخر مستعمراتها في الكاريبي والمحيط الهادي للولايات المتحدة. أما آخر مستعمراتها الأفريقية فقد تخلت عنها أو نالت استقلالها خلال إنهاء استعمار إفريقيا التي انتهت في 1976.

خريطة تاريخية للإمبراطوريةالإسبانية مبينا معها أقاليم طالبت بها.

## الملوك الكاثوليك ونشأة الإمبراطورية

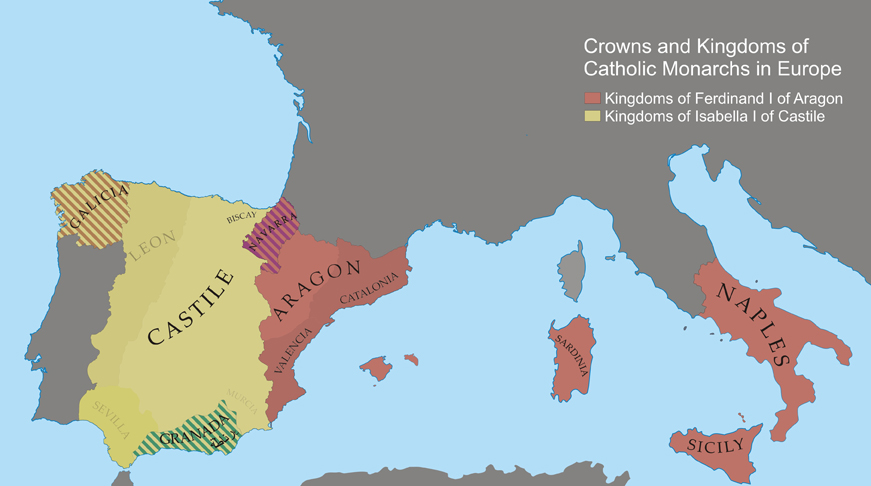
ممالك وممتلكات الملوك الكاثوليك في أوروبا (1500)

مع الزواج الوراثي الواضح لعروشهما، أنشأ فرناندو ملك أراغون وإيزابيلا القشتالية اتحادًا شخصيًا اعتبره العلماء بأنه بداية الملكية الإسبانية. حكمت سلالة تراستامارا مملكتي  قشتالة وأراغون في إيبيريا. كان تحالفهم الأسري مهمًا لعدد من الأسباب، حيث حكموا بشكل مشترك على عدد من الممالك والأقاليم الأخرى، ومعظمها في شرق البحر الأبيض المتوسط وفقًا لوضعهم القانوني والإداري. ثم نجحوا في التوسع في أيبيريا في الفتح المسيحي لمملكة غرناطة الإسلامية، الذي اكتمل سنة 1492، وبها منحهم البابا ألكسندر السادس لقب الملوك الكاثوليك. كان فرديناند الأراغوني مهتمًا بشكل خاص بالتوسع في فرنسا وإيطاليا وكذلك غزو شمال إفريقيا.
موضوع «إسبانيا الحديثة المبكرة» هو مشوش عند دراسته. فلم يكن لملكية هابسبورغ الداخلة عليهم اسم رسمي. ففي الفترة الحديثة المبكرة يمكن لمصطلح إسبانيا أن يشير إلى شبه الجزيرة الأيبيرية بأكملها، كونه مفهوم جغرافي (غير سياسي)، واتباعًا لتقاليد العصور الوسطى. أما مصطلح «الملكية الكاثوليكية» (بالإسبانية: Monarquía Católica) الذي وثقه المرسوم الباباوي في 1494 كان شائعًا في عهد الإمبراطور الروماني المقدس شارلكان، بقدر ما كان هذا النظام يهدف إلى تحقيق فكرة الملكية الشاملة (أي الكاثوليكية). ولاحقًا أصبحت الألقاب الأخرى مثل «النظام الملكي الأسباني» (الإسبانية: Monarquía Española) أو «ملكية إسبانيا» (الإسبانية: Monarquía de España) التي تم إثباتها فعليًا سنة 1597 شائعة أيضًا للإشارة إلى النظام الملكي المركب. لم يذكر اللقب الرسمي للملوك أي ذكر للممالك ولا التيجان، ولكنه ركز على الممالك الموروثة والممتلكات الأخرى.
مع سيطرة الأتراك العثمانيين على نقاط خنق التجارة البرية من آسيا والشرق الأوسط إلى أوروبا، بحثت إسبانيا والبرتغال على طرق بديلة. كانت مملكة البرتغال تتمتع بميزة على تاج قشتالة، حيث أنها استعادت أراضيها من المسلمين قبل إسبانيا، ثم بدأت بإنشاء حدودًا ثابتة، وبعدها سعت إلى التوسع الخارجي، أولاً في احتلال سبتة (1415) ثم استعمار جزر ماديرا الأطلسية (1418) وجزر الأزور (1427-1452)؛ كما بدأت رحلاتها أسفل الساحل الغربي لإفريقيا في القرن الخامس عشر. فطالبت قشتالة بجزر الكناري (1402)، واخذت أراض من إمارة غرناطة في 1462. ثم توصل الخصمان المسيحيان قشتالة والبرتغال إلى اتفاقيات رسمية بشأن تقسيم الأراضي الجديدة بمعاهدة القصبات (1479)، وكذلك تأمين تاج قشتالة لإيزابيلا، التي عدته البرتغال تحدي عسكري لها.
بعد رحلة كريستوفر كولمبوس سنة 1492 وبناء أول مستوطنة رئيسية في العالم الجديد سنة 1493، قسمت البرتغال وقشتالة العالم بموجب معاهدة تورديسيلاس (1494) التي أعطت البرتغال إفريقيا وآسيا ولإسبانيا نصف الكرة الغربي. حصلت رحلة كولومبوس أحد ملاحي جنوة على دعم إيزابيلا فأبحرت غربًا في 1492، بحثًا عن طريق إلى جزر الهند. واجه كولومبوس بشكل غير متوقع نصف الكرة الغربي، الذي يسكنه شعوب أسماهم بالهنود. تبع ذلك اندفاع الرحلات وبناء المستوطنات للإسبان، وبدأ تدفق الذهب إلى خزائن قشتالة. أصبحت إدارة الإمبراطورية المتوسعة قضية إدارية. بدأ عهد فرديناند وإيزابيلا في إضفاء الطابع المهني على جهاز الحكومة في إسبانيا، مما أدى إلى طلب المثقفين من خريجي جامعات سالامانكا وبلد الوليد وكومبلوتنس والكالا. عمل هؤلاء المثقفون البيروقراطيون في مختلف مجالس الدولة، بما في ذلك مجلس جزر الهند وغرفة التجارة وهما أعلى هيئتين في العاصمة الإسبانية لحكومة الإمبراطورية في العالم الجديد، وكذلك الحكومة الملكية في جزر الهند.

## بداية التمدد

### سقوط غرناطة

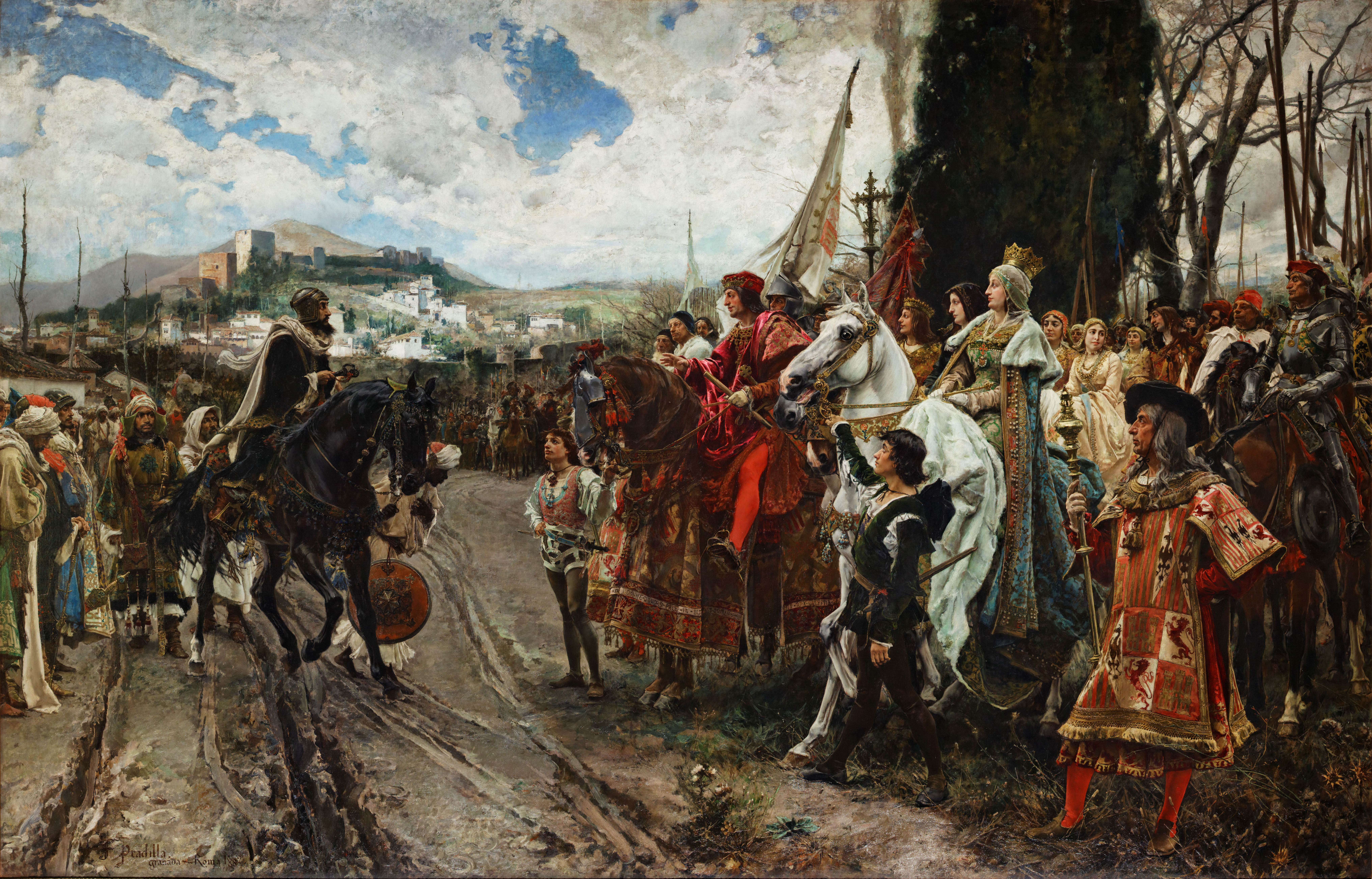
معاهدة غرناطة (1491) حيث استسلام السلطان محمد الثاني عشر للملكين إيزابلا وفرديناند.

خلال ال 250 سنة الأخيرة من حروب الاسترداد تسامحت الملكية القشتالية مع إمارة غرناطة الصغيرة والخاضعة لها، وهي آخر ممالك الطوائف من خلال فرض جزية من الذهب (المسماة بارياس [الإنجليزية]). وكانوا يعرفون أن الذهب يأتي من منطقة النيجر في إفريقيا إلى أوروبا.
وعندما استولى الملك فرديناند وإيزابيلا الأولى على غرناطة سنة 1492، نفذا سياسة للمحافظة على سيطرتهم على الإقليم. وللقيام بذلك نفذ النظام الملكي نظام الإقطاع الإسباني [الإنجليزية]. وذلك النظام كان طريقة للتحكم في الأراضي وتوزيعها على أساس الروابط التابعة، بحيث تُمنح الأرض لعائلة نبيلة، وتكون مسؤولة بعدها عن زراعتها والدفاع عنها. أدى هذا في النهاية إلى أرستقراطية كبيرة قائمة على الأرض، وهي طبقة حاكمة منفصلة حاول التاج فيما بعد القضاء عليها في مستعمراتها الخارجية. من خلال تطبيق طريقة التنظيم السياسي هذه، كان التاج قادرًا على تنفيذ أشكال جديدة من الملكية الخاصة دون استبدال الأنظمة الموجودة بالفعل، مثل الاستخدام الجماعي للموارد. بعد الغزو العسكري والسياسي، كان هناك تركيز على الغزو الديني أيضًا، مما أدى إلى إنشاء محاكم التفتيش الإسبانية. على الرغم من أن محاكم التفتيش كانت من الناحية الفنية جزءًا من الكنيسة الكاثوليكية، إلا أن فرديناند وإيزابيلا شكلا محاكم تفتيش إسبانية منفصلة، مما أدى إلى طرد جماعي للمسلمين واليهود من شبه الجزيرة. تم اعتماد نظام المحاكم الدينية هذا لاحقًا ونقله إلى الأمريكتين، على الرغم من أنهم لعبوا دورًا أقل فاعلية هناك بسبب الولاية القضائية المحدودة والأراضي الكبيرة.

### حملات في شمال إفريقيا
مع اكتمال حروب الاسترداد في شبه الجزيرة الأيبيرية، بدأت إسبانيا في محاولة الاستيلاء على أراضي في شمال إفريقيا المسلمة. فاحتلت مليلية سنة 1497، ثم قامت بسياسة توسعية في شمال إفريقيا خلال فترة حكم فرديناند الكاثوليكي لقشتالة بتحريض من الكاردينال سيسنيروز، فسقطت العديد من المدن والقرى على الساحل الأفريقي بيد قشتالة: المرسى الكبير [الإنجليزية] (1505) وجزر القميرة [الإنجليزية] (1508) ووهران (1509) وبجاية وطرابلس (1510) وبنوا قلعة على واحدة من الجزر المواجهة للجزائر سنة 1510. وبنت إسبانيا على ساحل المحيط الأطلسي البؤرة الاستيطانية سانتا كروز دي لا مار بيكينيا (1476) بدعم من جزر الكناري، وتم الاحتفاظ بها حتى 1525 بعد معاهدة سينترا (1509).

### نافارا والصراع في إيطاليا

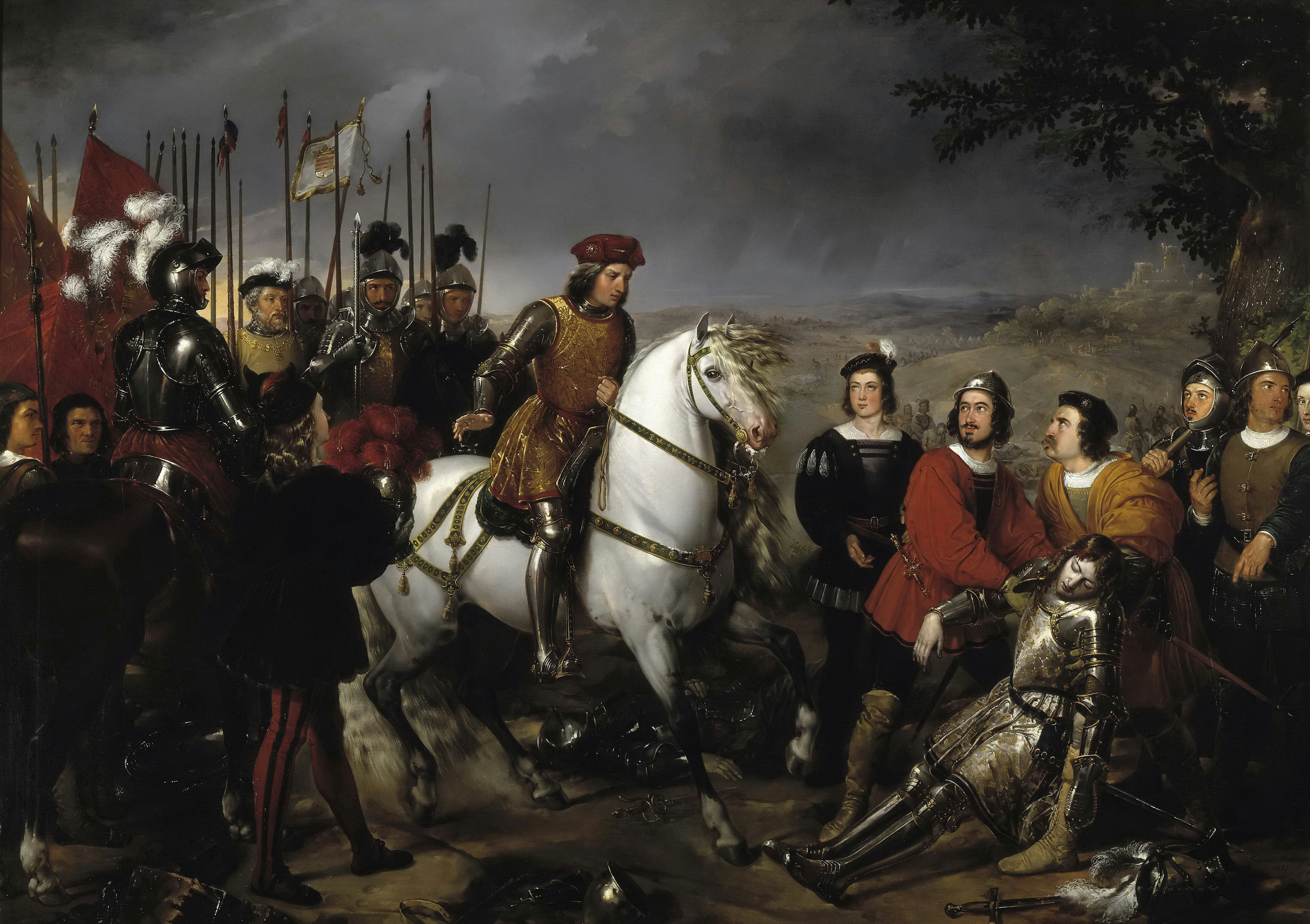
غونثالو فرنانديث دي كوردوبا في معركة تشيرينيولا

وضع الملوك الكاثوليك إستراتيجية في زواج أبنائهم من أجل عزل فرنسا عدوهم الدائم. فتزوجت الأميرات الأسبانيات من ولات العهد في البرتغال وإنجلترا وبيت هابسبورغ. ولتقوية تلك الاستراتيجية دعم الملوك الكاثوليك ألفونسو ملك نابولي ضد شارل الثامن في الحروب الإيطالية بدءا من 1494. فسيطر غونثالو دي كوردوبا على نابولي بعد أن هزم الفرنسيين في معركة تشيرينيولا ومعركة غاريليانو 1503. فساهم فرديناند -لكونه ملك أراغون- في الحرب ضد فرنسا والبندقية لحكم إيطاليا؛ فأصبحت هذه الصراعات محور سياسته الخارجية. فتمكنت إسبانيا خلال تلك المعارك من إنشاء فرق الأثلاث الاسبانية [الإنجليزية] التي تسيدت على ساحات القتال الأوروبية، فنالت سمعة بأنها لاتقهر واستمرت تلك السمعة حتى منتصف القرن 17.
أضحى فرديناند بعد وفاة الملكة إيزابيلا ملك إسبانيا الأوحد، فانتهج سياسة أكثر عدوانية من قبل، فوسع من دائرة نفوذ بلاده في إيطاليا وضد فرنسا. وأتى أول نشر لجيشه في حرب عصبة كامبراي ضد البندقية، حيث ميز الجنود الأسبان أنفسهم في معركة أنياديللو (1509) إلى جانب حلفائهم الفرنسيين. انضم فرديناند إلى عصبة كامبراي ضد البندقية سنة 1508. وفي السنة التالية أضحى فردناند جزءا من الحرب المقدسة ضد فرنسا، فوجدها فرصة ليستحوذ على كلا من ميلانو — وكان يطالب بها لوجود قرابة ملكية – ونافارا. وكانت هذه الحرب أقل نجاحا من الحرب ضد البندقية، وفي سنة 1516 وافقت فرنسا على هدنة جعل ميلان تحت سيطرتها واعترفت بالسيطرة الإسبانية على نافارا العليا، والتي كانت فعليًا محمية إسبانية بعد سلسلة من المعاهدات في 1488 و1491 و1493 و1495.

### جزر الكناري

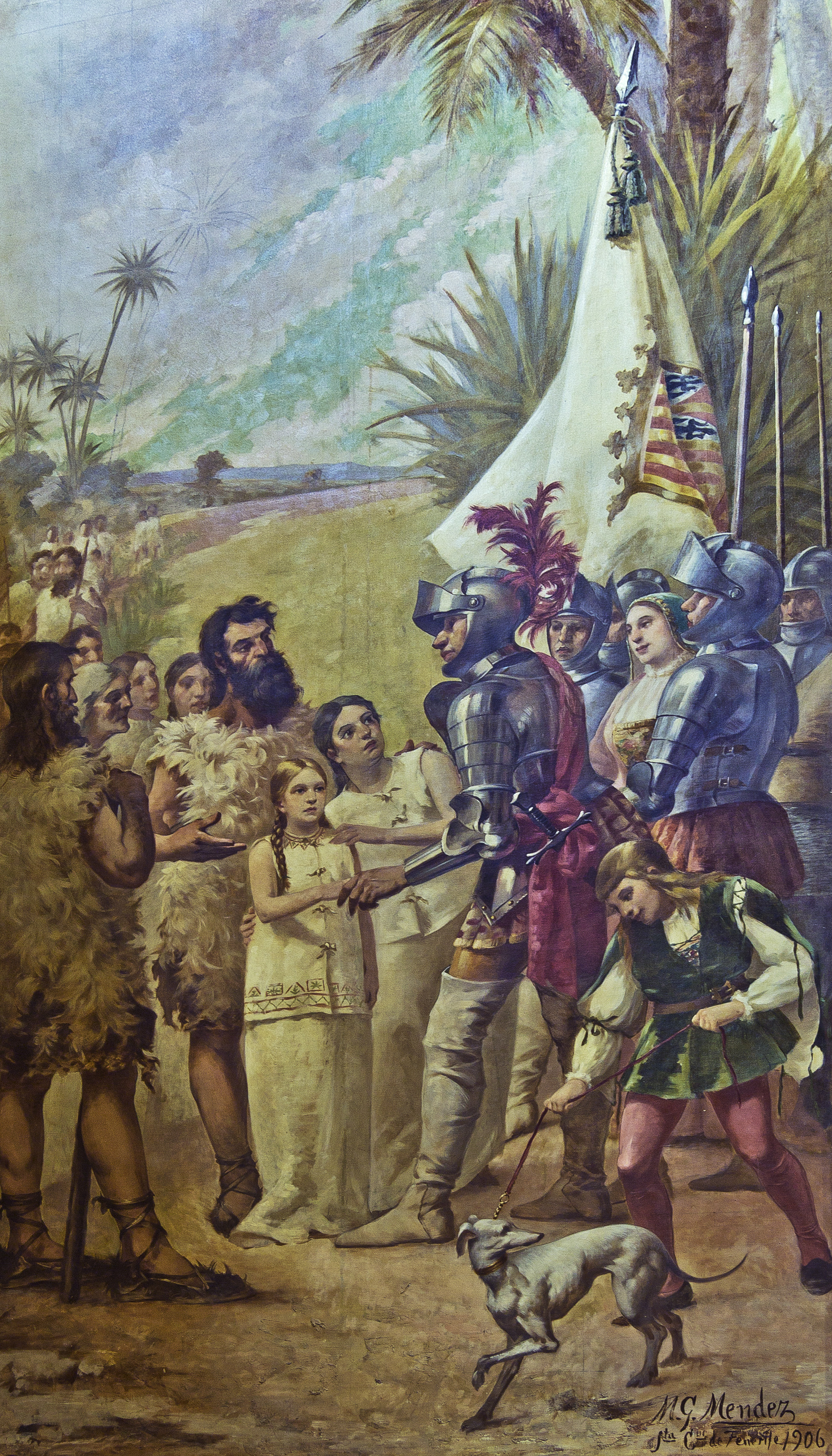
غزو جزر الكناري (1402–1496)

أضحت كلا من قشتالة والبرتغال منافسين إقليميين وتجاريين غرب المحيط الأطلسي وذلك في القرن 15. حيث نالت البرتغال على مراسم باباوية يعترف بسيطرتها على المناطق المكتشفة، ونالت  قشتالة أيضا على حماية بابوية لإستحواذها على جزر الكناري بوثيقة بابا الرومان Romani Pontifex مؤرخة 6 نوفمبر 1436، واخرى بتاريخ 30 أبريل 1437. بدأ غزو جزر الكناري التي يقطنها شعب الغوانش سنة 1402 بقيادة النبيل النورماني خوان دي بيثنكورت بعد اتفاق اقطاعي مع هنري الثالث. واستمرت الحملات العسكرية لقشتالة مابين 1478 إلى 1496 حيث خضعت كناريا الكبرى (1478–1483)، ثم لا بالما (1492–1493) حتى اكتملت بخضوع تنريف (1494–1496).

### معاهدة ألكاسوفاس والصراع مع البرتغال
حاول البرتغاليون عبثًا الحفاظ على سرية اكتشافهم لساحل الذهب (1471) في خليج غينيا، إلا أن الأخبار سرعان ماانتشرت مما تسبب باندفاع كبير بحثا عن الذهب. حيث ذكر المؤرخ هرناندو دل بولغار بأن شهرة كنوز غينيا «انتشرت في جميع موانئ الأندلس بطريقة جعلت الكل يحاول الذهاب إلى هناك». فأصبحت الحلي الرخيصة والمنسوجات المغربية ومحار الكناري والرأس الأخضر تقايض بمنتوجات غينيا من الذهب والعبيد والعاج والفلفل الغيني.
أتاحت حرب الوراثة القشتالية (1475–1479) الملوك الكاثوليك الفرصة للهجوم على مصدر قوة البرتغاليين والإستحواذ على تجارتهم المربحة. فنظم التاج رسميا التجارة مع غينيا. بحيث يجب على كل مركب كارافيل ان ينال على ترخيص حكومي وأن يدفع خمس الأرباح ضريبة للحكومة (أسس مكتب تحصيل ضرائب غينيا في إشبيلية سنة 1475 - ومنه خرج المكتب الشهير غرفة التجارة الإسبانية [الإنجليزية]).

توزيع مناطق النفوذ في العالم بين إسبانيا والبرتغال

بدأت الأساطيل القشتالية غزو الأطلسي، فاحتلوا جزر الرأس الأخضر مؤقتا سنة (1476)، واحتلوا بنفس السنة مدينة سبتة، ولكن تمكن البرتغاليون من استعادتها، وهاجموا أيضا جزر الأزور إلا أنهم انهزموا في برايا. وكانت نقطة التحول الرئيسة لتلك الحرب كان في سنة 1478 عندما انهزم الإسطول القشتالي الذي أرسله فرناندو لغزو كناريا الكبرى أمام البرتغاليين الذين طردوه، فخسر سفنا وبحارة. أما قاصمة الظهر فكانت استحواذ البرتغاليين على اسطول أرمادا ضخم للقشتاليين ممتلئا بالذهب في معركة غينيا [الإنجليزية].
ضمنت معاهدة ألكاسوفاس [الإنجليزية] (4 سبتمبر 1479) العرش القشتالي لملوك الكاثوليك، لكنها عكست هزيمة بحرية واستعمارية لصالح البرتغال:«استمرت الحرب مندلعة بوحشية مع القشتاليين في الخليج [غينيا]، حتى انهزم إسطولهم المكون من خمس وثلاثون مركب سنة 1478. ونتيجة لذلك النصر تم التوقيع على معاهدة ألكاسوفاس في 1479، وملخصها هو ضمان حق البرتغال في جزر الكناري والإعتراف باحتكارهم للصيد والملاحة على طول الساحل الغربي لأفريقيا، وحقهم في ماديرا وجزر الأزور والرأس الأخضر [بالإضافة إلى حقهم في غزو مملكة فاس  ]». حددت المعاهدة مناطق نفوذ البلدين، ورسخت مبدأ المياه الإقليمية. ووثقها البابا سيكتوس الرابع في 21 يونيو 1481‏.
مع أن التجربة كانت مريرة للأسبان، إلا أنها أثبتت أنها كانت  مفيدة لمستقبل التاج في التوسع عبر البحار، فعندما استبعدوا جنوبا عن الأراضي المكتشفة أو التي سيتم اكتشافها في جزر الكناري —وبالتالي منعوا من الذهاب إلى الهند عن طريق أفريقيا— فإنهم تبنوا رحلة كولومبوس المتجهة غربا (1492) للوصول إلى اسيا لجلب التوابل. وهكذا تم التغلب على القيود التي فرضتها المعاهدة، مما حدا إلى التوصل إلى تقسيم جديد للعالم أكثر توازنا في معاهدة توردسيلاس بين القوى البحرية الناشئة.

## رحلات العالم الجديد

### معاهدة توردسيلاس

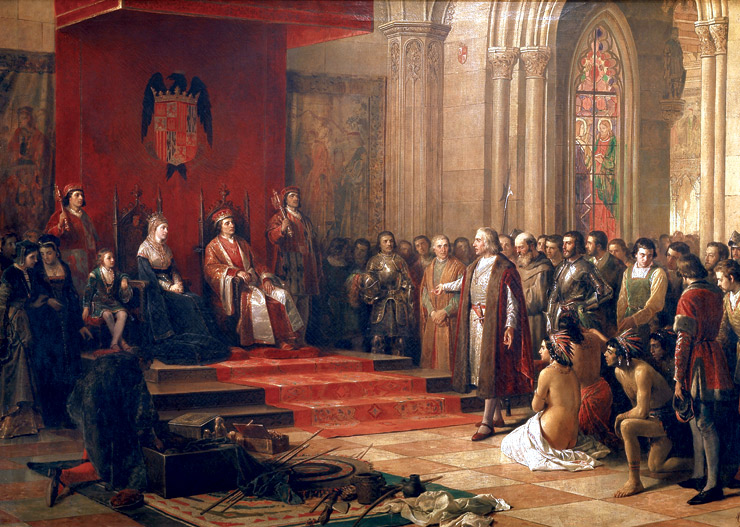
عودة كولومبوس 1493

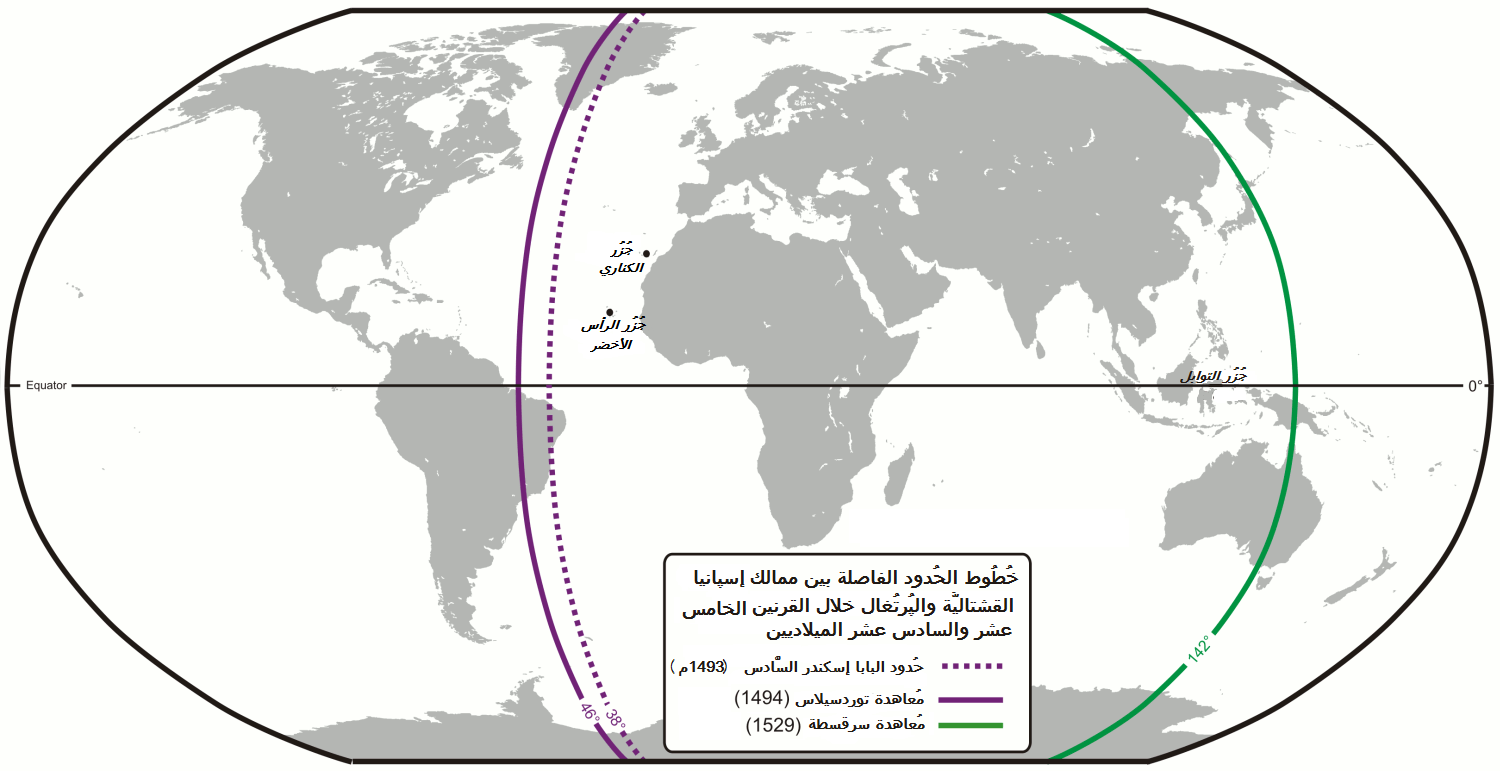
قشتالة والبرتغال يقسمان العالم في معاهدة توردسيلاس.

توفي الملك خوان الثاني ملك أراغون قبل معاهدة ألكاسوفاس بسبعة أشهر، فورثه ابنه فرناندو الثاني المتزوج من إيزابيلا ملكة قشتالة. فسمي الاثنان بالملوك الكاثوليك وبزواجهما صنعا اتحاد شخصي بين تاجي أرغون وقشتالة، ولكل اقليم نظامه الإداري وإن كان الحكم مشترك بين الملكين. تمكن الملكان في سنة 1492 من إخراج أبو عبد الله الصغير آخر أمراء غرناطة المسلمين من الأندلس بعد حرب استمرت عشر سنوات. ثم تفاوضا مع البحار الجنوي كريستوفر كولومبوس لمساعدته للوصول إلى سيبانجو [الإنجليزية] (اليابان) بالإبحار غربا. فعندما قدم كولومبوس اقتراحه الجريء لإيزابيلا كانت قشتالة تنافس البرتغال في سباق الإستكشاف للوصول بحرا إلى الشرق الأقصى. فنال كريستوفر بتاريخ 17 أبريل 1492 امتيازات سانتافي [الإنجليزية] من الملكين، حيث تم تعيينه نائبا للملك وحاكما للأراضي المكتشفة حديثا والتي تكتشف بعدها; وتلك هي أول وثيقة لتأسيس التنظيم الإداري للأنديز. كانت اكتشافات كولومبس فاتحة للاستعمار الاسباني للأمريكتين. والذي ساعد إسبانيا على التمسك بتلك الأراضي وجود مرسوم باباوي (باللاتينية: Inter caetera) بتاريخ 4 مايو 1493، وآخر (باللاتينية: Dudum siquidem) بتاريخ 26 سبتمبر 1493 والتي خولت للأسبان السيادة على الأراضي المكتشفة والتي يتم اكتشافها.
لكي يحافظ البرتغاليون على خطوط ترسيم ألكاسوفاس شرقا وغربا بخط عرض جنوب بوجدور، توصلوا إلى حل توافقي حيث أدمجت تلك المعاهدة مع معاهدة توردسيلاس بتاريخ 7 يونيو 1494، حيث شطر العالم إلى نصفين لتقسيم المطالب الإسبانية والبرتغالية. فأعطى المعاهدة الإسبان الحق الحصري في إقامة مستعمرات في كل العالم الجديد (الأمريكتين) من الشمال إلى الجنوب (باستثناء البرازيل التي اكتشفها القبطان البرتغالي بيدرو ألفاريز كابرال سنة 1500)، بالإضافة إلى أقصى شرق اسيا. ووثق البابا يوليوس الثاني معاهدة توردسيلاس يوم 24 يناير 1506 بمرسوم (باللاتينية: Ea quae pro bono pacis).
ومن جهة أخرى، أسست معاهدتي توردسيلاس وسنترا (18 سبتمبر 1509) حدود مملكة فاس للبرتغال، مما مكن لقشتالة بالتمدد خارج هذه الحدود بدءا من الاستيلاء على مليلية في 1497. وفي سنة 1494 بدأ كولومبوس تجارة الرقيق عبر الأطلسي ، وأرسل حوالي 24 عبدًا من تاينو إلى إسبانيا.

### المراسيم البابوية والإنديز

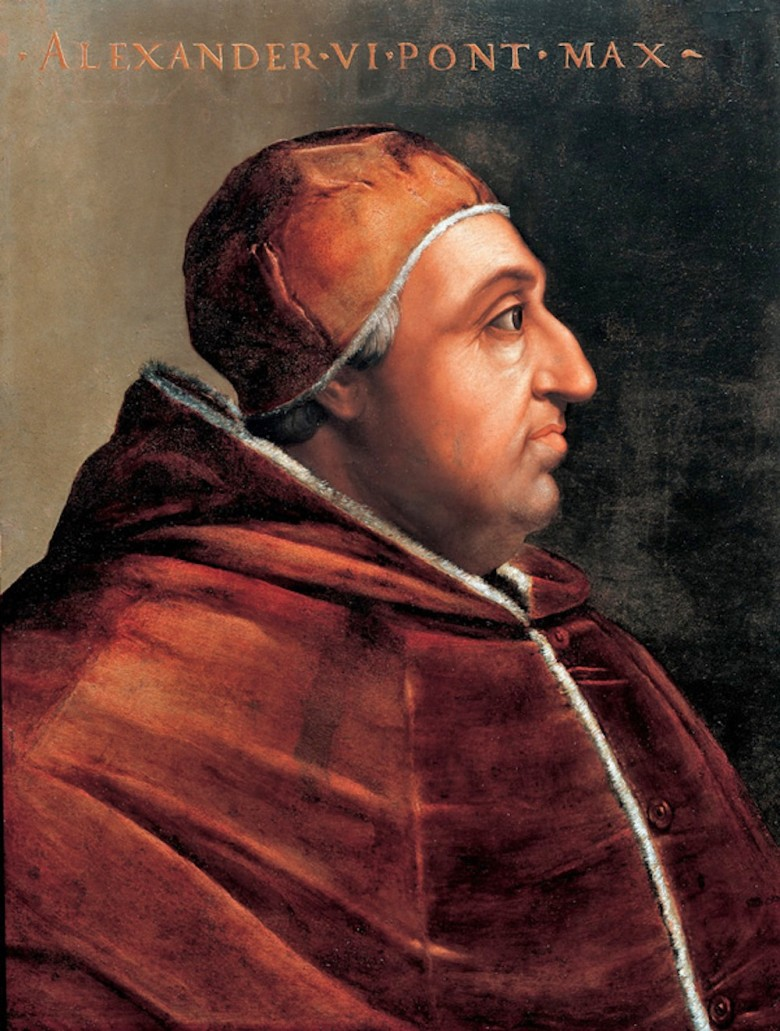
أصدر البابا أيبيري المولد إسكندر السادس مراسيم باباوية ليستفيد الملوك الإسبان بالسلطة الكنسية في الأراضي المكتشفة حديثًا في الخارج

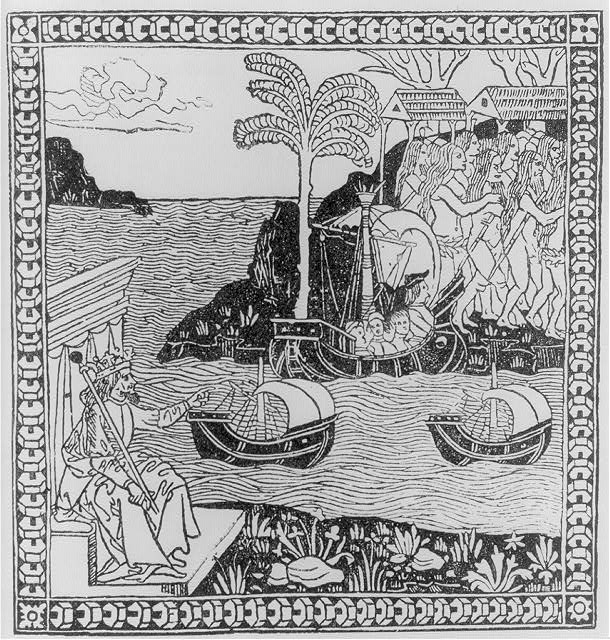
بعد وفاة فرناندو الثاني أضحى حاكم الإنديز الإسبانية ملك الإنديز.

على عكس البرتغال لم تطلب إسبانيا تفويضًا بابويًا لاستكشافاتها، ولكن بعد رحلة كريستوفر كولمبوس سنة 1492، سعى التاج للحصول على تأكيد بابوي لملكيتهم للأراضي الجديدة. نظرًا لأن الدفاع عن الكاثوليكية ونشر الإيمان كانا مسؤولية البابوية الأساسية، فقد صدرت عدد من المراسيم البابوية التي أثرت على سلطة تاجي إسبانيا والبرتغال في المجال الديني. عهدت البابوية تنصير سكان الأراضي المكتشفة حديثًا إلى حكام البرتغال وإسبانيا من خلال سلسلة من الإجراءات البابوية. إن قوة الرعاية الملكية للمناصب الكنسية لها سوابق في أيبيريا أثناء حروب الإسترداد. وفي سنة 1475 أصدر البابا إسكندر السادس -وهو من إقليم بلنسية العضو في تاج أراغون وكان اسمه رودريغو بورجيا قبل انتخابه بابا للفاتيكان- مرسوما (باللاتينية: Inter caetera) ذكر فرديناند في المرسوم باسم ملك قشتالة وفقا لإتفاق سيغوفيا. وبعد وفاته أدرج لقب الإنديز إلى ملك قشتالة. وإن كان الملوك الكاثوليك قد دمجوا إقليم بأنه جزء من موجودات التاج
وفي سنة 1506 تخلى فردناند حسب اتفاق ڤيلافافيلا [الإنجليزية] عن سيادته على حكومة قشتالة والإنديز لمصلحة زوج ابنته فيليب، متخليا عن نصف إيراداته من مملكة الإنديز فأضاف فيليب وزوجته خوانا ملكة قشتالة وأراغون لقب مملكة الإنديز والجزر والبر الرئيسي للمحيط إلى ألقابهم. ولكن الإتفاق لم يدم طويلا بسبب وفاة فيليب، فعاد فردناند وصيا على عرش قشتالة وحاكما للإنديز.
وحسب النطاق الذي منحه المرسوم البابوي ورغبة الملكة ايزابيلا القشتالية في 1504 والملك فرديناند من أراغون في 1516 أصبحت تلك الممتلكات خاضعة لتاج قشتالة. وقد صادق الملوك المتعاقبين على هذا الوضع بدءا من كارلوس الأول الذي نص صراحة بمرسوم في سنة 1519 على الوضع القانوني لأراضي ما وراء البحار الجديدة.
كانت سيادة الأراضي المكتشفة مخصصة لملوك قشتالة وليون حيث انتقلت بمراسيم بابوية. ثم تحول وضع الإنديز السياسي من «سيادة» الملوك الكاثوليك إلى «ممالك» لولاة عهد قشتالة، ومع أن مراسيم البابا اسكندر السادس (باللاتينية: Alexandrine Bulls) أعطت سلطة كاملة وحرة وقاهرة لملوك الكاثوليك، إلا أنهم لم يحكموها بأنها ملكية خاصة بل باعتبارها ملكية عامة خلال الهيئات العامة وسلطات قشتالة، وعندما انضمت تلك الأراضي لتاج قشتالة كانت السلطة الحاكمة خاضعة لقوانين قشتالة.
كان التاج هو الوصي على الجبايات الداعمة للكنيسة الكاثوليكية، ولا سيما العشور التي كانت تُفرض على منتجات الزراعة وتربية المواشي، وإن تم إعفاء الهنود من العشور. على الرغم من أن التاج حصل على هذه الإيرادات، إلا أنه كان من المقرر استخدامها للدعم المباشر للتسلسل الهرمي الكنسي والمؤسسات المتدينة، بحيث لا يستفيد التاج نفسه مالياً من هذا الدخل. أدى التزام التاج بدعم الكنيسة أحيانًا إلى تحويل أموال من الخزانة الملكية إلى الكنيسة عندما فشل العشور في دفع النفقات الكنسية.
في إسبانيا الجديدة أنشأ الأسقف الفرنسيسكاني للمكسيك خوان دي زوماراجا ونائب الملك الأول دون أنطونيو دي مندوزا مؤسسة في 1536 لتدريب السكان الأصليين على الرسامة للكهنوت وهي كلية سانتا كروز دي تلاتيلولكو. واعتبرت التجربة فاشلة حيث اعتبر السكان الأصليون حديثي الإيمان بحيث لا يمكن تكريسهم. فأصدر البابا بولس الثالث مرسومًا بابويا (1537)، مُعلنًا أن السكان الأصليين قادرون على أن يصبحوا مسيحيين، لكن المجالس الإقليمية المكسيكية (1555) والبيروفية (1567-1568) منعت السكان الأصليين من الرسامة.

### المستوطنات الأولى في الأمريكتين وهيمنة التاج

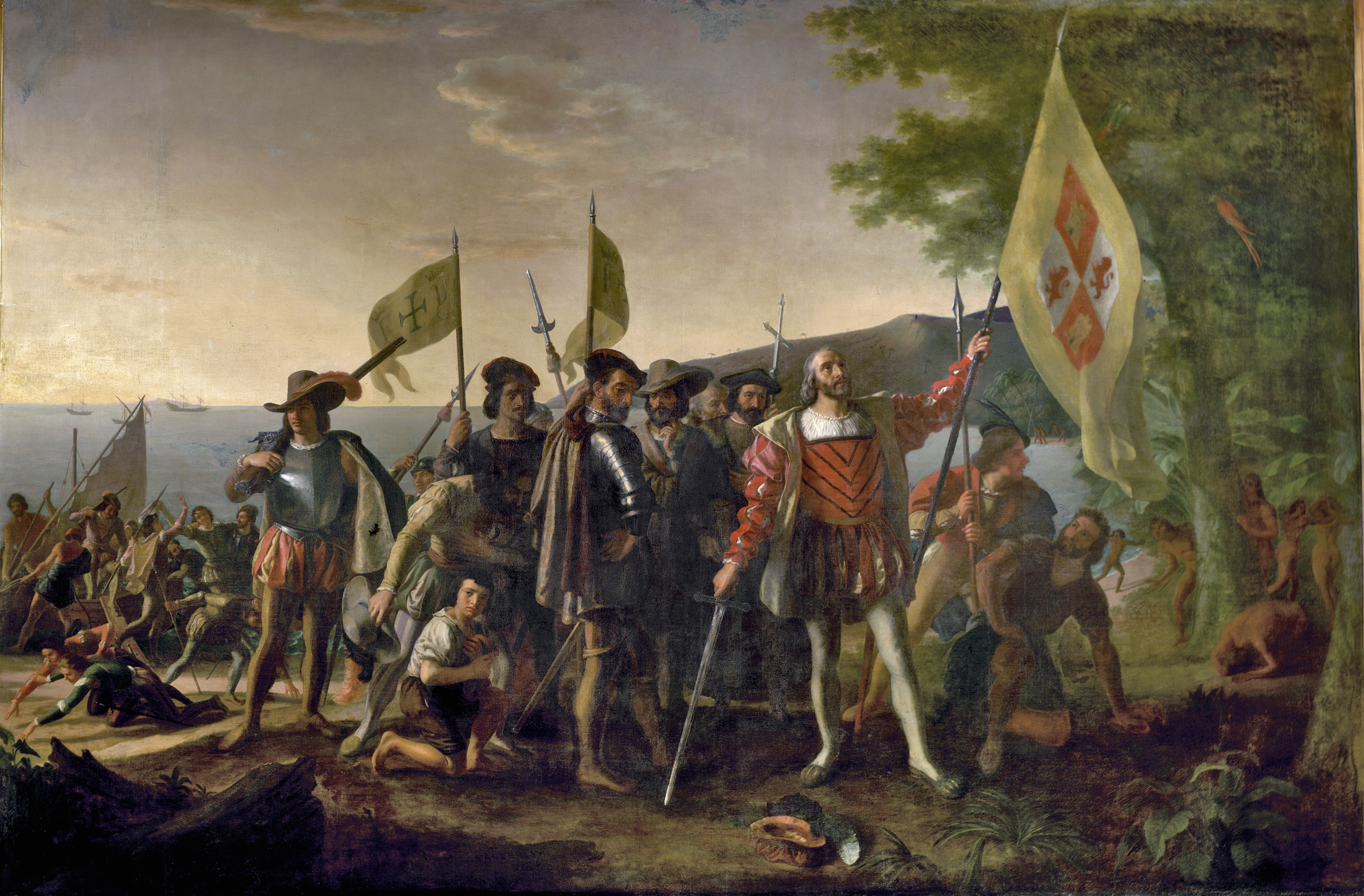
هبوط كولومبوس في 1492 ووضعه علم إسبانيا

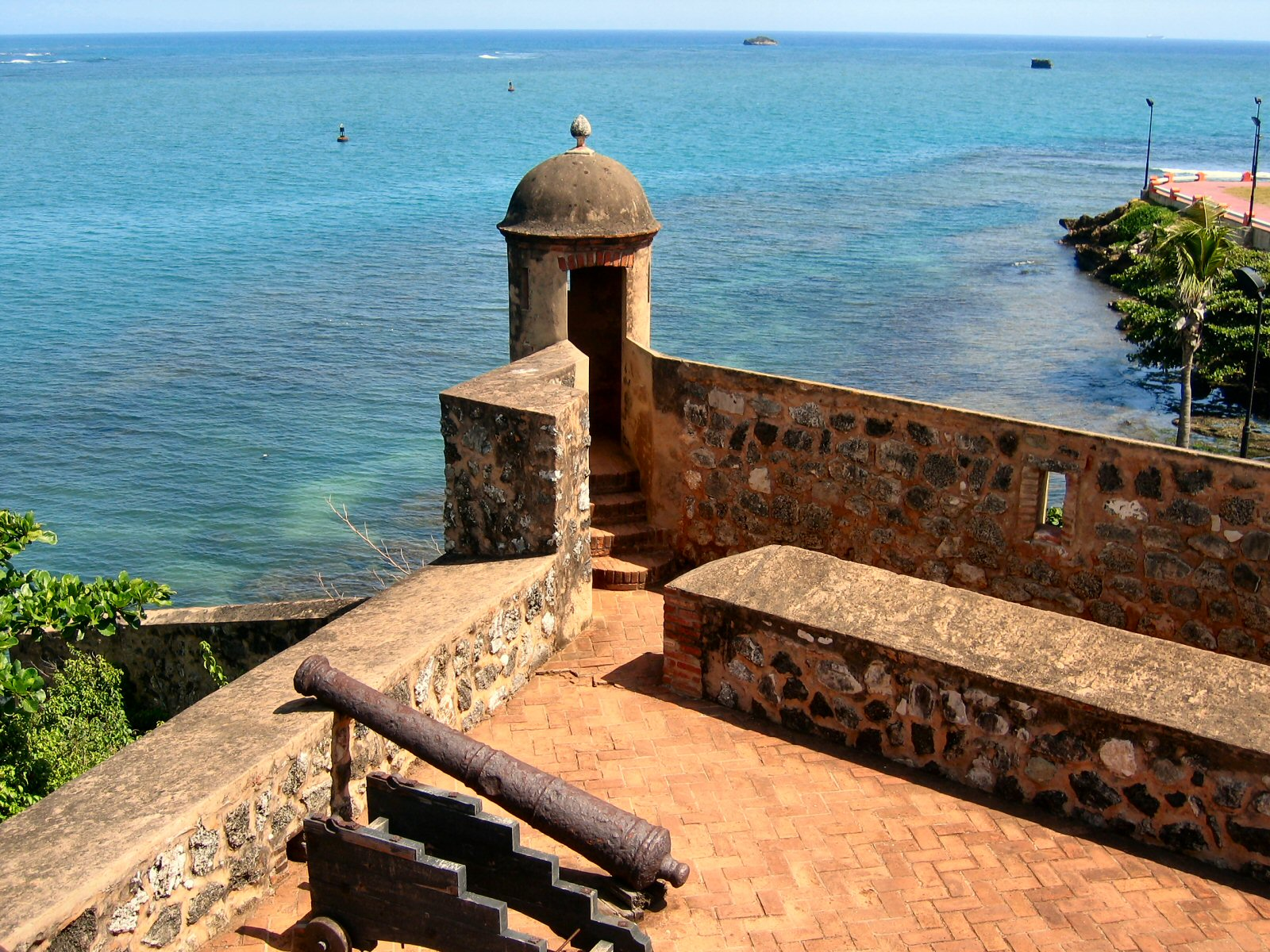
بويرتو بلاتا في جمهورية الدومينيكان. تأسست سنة 1502، وهي أقدم مستوطنة أوروبية مأهولة إلى الآن في العالم الجديد.

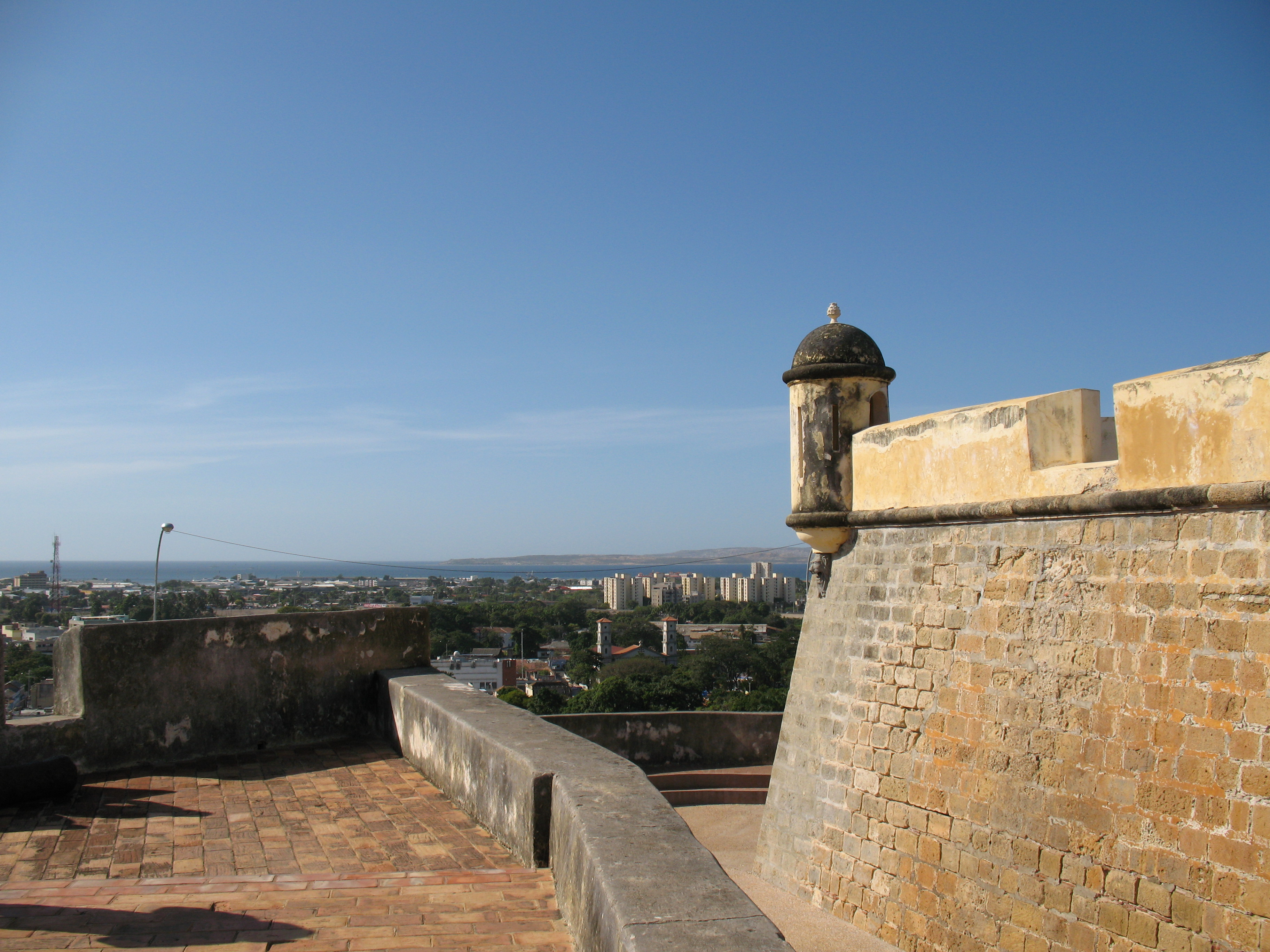
كومانا في فنزويلا. تأسست سنة 1510، وهي أقدم مدينة أوروبية مأهولة بالسكان في أمريكا القارية.

اعطى تاج قشتالة كريستوفر كولومبوس وثيقة امتيازات سانتافي التي منحته سلطة توسعية بما فيها الاستكشاف والاستيطان والسلطة السياسية وتحصيل الإيرادات، مع الرجوع الكامل إلى التاج. فقد أنشئت الرحلة الأولى أراض ذات سيادة للتاج، وتصرف التاج على افتراض أن تخمين كولومبوس فيما وجده والمبالغ فيه هو صحيح، كي تفاوض البرتغال في معاهدة توردسيلاس لحماية أراضيها في الجانب الأسباني من الخط. ثم مالبث التاج أن بدأ بمراجعة علاقاته مع كولومبوس حيث تحرك لتقليص امتيازاته وزيادة السيطرة التاج المباشرة على الأراضي. أضحى التاج بعد هذا الدرس أكثر حذرا في تحديد شروط الاستكشاف والغزو والاستيطان في المناطق الجديدة.
كان النموذج في منطقة الكاريبي الذي لعب دورا في الإنديز الإسبانية هو استكشاف مناطق مجهولة والمطالبة بالسيادة عليها. ومن غزو للشعوب الأصلية أو السيطرة عليهم بدون حرب؛ أو تسوية من الإسبان فمنحوا السكان الأصليين العمل بنظام إنكوميندا [الإنجليزية]. وأصبحت المستوطنات القائمة نقطة انطلاق للمزيد من استكشاف الأراضي وغزوها ثم استيطانها، ثم يلي ذلك إنشاء مؤسسات حكومية يعين التاج موظفيها. تم نسخ نماذج الكاريبي لتطبيقها على جميع أنحاء مناطق النفوذ الأسباني. ومع أهمية منطقة البحر الكاريبي إلا أنها سرعان ما تلاشت بعد الغزو الإسباني لإمبراطورية الآزتك والغزو الإسباني لإمبراطورية إنكا، مع أن الكثير ممن ساهم في تلك الفتوحات بدأ عملهم في الكاريبي.
أسست أول مستوطنة أوروبية دائمة في العالم الجديد في الكاريبي، فاستهلت في جزيرة هيسبانيولا ثم لحقتها كوبا وجامايكا وبورتوريكو. ونتيجة لعلاقات جنوة مع البرتغال فقد كانت فكرة المستوطنة عند كولومبوس هو نموذج قلاع تجارية ومصانع يشتغل بها العاملون بأجر وتتاجر مع السكان المحليين والتعرف على الموارد المفيدة. إلا أن المستوطنات الأسبانية في العالم الجديد استندت على نمط المستوطنة الكبيرة والدائمة وبوجود كامل الحياة المادية ومؤسسات الدولة لتكرار الحياة القشتالية في المناطق الأخرى. ولتحقيق ذلك، أتت رحلة كولومبوس الثانية في 1493 بفريق ضخم من المستوطنين والبضائع، فحطت الحملة في هيسبانيولا، حيث أسس بارتولوميو كولومبوس شقيق كريستوفر أول مستوطنة أسبانية مبنية بالحجارة في العالم الجديد سنة 1496 والتي أصبحت مدينة سانتو دومينغو. وأصبحت مدينة دائمة مبنية بالحجارة. غالبًا ما كان يُمنع غير القشتاليين مثل الكاتالونيون والأراغونيون من الهجرة إلى العالم الجديد.
وفي سنة 1508 تحول اهتمام التاج من هيسبانيولا إلى كوبا، حيث انطلقت رحلة استكشافية كبرى في 1511 بقيادة دييغو فيلازكيز دي كيولار. ذبح الغزاة القشتاليون الآلاف من هنود التاينو. واكتمل غزو كوبا في 1515.

### تأكيد سيطرة التاج في الأمريكتين
بالرغم من تأكيدات كولومبوس الشديدة واعتقاده أن الأرض التي اكتشفها كانت آسيوية، إلا أن تاج قشتالة لم يشعر بالقلق  في البداية عند منحه صلاحيات واسعة بسبب قلة الثروات المادية وعدم وجود تعقيد في مجتمع السكان المحليين. لكن الأمور تغيرت عندما لم يتمكن كولومبوس ذوالأصول من جنوة في الحصول على لقب نبيل، وأيضا عندما استهوت منطقة الكاريبي الإستيطان الإسباني، فظهرت الاضطرابات بين المستوطنين الإسبان. فبدأ التاج بتقليص السلطات الواسعة التي منحت لكولومبوس، بداية عن طريق تعيين حكام ملكيين ثم حكومة أهلية أو أودينسيا في 1511.
نزل كولومبوس البر الجديد في رحلته الثالثة في 1498 فعلم الملوك الكاثوليك باكتشافه في مايو 1499. ولإستغلال الثورة ضده في هيسبانيولا، عين البلاط الكونكيستدور فرانسيسكو دي بوباديلا [الإنجليزية] حاكما للإنديز بسلطة قضائية مدنية وجنائية على الأراضي التي اكتشفها كولومبوس. ولكن سرعان مااستبدل بوباديلا وحل محله نيكولاس دي أوفاندو [الإنجليزية] في سبتمبر 1501. وبعدها سمح التاج للرحلات المنفردة بإكتشاف الأراضي في جزر الهند فقط بترخيص ملكي مسبق، وفي 1503 أكد التاج احتكاره بعد إنشاء غرفة التجارة الإسبانية (بالإسبانية: Casa de Contratación)‏ في إشبيلية. وقد طالب ورثة كولومبوس في المحاكم بوفاء التاج لامتيازات سانتافي الممنوحة لكولومبوس في الفترة من 1508-1536 واشتهرت باسم (بالإسبانية: Pleitos colombinos)‏.

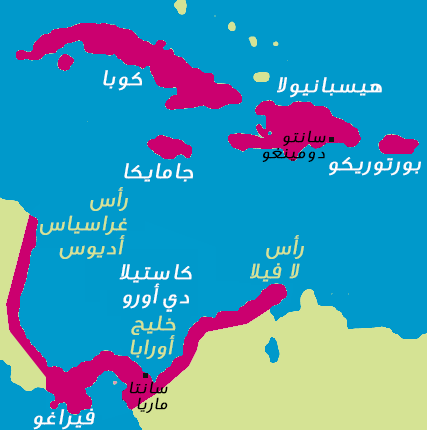
المقاطعات الإسبانية في العالم الجديد حوالي سنة 1515.

تولى المطران فونسيكا إدارة الإنديز من العاصمة الإسبانية بين 1493 و1516، ومرة أخرى بين 1518 و1524 بعد أن تولاها جان لو سوفاج لفترة قصيرة. وفي سنة 1504 تم إضافة لقب وزير لهذا المنصب فتولى غاسبار دي غريسيو بين 1504 و1507 تلك الوزارة، ثم تبعه بين 1508 و1518 لوبي دي كونتشيلوس، ثم فرانسيسكو ديلوكوبوس سنة 1519.
وفي سنة 1511 أنشئ مجلس سياسي للإنديز (بالإسبانية: Junta)‏ ليكون لجنة دائمة تابعة لمجلس قشتالة [الإنجليزية] لمعالجة قضايا الإنديز، وفي سنة 1524 تغير اسم هذا المجلس إلى مجلس الإنديز [الإنجليزية].
استمر نجاح مستوطنة هيسبانيولا حتى نهاية عقد 1490، فبدأ المستوطنون البحث عن أماكن أخرى لإنشاء مستوطنات جديدة، بسبب قلة الثروات الموجودة وانخفاض أعداد السكان الأصليين، فلم يساعد ذلك في ازدهار هيسبانيولا فكان الحرص في البحث عن نجاح جديد في مستوطنة جديدة. من هناك غزا خوان بونثي دي ليون بورتوريكو (1508) وأخذ دييغو فيلاسكيز كوبا.
اتفق مجلس الملاحون المجتمعون في برغش سنة 1508 على ضرورة إقامة المستوطنات في البر الرئيسى، وهو مشروع أوكل به الحكام ألونسو دي أوخيدا ودييغو دي نيكوسا التابعين لحاكم هيسبانيولا دييغو كولومبوس الذي عين حديثا وله نفس السلطة القانونية التي لأوفاندو. في 1510 بنى فاسكو نونييث دي بالبوا أول مستوطنة في البر الرئيسي، وهي سانتا ماريا لا أنتيغوا دل داريين في كاستيلا دي أورو (الآن نيكاراغوا وكوستاريكا وبنما وكولومبيا). وفي 1513، عبر بالبوا برزخ بنما حيث قاد أول بعثة أوروبية لرؤية المحيط الهادئ من الساحل الغربي للعالم الجديد. فأعلن بالبوا أن المحيط الهادئ وجميع الأراضي المحاذية لها هي تابعة للتاج الإسباني.
وفي مايو 1511 اعترفت محكمة إشبيلية بلقب نائب الملك لدييغو كولومبوس، ولكنه اقتصر على هيسبانيولا والجزر التي اكتشفها والده كريستوفر كولومبوس فقط; وفوق ذلك فقد قيد القصر الملكي والقضاة قبضته وذلك بتشكيل نظام حكومة مزدوج. وبما أن الملك فردناند الثاني هو الوصي على ابنته خوانا ملكة قشتالة، فقد فصل البر الرئيسى والمسمى كاستيلا دي أورو عن ولاية هيسبانيولا وأنشئ فيها إدارة برئاسة بدرو أرياس دافيلا في 1513، وبنفس الأعمال التي يؤديها نائب الملك، وماتبقى من إدارة بالبوا هي بنما وكويبا [الإنجليزية] على الساحل الهاديء، وبعد وفاته عادت تلك المناطق إلى كاستيلا دي أورو، ولكن لم تنضم إليها فيراغو [الإنجليزية] (الذي يضم نهر تشاغريس ورأس غراسياس أديوس [الإنجليزية]، إما بسبب الدعاوي القضائية على الإقليم بين التاج ودييغو كولومبوس، أو ربما أن المنطقة بعيدة شمالا صوب شبه جزيرة يوكاتان التي اكتشفها متأخرا كلا من يانييز بينزون وخوان دياز دي سوليس في 1508-1509 بسبب موقعها النائي. تسبب نزاع نائب الملك كولومبوس مع البلاط ومع المحكمة العليا التي أنشئت في سانتو دومينغو سنة 1511 إلى أن يعود إيبيريا في 1515.

## هابسبورغ الإسبانية التي لاتغيب عنها الشمس (1516–1700)
عرفت الفترة من القرن 16 إلى منتصف القرن 17 بأنها «عصر إسبانيا الذهبي» (بالإسبانية: Siglo de Oro)‏. ونتيجة لسياسة التزويج التي انتهجها الملوك الكاثوليك (بالإسبانية: Reyes Católicos)‏، فقد ورث حفيدهم شارلكان من آل هابسبورغ إمبراطورية قشتالة في أمريكا وممتلكات تاج أراغون في البحر الأبيض المتوسط (بما فيها جزء كبير من إيطاليا) وأراض ألمانية والبلدان المنخفضة وكونته الفرنسية والنمسا (تم نقل جميع مناطق هابسبورغ الوراثية إلى فرديناند شقيق كارلوس في أواخر أيامه).

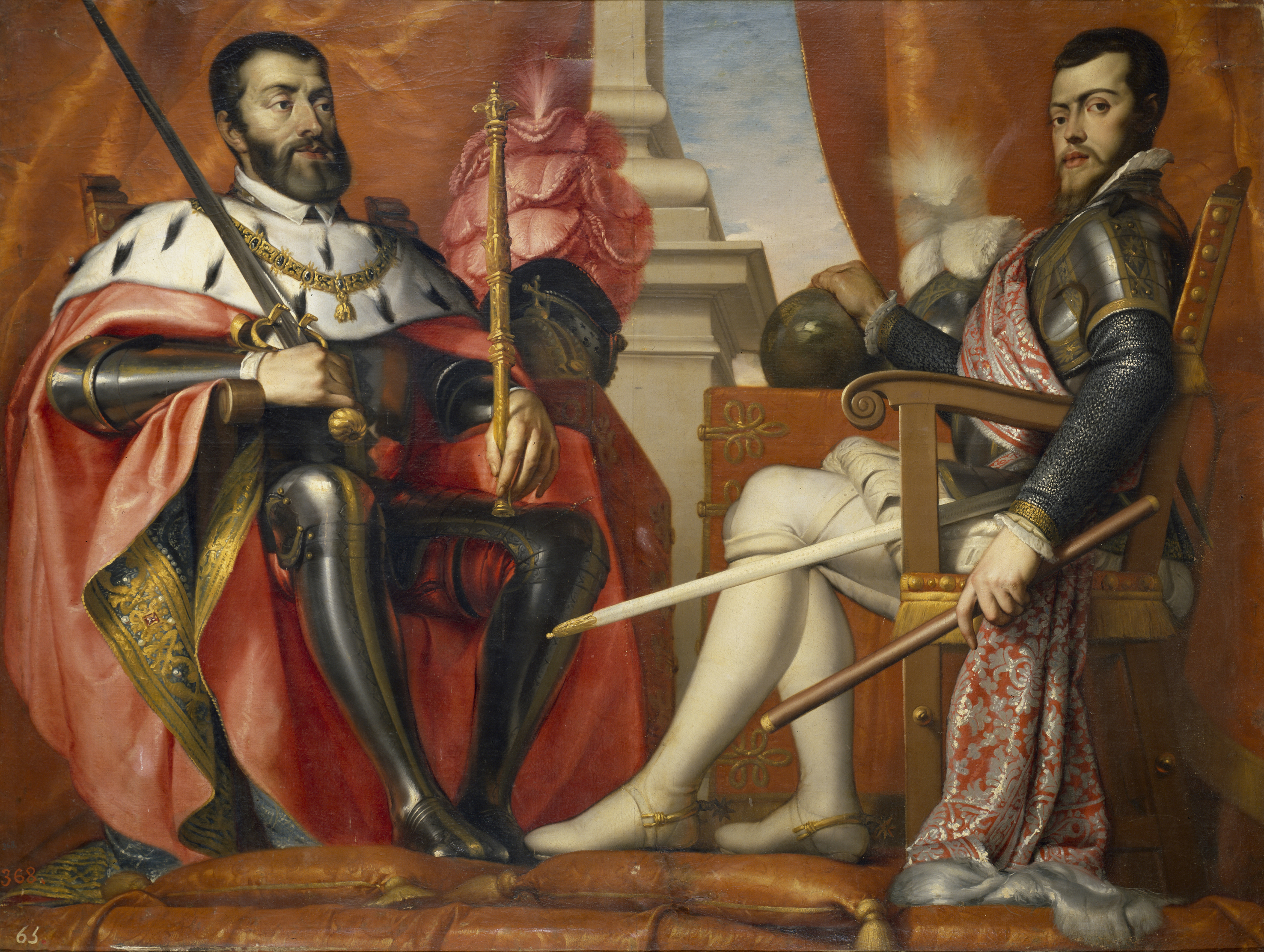
شارلكان امبراطور الإمبراطورية الرومانية المقدسة وملك اسبانيا (يسار) مع ابنه فيليب

انتخب كارلوس إمبراطور الإمبراطورية الرومانية المقدسة بعد وفاة جده الإمبراطور ماكسيميليان بفضل رشاوى هائلة دفعت للأمراء-الناخبين لأنه لم يكن وريثا مباشرا. فأضحى أقوى رجل في أوروبا، فلم يتجاوز اتساع امبراطوريته إلا نابليون. حتى قيل في زمانه أنها الإمبراطورية التي لا تغيب عنها الشمس. وقد سيطر على إمبراطورية ما وراء البحار المترامية الاطراف في عصر إسبانيا الذهبي، ليس من بلد الوليد ولكن من إشبيلية حيث نظمت غرفة التجارة الإسبانية  (Casa de Contratación) التجارة مع الإنديز، وتراخيص الهجرة. وكان مجلس الإنديز هو الهيئة العليا لإدارة الإنديز التي أسست في 1524‏ وقد هيمنت الحروب في عهده وبالتحديد ثلاث صراعات: الحروب الإيطالية مع فرنسا والحروب العثمانية الهابسبورغية مع الأتراك العثمانيين والإصلاح البروتستانتي.
كانت ايرادات إمبراطورية قشتالة في الإنديز في البداية مخيبة للآمال. فقد حفزت بعض التجارة والصناعة، ولكنها كانت محدودة جدا. ثم بدأت الأمور تتغير في عقد 1520 مع استخراج الفضة بكثرة من رواسب غنية في ولاية غواناخواتو في المكسيك، ولكن فتح مناجم الفضة في زاكاتيكاس بالمكسيك وبوتوسي في بيرو العليا (حاليا بوليفيا) في 1546 كان أسطوريا. ففي خلال القرن ال 16 أضحى لدى إسبانيا مايعادل 1.5 تريليون دولار أمريكي (حسب قيم 1990) ايرادتها من الذهب والفضة من إسبانيا الجديدة. وساهمت هذه الواردات بزيادة التضخم في إسبانيا وأوروبا خلال العقود الأخيرة من القرن ال 16. وتفاقم هذا الوضع بسبب خسارة المجتمع جزء كبير من الطبقة التجارية والحرفية من طرد اليهود (1492) والموريسكيين (1609). والذي كان أكثر ضررا هو واردات الفضة الضخمة التي ابتليت بها إسبانيا مع ارتفاع معدلات التضخم مما جعل الصناعات المحلية غير قادرة على المنافسة فأصبحت إسبانيا تعتمد اعتمادا كبير على الموارد الخارجية من المواد الخام والسلع المصنعة. حتى قال رحالة فرنسي في 1603:«تعلمت هنا مثلا يقول: كل شيء في إسبانيا عزيز إلا الفضة». علاوة على ذلك، تسببت وفرة الموارد الطبيعية انخفاضا في أرباح مشاريع استخراج الموارد التي هي أقل مخاطرة. ففضل الأثرياء استثمار ثرواتهم في الدين العام (juros). أنفقت أسرة هابسبورغ ثروات قشتالة وأمريكا في حروبها بأنحاء أوروبا للدفاع عن مصالحها، وأعلنت توقفها الاختياري (إي الإفلاس) عن تسديد ديونها عدة مرات. وأدت تلك الأعباء إلى اندلاع الثورات في أقاليم إسبانيا هابسبورغ بما في ذلك الممالك الأسبانية، ولكن تلك الثورات قد سحقت.
وسعت أسرة هابسبورغ إلى عدة أهداف سياسية، منها:
- الوصول إلى موارد الأمريكتين (الذهب والفضة والسكر) ومنتجات آسيا (الخزف والتوابل والحرير).
- اضعاف قوة فرنسا واحتوائها في الحدود الشرقية.
- المحافظة على هيمنة هابسبورغ على الإمبراطورية الرومانية المقدسة والدفاع عن الكنيسة الرومانية الكاثوليكية بأنها الكنيسة الصحيحة ضد الانقسام البروتستانتي
- الدفاع عن أوروبا ضد المد الإسلامي المتمثل في الدولة العثمانية
- نشر الدين الكاثوليكي في مناطق العالم الجديد

### التدخل الأسباني في أوروبا

#### صراع شارلكان في إيطاليا

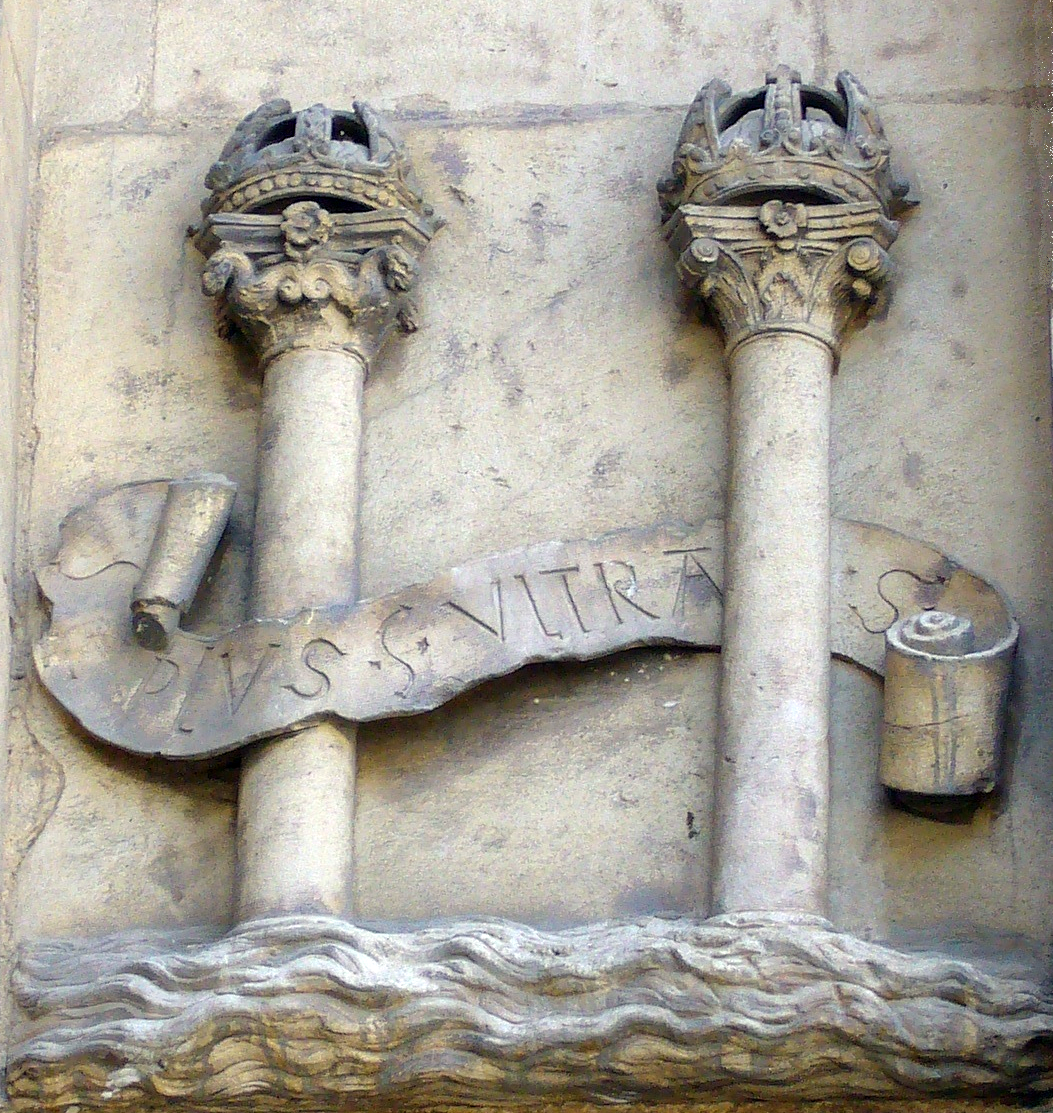
أعمدة هرقل مع شعار "" كرمز للإمبراطور شارلكان في قاعة بلدية أشبيلية (القرن 16)

بدأ نجم الإمبراطور شارلكان بالصعود سنة 1516 وأيضا في 1519 بعيد انتخابه عاهلا للإمبراطورية الرومانية المقدسة. فوجد ملك فرنسا فرانسوا الأول نفسه محاطا بمملكة هابسبورغ، فغزا سنة 1521 أملاك إسبانيا في إيطاليا لتدشين الحرب الثانية من صراع فرنسا مع اسبانيا. فكانت الحرب كارثية لفرنسا، حيث عانت الهزيمة في معركتي بيكوكا وبافيا، حيث أسر فرانسوا وسجن في مدريد، وأيضا في معركة لاندريانو [الإنجليزية] (1529) عندما رضخ وتخلى عن ميلان لإسبانيا.

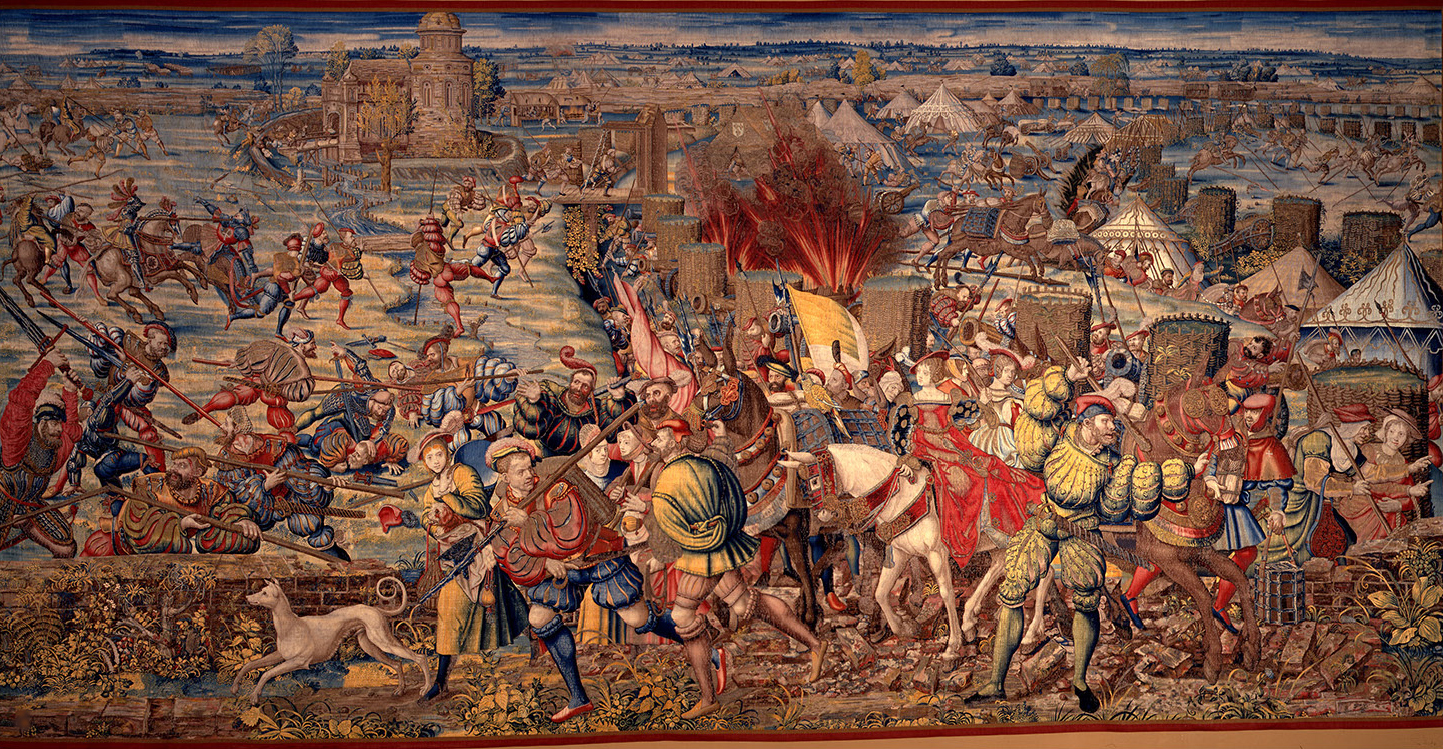
معركة بافيا 1525

فاجأ نصر الملك كارلوس الأول في معركة بافيا العديد من الإيطاليين والألمان، مما أثار المخاوف من أنه سيسعى للحصول على سلطة أقوى من أي وقت مضى. فغير البابا كليمنت السابع ولاءه وانضم لقوات من فرنسا ودول الإيطالية بارزة ضد إمبراطور آل هابسبورغ، مما أدى إلى حرب عصبة كونياك. تململ كارلوس من تدخل البابا فيما أسماه بالشؤون العلمانية. ففي سنة 1527 تمرد جيش كارلوس الموجود في شمال إيطاليا بعد نقص بالتمويل فتقدم جنوبا نحو روما حيث حاصرها ونهبها ولم يكن ذلك برغبة من كارلوس. مما سبب الحرج الشديد للبابا كليمنت والبابوات من بعده، فأصبحت البابوية بعد ذلك أكثر حذرا في تعاملها مع السلطة العلمانية. ثم بدأ الأدميرال الشهير أندريا دوريا بالتحالف مع الإمبراطور سنة 1528 لطرد الفرنسيين واستعادة حرية جنوة، مما فتح الأمل في تجديد القرض المالي والذي تم في نفس العام عندما قدمت بنوك جنوة أول قرض إلى كارلوس.
وفي سنة 1533 رفض البابا كليمنت طلب إبطال زواج هنري الثامن ملك إنجلترا الأول على كاثرين أراغون جزئيا أو كليا رغبة منه بعدم الإساءة إلى الإمبراطور كارلوس كي يمنع نهب عاصمته مرة الثانية، فقد وقع الطرفان معاهدة سلام في برشلونة سنة 1529 مما أوجد علاقة أكثر ودية بين الزعيمين. فأضحى اسم حامي الكاثوليكية فعّال لإسبانيا، فتوج كارلوس ملكا على إيطاليا (لومبارديا) مقابل مساعدة إسبانيا في الإطاحة بجمهورية فلورنسا المتمردة.
أعلن فرانسوا الأول سنة 1543 تحالفا لم يسبق له مثيل مع السلطان العثماني سليمان القانوني لإستعادة مدينة نيس التي يسيطر عليها الأسبان. فانضم هنري الثامن ملك إنجلترا إلى شارلكان في غزوه لفرنسا، فهو يحمل ضغينة ضد فرنسا أكبر مما هو ضد الإمبراطور لوقوفه ضد طلاقه. وبالرغم من هزيمة الأسبان في معركة سيريسول في سافوي إلا أن الفرنسيين ليسوا بالقادرين على تهديد جيش إسبانيا المسيطر على ميلان، وأيضا كانوا يعانون من هزيمة في الشمال على يد هنري مما أجبرهم على قبول شروط غير مرغوبة. أما النمساويين بقيادة فرديناند شقيق كارلوس الأصغر فقد واصلوا  حربهم ضد العثمانيين في الشرق، بينما ذهب كارلوس للإهتمام بمشكلة قديمة: وهي اتحاد شمالكالدي.

#### صراعات الإمبراطورية المقدسة الدينية

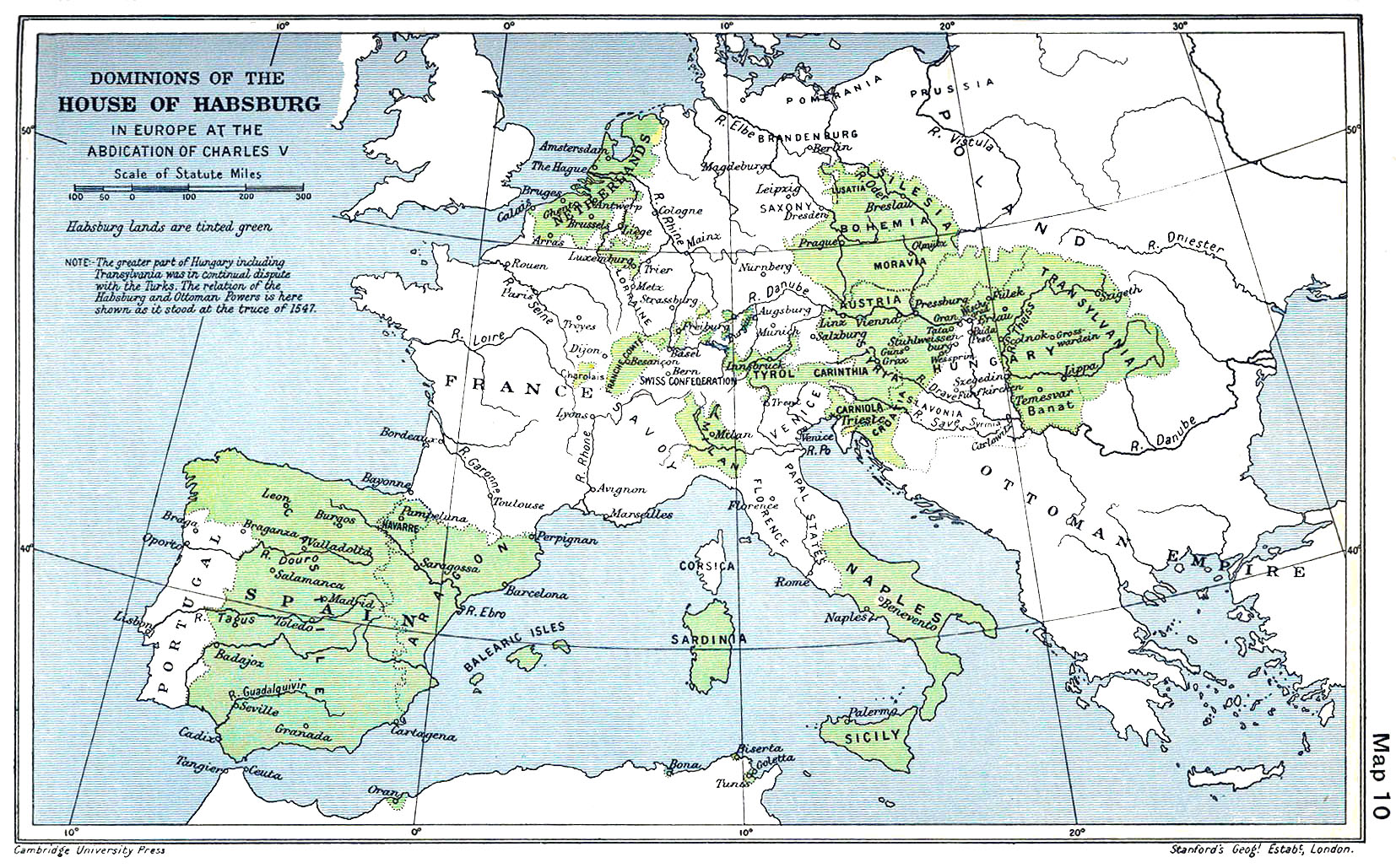
خريطة لممتلكات آل هابسبورغ بعد تنازل شارلكان (1556) كما صوره «أطلس تاريخ كامبريدج الحديث» 1912; فأراضي هابسبورغ مرسومة بالأخضر. فالمناطق محددة من الأراضي المنخفضة حتى شرق فرنسا إلى جنوب إيطاليا والجزر فقد احتفظت بها هابسبورغ الإسبانية.

تحالف اتحاد شمالكالدي مع الفرنسيين، وتمكن من صد محاولات تقويض التحالف في ألمانيا. ولكن هزيمة فرنسا في 1544 أدت إلى إلغاء التحالف مع البروتستانت، فتمكن الإمبراطور كارلوس من الاستفادة من هذه الفرصة، حيث حاول أولا التدخل في مسار مفاوضات مجمع ترنت في 1545، ولكن شعور القيادة البروتستانتية بالخيانة من الموقف الذي اتخذه الكاثوليك في المجلس أدى إلى ذهابهم للحرب بقيادة الناخب موريس السكسوني. فغزا كارلوس ألمانيا بجيش مختلط من الهولنديين والإسبان أملا باستعادة هيمنة الإمبراطورية. فألحق بالبروتستانت هزيمة ثقيلة في معركة مولبرغ التاريخية سنة 1547. فاضطرت الولايات البروتستانتية إلى توقيع صلح أوغسبورغ سنة 1555 معه، فاستقرت الأحوال في ألمانيا عملا بمبدأ دين الحاكم يفرض على المحكومين (باللاتينية: cuius regio, eius religio)، وهو موقف لم يحظ برضا رجال الدين الإسبان والإيطاليين. إلا أن تدخل كارلوس في ألمانيا أسّس لاسبانيا دورا بأنها حامية للكاثوليك. مما سبب الهابسبورغ في الإمبراطورية الرومانية المقدسة بسابقة أدت بعد سبعة عقود إلى التورط بحرب من شأنها أن أنهت دور إسبانيا باعتبارها القوة الأولى في أوروبا.

#### هزيمة فرنسا
كان لكارلوس الخامس ابنا شرعيا وحيدا وهو فيليب الثاني الذي تقاسم التركة النمساوية مع عمه فرديناند. اعتبر فيليب قشتالة بأنها عماد إمبراطوريته، ولكن مشكلتها أنه ليس لديها مايكفي من الجنود لدعمه. ولكن عندما تزوج ماري تيودور أصبحت إنجلترا حليفة له.

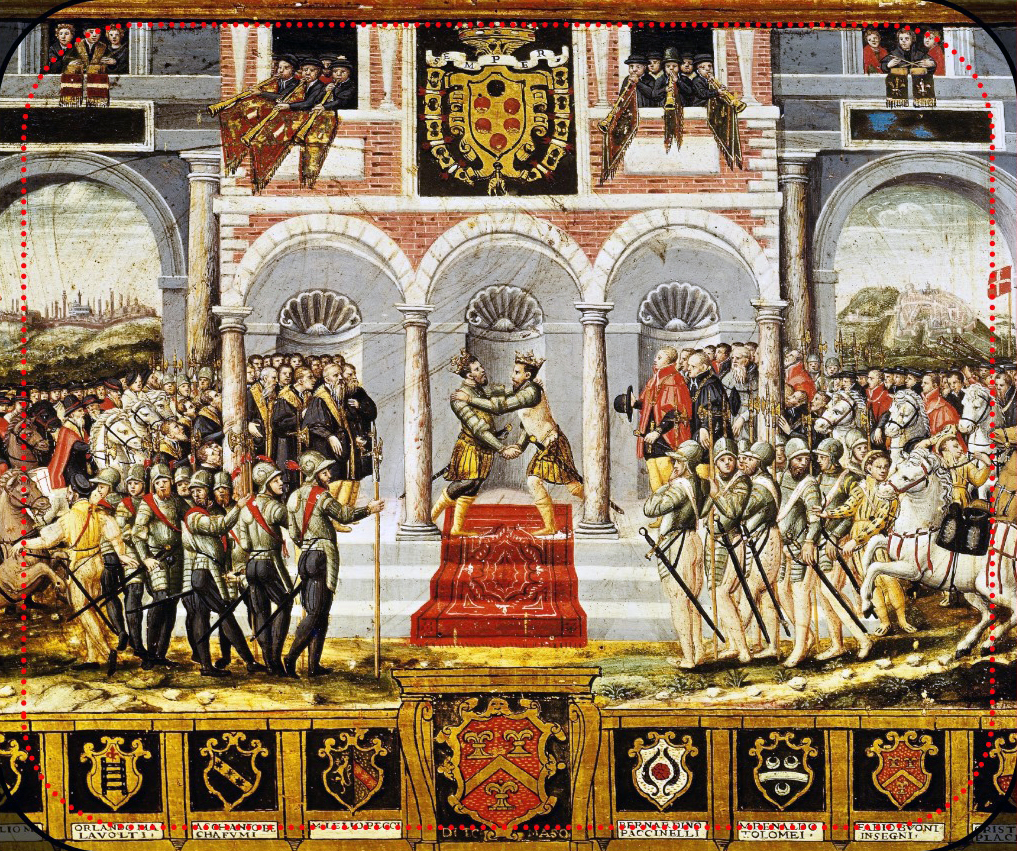
الإحتفالات التي اعقبت صلح كاتو-كامبرازي (1559) بين فرنسا وإسبانيا

عندما استلم هنري الثاني عرش فرنسا في 1547 لم تكن إسبانيا قد وصلت بعد إلى سلام مع فرنسا فتجدد الصراع بينهما. حيث ألهب فيليب الثاني وبشراسة حربه ضد فرنسا، فسحق الجيش الفرنسي في معركة سانت كينتان في بيكاردي في 1558. ثم هزمهم مرة أخرى في معركة جرافلين [الإنجليزية].
بعد ذلك وقعت الدولتان صلح كاتو-كامبرازي في 1559، حيث اعترفت رسميا بمطالبات إسبانيا في إيطاليا. وبعد الاحتفالات التي تلت المعاهدة قتل هنري بشظية طائشة من أحد الجنود. ولكن مصاب فرنسا الأكبر هو تعرضها في السنوات الثلاثين التالية لحرب أهلية دينية، فتنحت من منافسة إسبانيا وآل هابسبورغ في السيطرة على أوروبا. فتخلصت إسبانيا خلال تلك الفترة من خصم قوي، حيث شهدت أوج قوتها وحضورها الإقليمي في الفترة من 1559-1643.
بدأ فتح ائتلاف مصارف جنوة بعد تعرض حكم فيليب الثاني للإفلاس سنة 1557، فتعرضت البيوت المصرفية الألمانية لحالة من الفوضى مما أنهى عهد آل فوغر الذين يمولون الإسبان. فقد قدمت بنوك جنوة لنظام هابسبورغ الثقيل ائتمان سائل ودخل منتظم يمكن الاعتماد عليه. وبالمقابل نقلت وبسرعة شحنات قليلة الثقة من فضة الإنديز من إشبيلية إلى جنوة، لتوفير المال لمزيد من المشاريع.

#### الصراعات الأوروبية في عهدفيليب الثاني

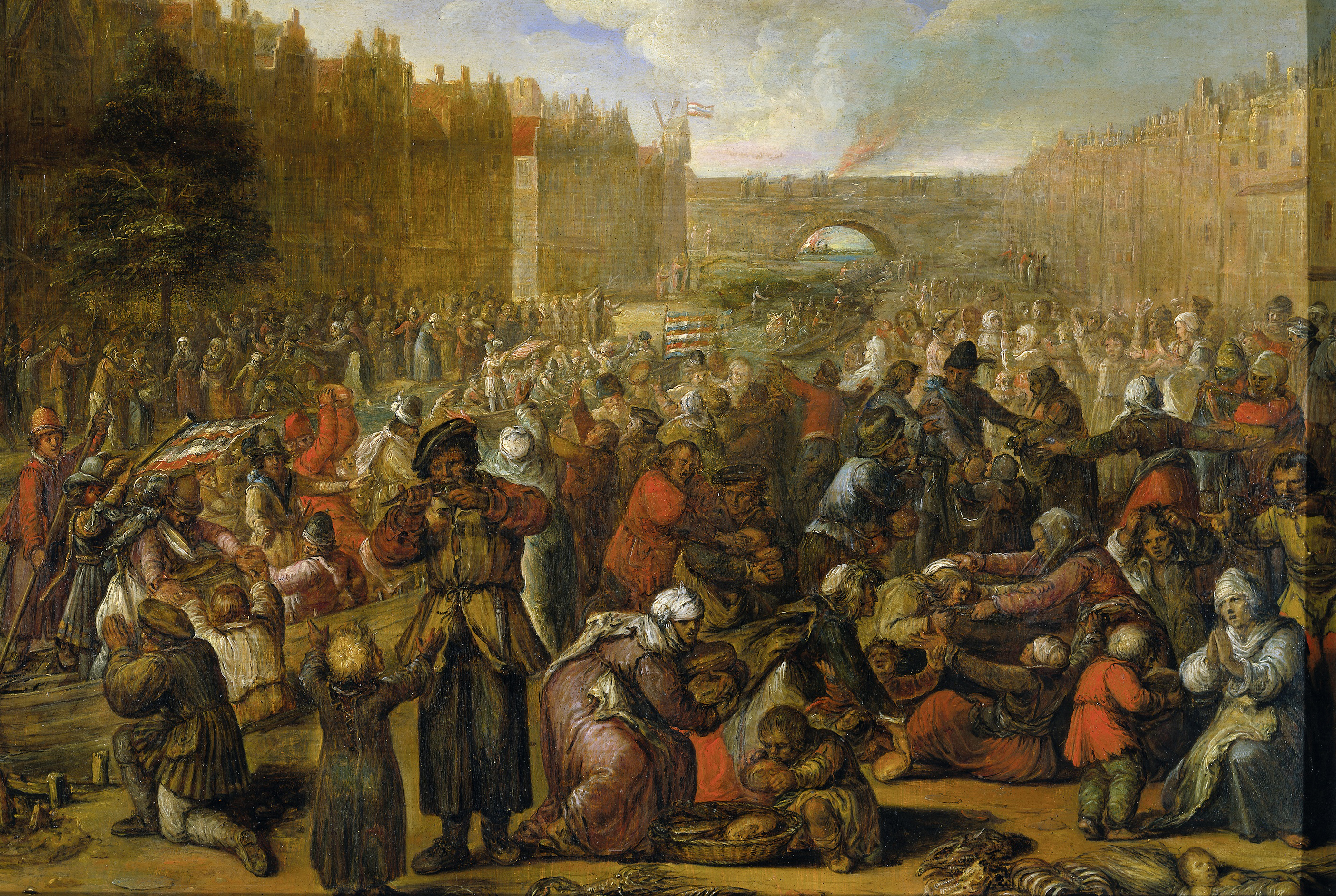
تحرير ليدن (1574) بعد أن حطم الهولنديون سدهم المائي في حرب الثمانين عاما

لم تدم البهجة في مدريد طويلا. فقد أدت الكالفينية في هولندا إلى اندلاع أعمال شغب سنة 1566،  فزحف دوق ألبا بجيشه إلى تلك البلاد لاستعادة النظام. ولم يتمكن ويليام البرتقال المعروف بالكتوم سنة 1568 أن يطرده من هولندا. ولكن اعتبرت تلك المعارك أنها بداية لحرب الثمانين عاما التي انتهت باستقلال الأقاليم المتحدة. وكان الإسبان متشددين في استعادة النظام والحفاظ على سيطرتهم على تلك المقاطعات بسبب ماينالونه من ثروات ضخمة في هولندا وخاصة من ميناء أنتويرب الحيوي. حتى قيل في تقديرات:"أن عائدات التاج الإسباني من ميناء أنتويرب أكثر بسبع مرات من عائداتهم من الأمريكتين". وفي سنة 1572 استولت مجموعة متمردة من القراصنة الهولنديين عرفوا باسم متسولي البحر (بالهولندية: watergeuzen) على عدد من مدن الساحل الهولندي، حيث أعلنوا دعمهم لوليام ورفضهم زعامة إسبانيا.
دخلت إسبانيا بحربها تلك مستنقع لا قرار له -بالمعنى الحرفي-. ففي سنة 1574 صد الهولنديون حصار الجيش الأسباني بقيادة لويس دي ريجيزينز على ليدن بعد كسرهم للسدود مما تسبب بفيضانات عارمة. ثم واجه فيليب في 1576 فواتير جيشه ال 80,000 جندي عند احتلال هولندا، ثم كلفة أسطوله الذي انتصر في ليبانتو، إلى جانب تزايد خطر القرصنة في البحار المفتوحة الذي حد من دخله من المستعمرات الأمريكية. وفي النهاية اضطر فيليب إلى إعلانه الإفلاس.
لم يمض وقت طويل على حصار أنتويرب حتى بدأ الجيش في هولندا بالتمرد ونهب جنوب هولندا، مما دفع عدة مدن مسالمة في المقاطعات الجنوبية للانضمام إلى التمرد. فاختار الإسبان التفاوض، مما أعاد الهدوء مرة أخرى إلى معظم المقاطعات الجنوبية من اتحاد أراس [الإنجليزية] في 1579. وردا على ذلك أنشأت هولندا من نفس الشهر تحالف بين المقاطعات الشمالية سمي اتحاد أوترخت. ثم خلعوا فيليب رسميا في 1581 عندما شرعوا مرسوم التخلي.

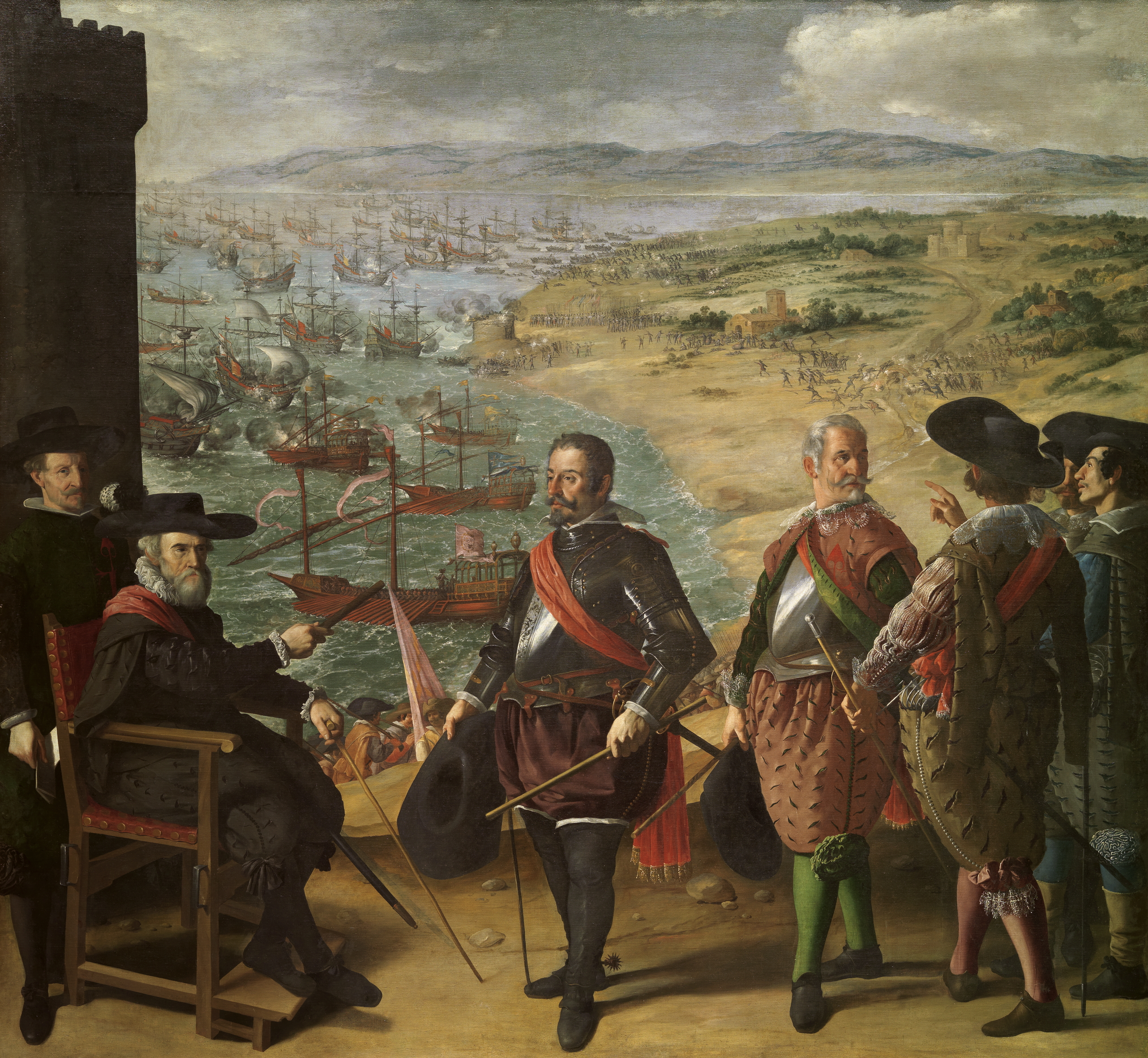
لوحة الدفاع عن قادس رسمها زورباران

وبموجب اتفاق أراس أعلنت الولايات الجنوبية من هولندا الإسبانية (حاليا بلجيكا ونور با دو كاليه وبيكاردي الفرنسيتين) ولائهم للملك فيليب الثاني واعترفت بدون خوان حاكما عاما لها. وتلك أعطت الملك الفرصة في 1580 لتعزيز موقفه عندما توفي آخر عضو في العائلة المالكة البرتغالية وهو هنريك ملك البرتغال وظهور أزمة خلافة. حيث أكد فيليب مطالبته بالعرش البرتغالي وأرسل في يونيو جيشا بقيادة دوق ألبا إلى لشبونة لضمان خلافته. على الرغم من أن شعبية دوق ألبا والاحتلال الإسباني كان قليلا في لشبونة مما في روتردام، إلا أن دمج الإمبراطورية الإسبانية والبرتغالية معا وضعت في يد فيليب تقريبا مجمل استكشاف العالم الجديد إلى جانب أمبراطورية تجارية واسعة في أفريقيا وآسيا. وفي سنة 1582 أعاد فيليب الثاني نقل قصره إلى مدريد من ميناء لشبونة المطل على الأطلسي حيث استقر فيها مؤقتا لتهدئة المملكة البرتغالية الجديدة.
احتاجت البرتغال إلى قوة احتلال كبيرة لإبقائه تحت السيطرة، مع إن إسبانيا لاتزال تعاني من إفلاس 1576. ثم في سنة 1584 اغتيل وليام الكتوم وقتله كاثوليكي نصف مختل، وكان هناك أمل أنه بوفاته ستتوقف المقاومة الهولندية مما يوضع حد للحرب. ولكن ذلك لم يحدث، حيث أرسلت الملكة إليزابيث الأولى في 1586 دعما للبروتستانت في هولندا وفرنسا، وشن السير فرانسيس دريك هجمات ضد التجار الأسبان في الكاريبي والمحيط الهادئ، إلى جانب هجوم شرس على ميناء قادس. ولوضع حد من تدخلات الملكة إليزابيث، أرسل فيليب اسطول أرمادا الإسباني لغزو إنجلترا في عام 1588. ولكن الظروف لم تكن بجانبه حيث تلقى الإنجليز تحذيرات من جواسيسهم في هولندا، لذا كانوا على استعداد لهجوم الأرمادا. فجهزوا سفنا سريعة المناورة ومدججة بالسلاح إضافة إلى أن الطقس كان سيئا وقت المواجهة مما أدى إلى هزيمة الأرمادا.

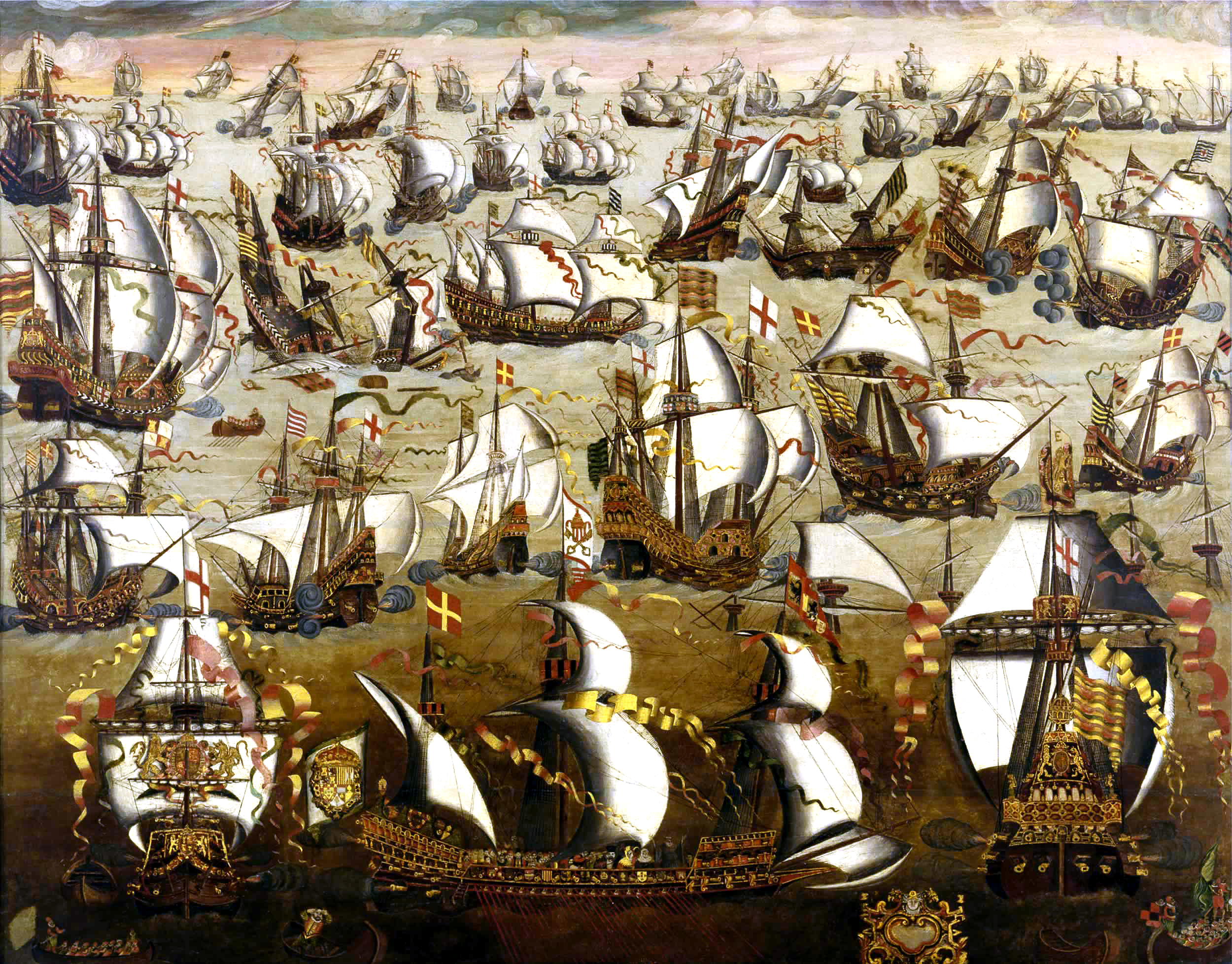
إسطول الأرمادا يخرج من خليج فيرول (1588)

ومع ذلك فإن تلك الهزيمة لم تكن مؤثرة. فقد كانت نقطة التحول في حرب إنجلترا وإسبانيا (1585-1604) هو فشل حملة دريك-نوريس إلى البرتغال وجزر الأزور في 1589. مما أبقى الأساطيل الإسبانية أكثر كفاءة في نقل كميات ضخمة من الفضة والذهب من الأمريكيتين، في حين أن الهجمات الإنجليزية عانت من الفشل المكلف.
أما في فرنسا فقد اقحمت فيها إسبانيا نفسها بحرب دينية بعد وفاة هنري الثاني وعهد فرانسوا الثاني وشارل التاسع حتى مقتل هنري الثالث على أسوار باريس في 1589 وهو آخر أسرة فالوا. فخلفه هنري الرابع ملك نافار، أول ملوك فرنسا من آل بوربون. وهو رجل ذو قدرة كبيرة، فحقق انتصارات كبيرة ضد التحالف الكاثوليكي في أركيوس (1589) وايفري (1590). ولكنه لم يتمكن من حكم فرنسا إلا بعد أن تحول إلى الكاثوليكية. أما الجيش الإسباني فقد انقسم إلى مابين البقاء في هولندا وآخر لغزو فرنسا في 1590. ولكن ذلك التوزيع قد أحدث كارثة.

#### الإصلاح في عهدفيليب الثالث
وجدت الإمبراطورية الإسبانية المفلسة نفسها في مواجهة عسكرية ضد فرنسا وانكلترا وهولندا كل منهم لديه قيادة متمكنة ومنافسة من أعداء أقوياء. وفوق ذلك استمرت القرصنة على سفنها في الأطلسي ومشاريعها الاستعمارية المكلفة فاضطرت إسبانيا لإعادة التفاوض على ديونها في 1596. ثم حاول التاج تقليل مواجهة النزاعات الخارجية، فبدأ أولا بالتوقيع على صلح فرفينس مع فرنسا في 1598 حيث اعترف بهنري الرابع (أضحى كاثوليكيا في 1593) ملكا على فرنسا، واستعادة العديد من شروط صلح كاتو-كامبرازي السابقة. وأيضا مع مملكة إنجلترا التي عانت من سلسلة هزائم بحرية ومن حرب عصابات لا نهاية لها مع كاثوليك أيرلندا المدعومين من أسبانيا، فقد وقعتا معاهدة لندن 1604 بعد ان تولى التاج سليل آل ستيوارت جيمس الأول عقب وفاة الملكة إليزابيث.
قدمت قشتالة إلى التاج الإسباني معظم إيراداتها وأفضل قواتها. ولكن الطاعون الذي دمر أراضيها بين سنة 1596 و1602، وتسبب بموت 600،000 نسمة. مما جعل العديد ممن بقي من أهالي قشتالة إما توجه إلى أمريكا أو لقوا حتفهم في الحروب. في سنة 1609 طرد الغالبية العظمى من المورسكيون من إسبانيا بحيث قدر أن قشتالة فقدت نحو 25٪ من سكانها ما بين 1600 و1623. هذا الانخفاض المريع في عدد السكان يعني انخفاض خطير في عائدات التاج في وقت كانت هي متورطة في صراع لم ينتهي بعد في أوروبا.
أعطت الهدنة مع انكلترا وفرنسا فرصة لإسبانيا في تركيز طاقتها لاستعادة سيطرتها على المقاطعات الهولندية. فقد قاد موريس ناساو المقاومة الهولندية وهو ابن وليام الكتوم ويعد من خيرة الاستراتيجيين في زمانه، حيث نجح سنة 1590 في الإستيلاء على عدد من المدن الحدودية بما فيها قلعة بريدا. ولكن بعد سلام إسبانيا مع انكلترا، استلم القيادة الإسبانية الجنرال امبروجيو سبينولا وهو ند كفؤ لموريس، حيث ضغط على الهولنديين وكاد يعيد احتلال بلدهم لولا حالة الإفلاس التي أصابت إسبانيا في 1607. وبعدها تم توقيع هدنة مصالحة في 1609 بين إسبانيا والمقاطعات المتحدة. وأخيرا عاشت إسبانيا في سلام.
استعادت إسبانيا عافيتها خلال الهدنة، فانتظمت مواردها المالية وتفعل الكثير من الهيبة والاستقرار في الفترة التي سبقت الحرب العظمى الأخيرة والتي كانت ستلعب فيها دورا رئيسيا. فقد كان خليفة فيليب الثاني وهو فيليب الثالث رجلا ذو قدرة محدودة وغير مهتم بالسياسة ويفضل أن يفوض إدارة إمبراطورية للآخرين. أما رئيس وزرائه فهو الدوق ليرما [الإنجليزية] القوي.
كان دوق ليرما (ومثله أيضا فيليب الثاني) غير مهتم في شؤون حليفهم النمسا. وفي 1618 استبدله الملك بالدون بالتازار دي زونيغا وهو سفير مخضرم إلى فيينا. كان الدون بالتازار يعتقد أن المفتاح الرئيسي لكبح جماح فرنسا والتخلص من الهولنديين هو تحالف أوثق مع هابسبورغ النمسا. فبدأ بذات السنة العمل بسياسة القذف من النافذة حيث شرعت النمسا والإمبراطور فرديناند الثاني في حملة ضد الاتحاد البروتستانتي [الإنجليزية] وبوهيميا. شجع دون بالتازار الملك فيليب للانضمام إلى هابسبورغ النمسا في الحرب، فأرسل الجنرال سبينولا نجم الجيش الإسباني في هولندا الصاعد على رأس جيش فلاندرز [الإنجليزية] للتدخل. وهكذا دخلت إسبانيا في حرب الثلاثين عاما.

#### الطريق إلى روكروا (1626–1643)

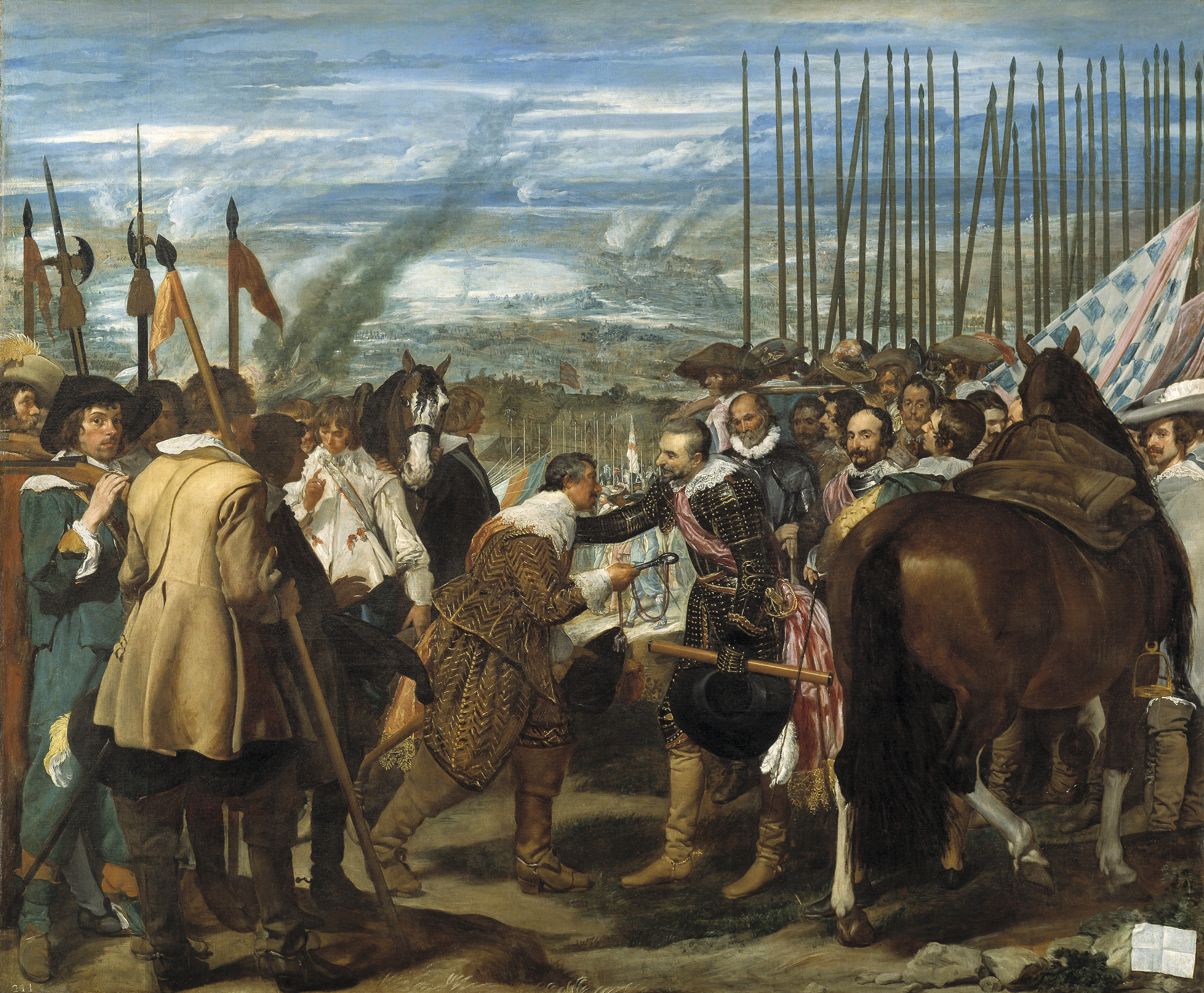
استسلام بريدا (1625) إلى امبروجيو سبينولا بريشة فيلاسكيز. يرمز هذا الانتصار إلى فترة تجدد حيوية العسكرية الإسبانية في حرب الثلاثين عاما.

بعد عدة انتصارات هزم البوهيميين في معركة الجبل الأبيض في 1620. وفي سنة 1621 استلم الحكم فيليب الرابع وهو أكثر تدينا. وفي السنة التالية ازيح دون بالتازار وخلفه غاسبار دي غوزمان دوق اوليفاريس. وفي 1623 تعرض البوهيميون لهزيمة أخرى في معركة شتاتلون. اما في هولندا فقد عادت الحرب مجددا في 1621 حيث أخذ سبينولا قلعة بريدا في 1625. فحاول الملك كريستيان الرابع التدخل لتغيير مسار الحرب مما هدد وضع إسبانيا، ولكن هزيمة الدنماركيين أمام الجنرال ألبرت فالنشتاين في معركتي جسر ديساو ولوتر (كليهما في 1626) قضي على هذا التهديد.
كان لدى مدريد أمل في أن تندمج هولندا داخل الإمبراطورية. وقد بدا أن البروتستانت في ألمانيا قد انتهى امرهم بعد هزيمة الدنمارك. وقد تورطت فرنسا مرة أخرى في مشاكلها الداخلية (بدأ حصار لاروشيل الشهير في 1627). حتى بدا واضحا سمو وعظمة اسبانيا، حيث عبر الدوق اوليفاريس وبحدة: «إن الرب إسباني وأنه يناضل من أجل أمتنا هذه الأيام».
كان اوليفاريس مدركا أن إسبانيا بحاجة إلى إصلاح، وأن الإصلاح بحاجة إلى سلام، وإن هذا السلام لا يبدأ أولا إلا مع المقاطعات المتحدة. وكان هدف اوليفاريس هو «السلام المشرف» وهو يعني تسوية سلمية تعود لإسبانيا بعض سيادتها في هولندا. إلا أن هذا غير مقبول للمقاطعات المتحدة، لذا فالنتيجة الحتمية لذلك هو أمل بحدوث انتصار قوي يؤدي بعده إلى «السلام المشرف» - فاستمرت الحرب المدمرة التي أراد اوليفاريس  تجنبها.
لتوضيح الوضع الاقتصادي غير المستقر في إسبانيا في ذلك الوقت، يكفي أن نذكر أنه واقعيا بأن المصرفيون الهولنديون هم الذين مولوا تجار الهند الشرقية الإشبيليين (افتراضيا خلال الهدنة). وفي الوقت نفسه فإن المشروعات التجارية الهولندية العالمية واستعمارهم الخارجي قد اضعف من الهيمنة الإسبانية والبرتغالية. لذا فإسبانيا بحاجة ماسة إلى وقت وسلام لإصلاح هيكليتها المالية وإعادة بناء اقتصادها.
فبينما كان تركيز سبينولا وجيشه الإسباني على هولندا وبدا أن الحرب تذهب لصالح إسبانيا، تعرضت قشتالة في سنة 1627 لإنهيار اقتصادي. فاضطر آل هابسبورغ لتخفيض عملتهم لدفع ثمن الحرب فانفجرت الأسعار تماما كما كان في حالة الإفلاس السابقة. استمرت أجزاء من قشتالة تعمل بنظام المقايضة بسبب أزمة العملة حتى 1631، ولم تتمكن الحكومة من جمع أي ضرائب ذات قيمة من الفلاحين، حيث اعتمدت على إيراداتها من المستعمرات. أما الجيوش الإسبانية وغيرهم في أراضي ألمانيا فقد لجؤا إلى «عرض أنفسهم» للإرتزاق.
تراجع اوليفاريس عن إصلاحات ضريبية معينة في إسبانيا بانتظار نهاية الحرب، ولكنه أسرف بدخوله حرب أخرى محرجة وغير مثمرة في شمال إيطاليا. أما الهولنديون فقد استغلوا هدنة السنوات الإثني عشر حيث كانت أولويتهم تقوية اسطولهم البحري، (والتي أظهرت قوتها الكاملة في معركة جبل طارق 1607)، واستطاع الكابتن بيت هين من توجيه ضربة كبيرة ضد تجارة البحرية الإسبانية وتمكن من أخذ أسطول المال الأسباني والتي كانت إسبانيا تعتمد عليه بعد الانهيار الاقتصادي.
امتدت موارد إسبانيا العسكرية في جميع أنحاء أوروبا وأيضا في البحار. حيث سعوا في حماية تجارتهم البحرية ضد أساطيل هولندا وفرنسا التي تحسنت بسرعة، وفي منطقة البحر المتوسط لا يزالون منهمكين مع الإسطول العثماني وتهديد القرصنة البربرية المرتبطة بهم. خلال تلك المدة نجح قراصنة دنكيرك الموالين لإسبانيا نجاحا كبيرا في خنق الشحن الهولندي. وفي سنة 1625 تمكن أسطول إسباني-برتغالي بقيادة الأدميرال فراديك دي توليدو من استعادة مدينة سالفادور (باهيا) البرازيلية الحيوية استراتيجيا من الهولنديين. لكن وفي مكان آخر أثبتت الحصون البرتغالية المعزولة وقليلة السكان في أفريقيا وآسيا أنها عرضة للهجوم والاستحواذ من الهولنديين والإنجليز، أو بمعنى آخر فقد تم تجاوز تلك الحصون بأنها مراكز تجارية هامة وتركت عرضة للإهمال.

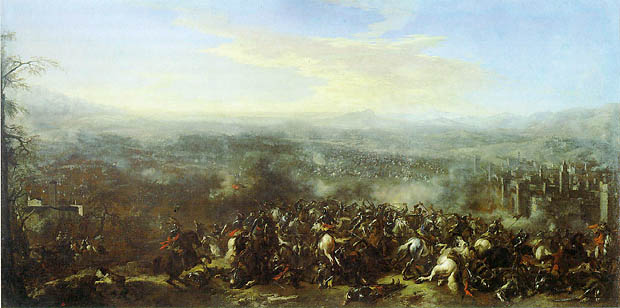
معركة نوردلنجن (1634). النصر الحاسم للجيش الامبراطوري الكاثوليكي واسبانيا على السويديين.

في سنة 1630 حط في ألمانيا غوستاف الثاني أدولف السويدي أعظم ملوك السويد وأحد أهم الشخصيات البروتستانتية حيث خلص ميناء اشترالزوند، آخر المعاقل الأوروبية للقوات الألمانية المحاربة للإمبراطور. ثم سار غوستاف جنوبا فجذب إليه المزيد من البروتستانت مع كل خطوة يخطوها وانتصر في معركة برايتنفلد وأيضا في معركة لوتسن سنة 1632 التي كلفته حياته. فتحسن وضع الكاثوليك بعد موته، حيث انتصروا في معركة نوردلنجن (1634). لذا ومن موقع قوة اقترب الإمبراطور من الولايات الألمانية التي أنهكتها الحرب في 1635 مع عرض للسلام: فوافقت عدة ولايات بما فيها براندنبورغ وسكسونيا. ولكن دخول فرنسا الحرب أربك الحسابات الدبلوماسية.
عد الكاردينال ريشيليو مؤيدا قويا للهولنديين والبروتستانت منذ بداية الحرب، فقد أرسل الأموال والعتاد إليهم في محاولة للحد من قوة هابسبورغ في أوروبا. وقرر أن معاهدة صلح براغ تتعارض مع مصالح فرنسا وأعلن الحرب على إمبراطور رومانيا المقدسة وإسبانيا بعد أشهر من تلك المعاهدة. وقد حقق الإسبان الأكثر خبرة نجاحات أولية في بداية الحرب. فقد أمر اوليفاريس بحملة خاطفة على شمال فرنسا من هولندا الإسبانية، على أمل تحطيم عزيمة وزراء الملك لويس الثالث عشر وإسقاط ريشيليو. فتقدمت القوات الإسبانية جنوبا حتى كوربي في 1636، مما أشعل جو الخطر في باريس بأن الحرب باتت قريبة إلى الإنتهاء بشروط اسبانيا. لكن بعد نهاية السنة أوقف اوليفاريس تقدم قواته خوفا من ظهور إفلاس جديد للتاج. فتردده في الضغط أكثر ميزة أتت بالمصير السيئ له: فتجمعت القوات الفرنسية من جديد فدفعت الإسبان بالتقهقر نحو الحدود، بحيث لم يتمكنوا من الوصول لتلك النقطة مرة أخرى. وفي البحر تمكنت البحرية الهولندية من تدمير إسطول إسباني يحمل جنودا في معركة داونز [الإنجليزية] سنة 1639. ووجد الأسبان أنفسهم غير قادرين على توفير وتعزيز قواتهم في هولندا.
واجه جيش الفلاندرز [الإنجليزية] -والذي يمثل صفوة الجيش الإسباني من قيادة وجنود- هجوما فرنسيا بقيادة لويس الثاني دو بوربون شمال فرنسا في روكروا سنة 1643. حيث تعرض الجيش الذي قاده فرانسيسكو دي ميلو للهزيمة بعد معركة متقاربة أجبر الإسبان على الاستسلام بشروط مشرفة. وبما أنها ليست مذلة ولا نكراء إلا أنها انهت المكانة العالية لجيش الفلاندرز. أدت تلك الهزيمة أيضا إلى إقالة اوليفاريس، حيث حبس في قصره بأمر الملك وتوفي بعدها بعامين بعد أن أصابه الإنكسار والجنون.

#### آخر ملوك هابسبورغ الإسبان

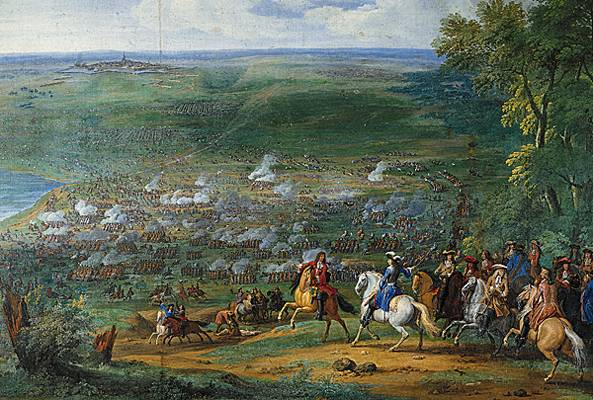
معركة روكروا (1643)، النهاية الرمزية لعظمة اسبانيا؛ وبعدها بدأ الانحدار البطيء.

اشار المؤرخون أن معركة روكروا (1643) هي البداية لنهاية هيمنة إسبانيا في أوروبا وإن كانت الحرب لم تنته بعد حيث أتت انتصارات إسبانية بعد تلك الإنتكاسة. ثم أتت الثورة البرتغالية ضد الإسبان في عقد 1640 وبمساعدة من أهالي كتالونيا ونابولي والفرنسيون. وعلقت الأراضي المنخفضة الإسبانية بين القبضة المحكمة للقوات الفرنسية والهولندية بعد معركة لنس في 1648، مما أجبر الأسبان بإعطاء سلاما مع الهولنديين حيث اعترف باستقلال المقاطعات المتحدة بمعاهدة صلح وستفاليا التي أنهت كلا من حرب الثمانين عاما وحرب الثلاثين عاما.
استمرت الحرب مع فرنسا لمدة أحد عشر سنة أخرى. على الرغم من أن فرنسا تعاني من حرب أهلية 1648-1652، إما إسبانيا فقد استنفدت قوتها في حرب الثلاثين عاما بالإضافة إلى الثورة المشتعلة في البرتغال وكاتالونيا ونابولي. فعندما انتهت الحرب ضد المقاطعات المتحدة في 1648، تمكن الإسبان من إخراج الفرنسيين من نابولي في ذات السنة وكاتالونيا في 1652، وتمكنوا من استعادة دونكيرك واحتلوا عدة قلاع بالشمال الفرنسي واحتفظوا بها حتى تم الصلح أما الحرب فقد انتهت بعد معركة ديونز (1658) [الإنجليزية] حيث تمكن الفرنسيون بقيادة الفيكونت دورين من استعادة دونكيرك. فوافق الإسبان سنة 1659 على صلح البرانس حيث تنازلوا بموجبه لفرنسا عن مقاطعة هولندا الإسبانية ارتوا ومقاطعة روسيون بشمال كتالونيا.
ثارت البرتغال في سنة 1640 بقيادة جواو البراغانزا وهو مدع للعرش. وقد تلقى دعما قويا من الشعب البرتغالي، أما إسبانيا - التي لديها ثورات في أماكن أخرى تتعامل معها إلى جانب حربها ضد فرنسا - فلم تكن قادرة على المجابهة القوية لتلك الثورة. فاستولى جواو على العرش باسم الملك جواو الرابع وقد تعايشت كلا من إسبانيا والبرتغال حالة فعلية للسلام من 1644 إلى 1656. وعندما توفي جون في 1656 حاول الإسبان انتزاع البرتغال من ابنه ألفونسو السادس ولكن هزموا في معركتي اميكسيال (1663)، ومونتيس كلاروس (1665) فأجبر الأسبان على اعتراف باستقلال البرتغال عام 1668.

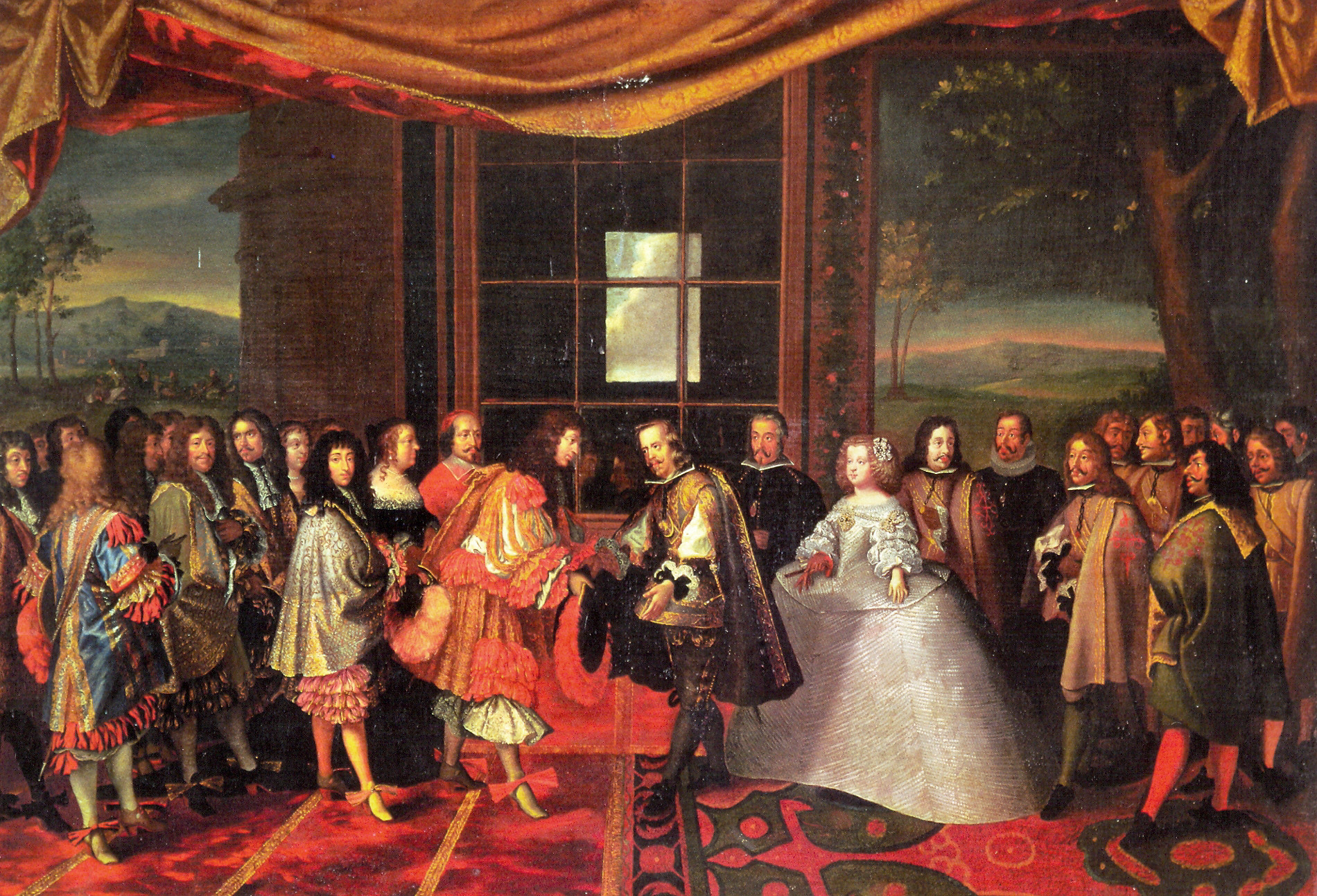
اجتماع الملكين فيليب الرابع الإسباني ولويس الرابع عشر الفرنسي في 7 يوليو 1661 في جزيرة الفزان

لازالت إسبانيا إمبراطورية ضخمة خارج أوروبا، أما فرنسا فقد أصبحت الآن قوة مهيمنة في أوروبا، والمقاطعات المتحدة تهيمن في المحيط الأطلسي.
قتل الطاعون الكبير في إشبيلية (1647-1652) ما يصل إلى 25٪ من السكان المدينة. فلم يتمكن الاقتصاد إشبيلية ولا الاقتصاد الأندلسي من التعافى من ذلك الدمار. وإجمالا خسارة إسبانيا تقريبا 500,000 شخص من عدد سكانها الذين أقل قليلا من 10,000,000 أي حوالي 5٪ من إجمالي السكان. وقد رجح المؤرخون أن الكلفة البشرية من الطواعين في كامل تراب إسبانيا في القرن ال17 لايقل عن 1.25 مليون إنسان.
كان الوصي على عرش الملك الشاب كارلوس الثاني غير كفء في التعامل مع حرب أيلولة ضد لويس الرابع عشر الذي طالب بأراضي في هولندا الإسبانية في 1667-1668، فتم فقدان مدن وأراضي ضخمة ومن ضمنها مدينتي ليل وشارلوروا ففقدت إسبانيا هيبتها. ثم استمرت خسارة إسبانيا لمدن أخرى عندما تدخلت في الحرب الفرنسية الهولندية (1672-1678) لمساعدة هولندا عدوتها السابقة، ومن أبرزها مدينة فرانش كونته. ثم غزا لويس هولندا الإسبانية مرة أخرى في حرب التسع سنوات (1688-1697).

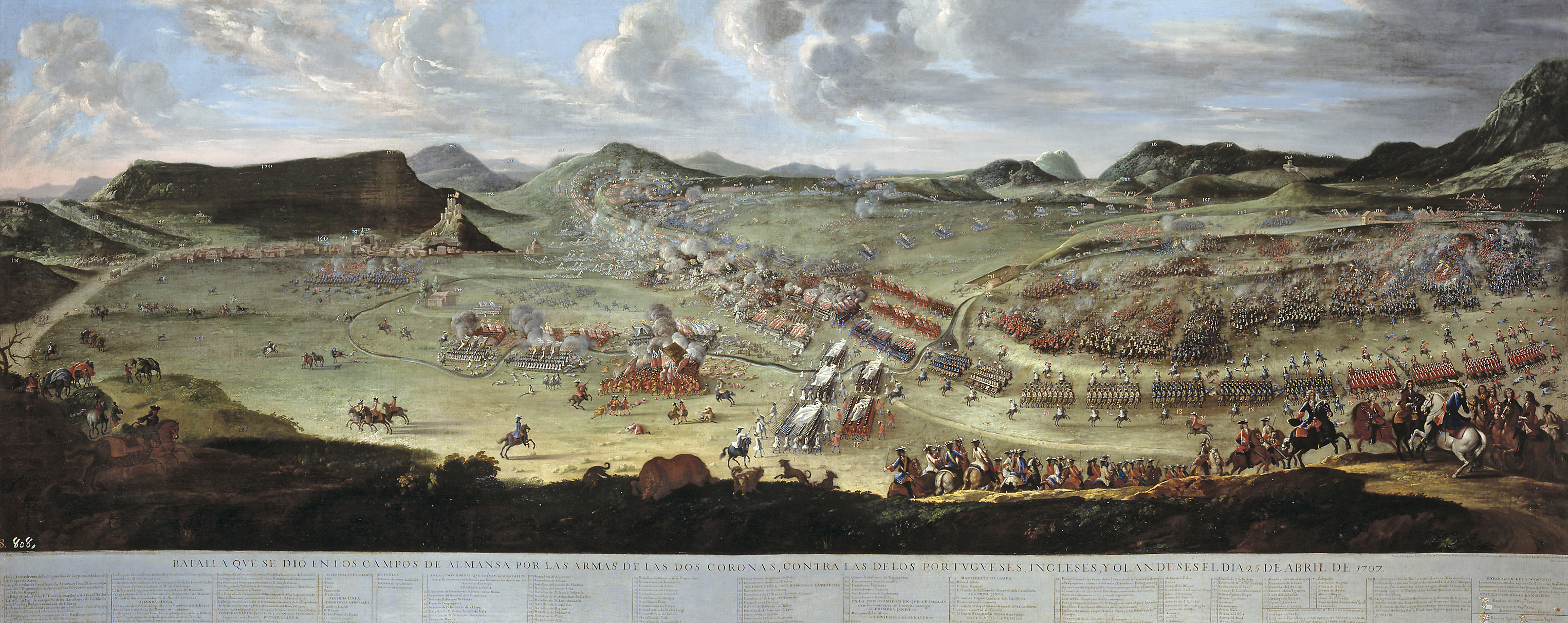
كانت معركة المانسا (1707) من أشد الإشتباكات ضراوة في حرب الخلافة الإسبانية.

تمكنت القوات الفرنسية بقيادة دوق لوكسمبورغ من هزيمة الإسبان في معركة فلورو(1690) وبالتالي هزمت القوات الهولندية بقيادة ويليام الثالث التي حاربت إلى جانب الإسبان. وبنهاية الحرب أضحت معظم أراضي هولندا الإسبانية بيد الفرنسيين، بما فيها غنت ولوكسمبورغ. وقد كشفت الحرب لأوروبا مدى هشاشة وضعف الدفاعات الإسبانية والبيروقراطية المتفشية. ولم تتخذ حكومة هابسبورغ الإسبانية فعالة أي إجراء لتحسينها.
شهدت العقود الأخيرة من القرن ال 17 الركود والاضمحلال التام في إسبانيا. فبينما بدأت أوروبا الغربية بتغييرات مثيرة في الحكومات والمجتمعات - تمثل في الثورة المجيدة في إنجلترا ونظام حكم ملك الشمس في فرنسا - استمرت إسبانيا بلا هدف واضح. فتراكمت بيروقراطية إسبانيا حول كاريزما كارلوس الأول وفيليب الثاني الأذكياء الذين كدحوا لملكية قوية وصلبة; فأتى ضعف وعدم اهتمام فيليب الثالث والرابع الذين ساهما في إضمحلال اسبانيا. وكذلك تخلف كارلوس الثاني العقلي وعنانته التي منعته من انجاب أطفال. وبالآخر كانت وصيته الأخيرة نقل عرشه إلى أمير فرنسي: البوربوني فيليب أنجو بدلا من أي قريب له من آل هابسبورغ، حتى وإن كان من النمسا. فأدى ذلك إلى حرب الخلافة الإسبانية.

### أفريقيا والبحر المتوسط
أصبح العثمانيون بحلول القرن ال16 يهددون أوروبا تهديدا وجوديا. فانتصاراتهم أعطتهم مكاسب كبيرة توجه النصر الحاسم في معركة موهاج. لذا فقد فضل كارلوس على زيادة استخدام إستراتيجية البحرية لمحاربتهم، فأعاق استيلاء العثمانيين على أملاك البندقية في شرق المتوسط.
وتعرضت عدة موانئ ومدن الساحلية في إسبانيا وإيطاليا وجزر البحر المتوسط في كثير من الأحيان لهجوم البحرية الإسلامية من شمال أفريقيا. فجزيرة  فورمينتيرا قد هجرها أهلها عدة مرات ولفترات طويلة، والكثير من السواحل الإسبانية والإيطالية قد أخليت من سكانها. ومن أشهر قادة الأساطيل البحرية الإسلامية بربروس. ووفقا لمصادر غربية فإن مابين 1 مليون و1.25 مليون من الأوروبيين قد اخذهم قراصنة شمال افريقيا وباعوهم عبيدا في شمال أفريقيا ومناطق الدولة العثمانية بين قرني 16 و19.
شهد عهد شارلكان ضعف في الوجود الإسباني بشمال أفريقيا، فإن كانوا أخذوا تونس ومينائها حلق الوادي في 1535. فإنها فقدت معظم ممتلكاتها واحدا تلو الآخر: جزيرة قميرة (1522) وسانتا كروز دي مار (1524) والجزائر (1529) وطرابلس (1551) وبجاية (1554) ثم تونس ومينائها حلق الوادي (1569). عدا ماكان ردا على غارات البحرية الإسلامية والقرصنة على ساحل إسبانيا الشرقي حيث قاد كارلوس شخصيا هجمات ضد تونس (1535) والجزائر (1541).

شهدت معركة ليبانت (1571) بداية انحسار هيمنة البحرية العثمانية في المتوسط

وفي 1560 طرد العثمانيين الإسبان من ساحل تونس في معركة جربة. ولكنهم هزموا عندما حاصروا مالطا في 1565 بعد وصول امدادات من الإسبان لمساعدة فرسان القديس يوحنا. وبعدها بسنة توفي سليمان القانوني وخلفه ابنه سليم الثاني مما شجع فيليب على عزمه بنقل الحرب إلى الأراضي العثمانية. فتحركت في 1571 حملة بحرية ضخمة للعصبة المقدسة مكونة من الأسطول الإسباني والبندقية وسفن بابوية قادها دون خوان النمساوي ابن كارلوس غير الشرعي فأباد الأسطول العثماني في معركة ليبانت. انهت المعركة هيمنة البحرية العثمانية في البحر المتوسط. تميزت هذه الحملة مكانة إسبانيا العالية وسيادتها الخارجية مما حملت فيليب عبء القيادة في مكافحة الاصلاح.
سرعان مااستردت البحرية العثمانية عافيتها. فاستعادت تونس في 1574، وساعدوا أيضا حليفهم عبد الملك الأول السعدي لإستعادة عرش المغرب في 1576. وفي فارس كانت وفاة الشاه طهماسب فرصة للسلطان العثماني للتدخل في هذا البلد. وفي 1580 تم الاتفاق على هدنة في البحر المتوسط مع فيليب الثاني. ولكن تبقى هزيمتهم في ليبانت أمام الإسبان قد قضى على أفضل الكفاءات من بحارتها ذوي الخبرة في أسطولهم البحري، ولم تتمكن من المعافاة من فقدان تلك الأعداد. وعدت ليبانتو نقطة تحول حاسمة في السيطرة على البحر المتوسط بعد قرون من سيطرة المسلمين إلى السيطرة الأوروبية التي بدأت من الإمبراطورية الإسبانية وحلفائها.
في النصف الأول من القرن ال 17 هاجمت السفن الأسبانية ساحل الأناضول، فهزمت الأساطيل العثمانية في معركتي كيب سليدونيا وكيب كورفو. واستولوا على العرائش والمعمورة على الساحل الأطلسي للمغرب وجزيرة الحسيمة في البحر المتوسط. ولكنها فقدت العرائش والمعمورة في النصف الثاني من ذات القرن.

## العالم الجديد

### غزاة ومستكشفين

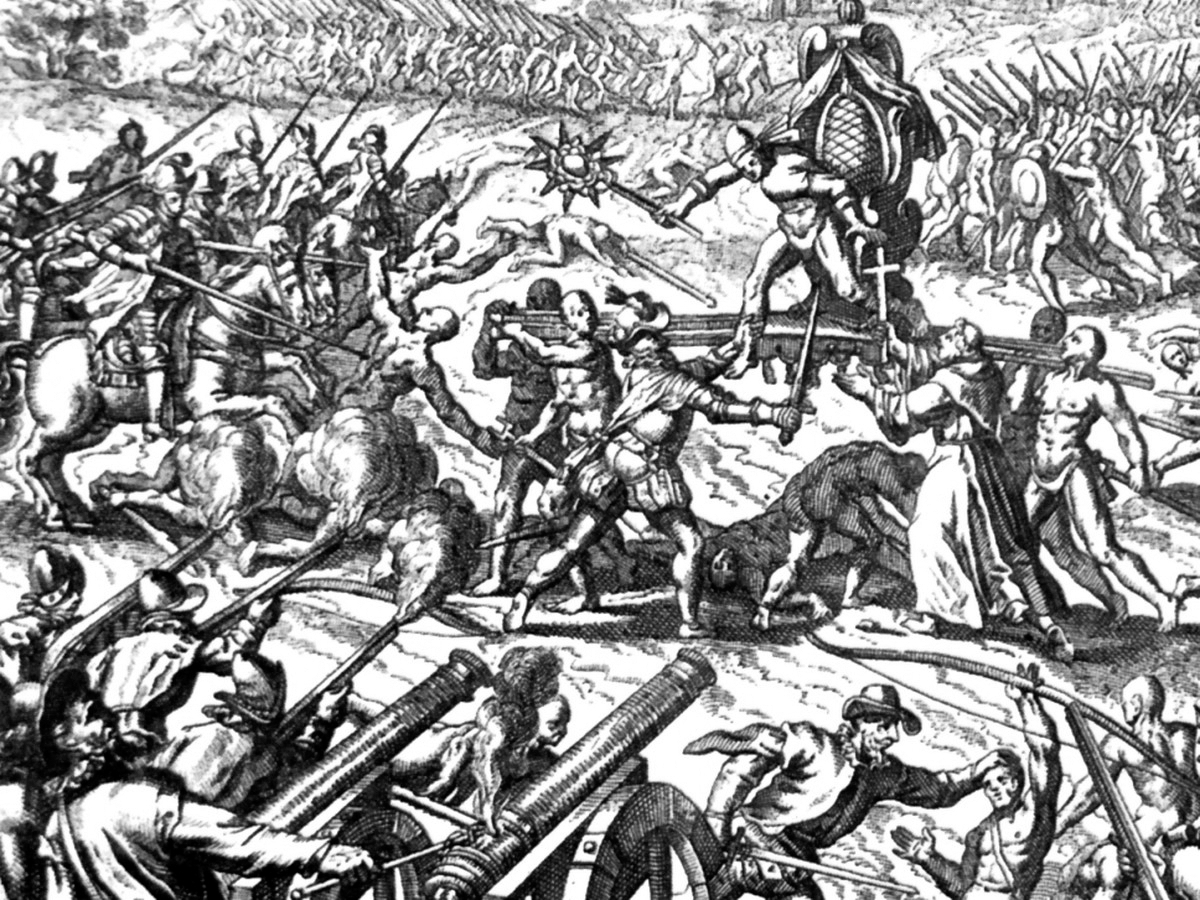
الإمبراطور أتاوالبا وهو محاط بمحفته في معركة كاخاماركا.

قاد استعمار إسبانيا للأمريكتين بعد كولومبوس مجموعة من الجنود المستكشفين يلقب عليهم كونكيستدور أو الغزاة. فالقوات الإسبانية إضافة إلى تسليحهم الكبير ومزايا الفروسية لديهم قد استغلوا تنافس قبائل وشعوب أمريكيا الأصلية فيما بين بعضهم البعض، قد كان بعضهم على استعداد لتشكيل تحالفات مع الإسبان لهزيمة أعداء أقوى منهم، مثل الأزتيك والأنكا. وقد استخدمت القوى الاستعمارية الأوروبية تكتيك فرق تسد على نطاق واسع. وسهل أيضا الغزو الأسباني من انتشار الأمراض (مثل الجدري) الذي لم يكن موجودا أبدا في العالم الجديد، الأمر الذي قلل من أعداد السكان الأصليين في الأمريكتين. وتسبب ذلك أحيانا نقصا في عمالة المزارع والعمالة العامة. ولسد ذلك النقص بدأ المستعمرون تدريجيا بتجارة العبيد عبر الأطلنطي. (انظر تاريخ سكان الشعوب الأصلية في الأمريكتين)
من أبرع الغزاة الإسبان كان هرنان كورتيس الذي قاد قوة إسبانية صغيرة ومعه مترجمين محليين إضافة إلى الدعم القوي من عدة آلاف من السكان الأصليين الذين تحالفوا معه، فأتم الغزو الإسباني للمكسيك خلال فترة 1519-1521. وأصبح هذا الإقليم بعد ذلك إسبانيا الجديدة (المكسيك حاليا) تابعا للتاج الأسباني. وبنفس الأهمية كان الغزو الإسباني لإمبراطورية إنكا بقيادة فرانسيسكو بيزارو التي أصبح إقليم بيرو التابع للتاج الأسباني.
بعد غزو المكسيك سرت شائعات عن مدن ذهبية (كويفيرا وسيبولا في أمريكا الشمالية والدورادو في أمريكا الجنوبية) حركت حملات عديدة، ولكن الكثير منها عاد دون أن يجدوا أهدافهم، أو على الأقل العثور على اماكن لها قيمة أقل بكثير من المطلوب. إلا أنه في الواقع فقد بدأت مستعمرات العالم الجديد في اعطاء مداخيل ضخمة للتاج مثل إنشاء المناجم في بوتوسي (بوليفيا) وزاكاتيكاس (المكسيك) كليهما أنشئ في 1546. وبحلول نهاية القرن ال16 مثلت الفضة القادمة من الأمريكيتين خمس إجمالي ميزانية إسبانيا الكلية.

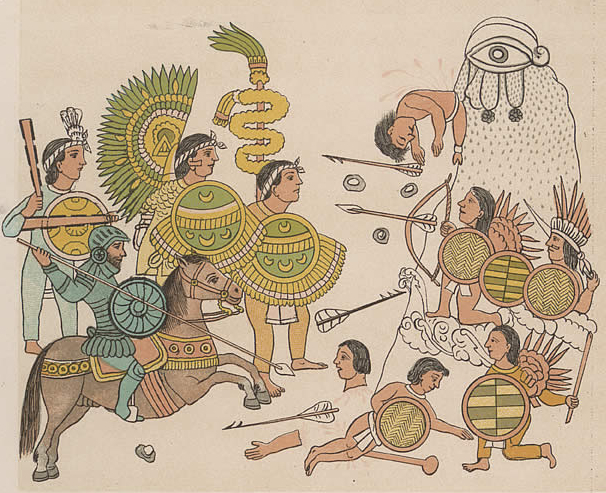
لوحة تصور كريتوبال دي أوليد يقود جنود إسبان مع حلفاء من تالخاكان عند غزوه خاليسكو، 1522.

تضاعف مخزون العالم من معادن ثمينة وازدات الفضة ثلاث مرات من الأمريكتين. وتشير السجلات الرسمية أن 75٪ من فضة العالم عبرت الاطلسي إلى إسبانيا و25٪ منها عبرت الهادي إلى الصين. ويرى بعض الباحثين المعاصرين أنه بسبب عمليات التهريب الكبيرة فإن 50٪ منها ذهب إلى الصين. وقد دخل موانئ الأمريكتين من الأوروبيين في القرن 16 تقريبا «240,000 أوروبي».
ازداد تدريجيا عدد المستوطنات الإسبانية التي تم تأسيسها في العالم الجديد: نيو غرانادا في عقد 1530 (سميت بإقليم غرانادا التابع للتاج الإسباني سنة 1717 وهي حاليا كولومبيا)، ليما في سنة 1535 وكانت عاصمة إقليم البيرو. بيونس أيرس في 1536 (سميت في 1776 ملكية ريو دي لا بلاتا البديلة)، وسانتياغو سنة 1541. وقد اسس بيدرو مينينديث دي أفيليس سنة 1565 مستوطنة سانت أوغسطين في فلوريدا وهي أقدم مستوطنة أسسها الأوروبيون في الولايات المتحدة. ثم أحبط محاولة فرنسية لإنشاء موطئ قدم لهم في مقاطعة فلوريدا الإسبانية. وسرعان ماأضحت سانت أوغسطين قاعدة إستراتيجية لحماية السفن الإسبانية المملوئة بالذهب والفضة القادمة من مستوطنات العالم الجديد لإرسالها إلى إسبانيا.

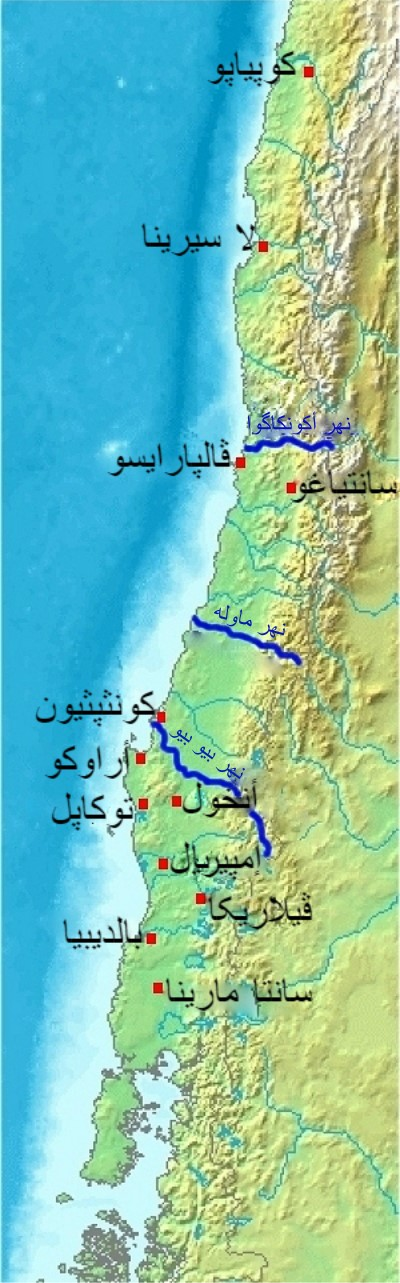
المستوطنات الأسبانية في شيلي قبل تدمير المدن السبع؛ في 1604, فسقطت جميع المستوطنات جنوب نهر بيو بيو ماعدا الموجودة في تشيليو.

قتل البرتغالي فرديناند ماجلان في الفلبين سنة 1522 عند محاولته الإبحار حول العالم. فقاد الحملة ممن بعده الباسكي خوان سباستيان إلكانو لإكمال الرحلة الناجحة. لذا فقد سعت إسبانيا لفرض حقوقها في جزر الملوك فقاد ذلك إلى صراع مع البرتغاليين، ولكن تم حل المشكلة في معاهدة سرقسطة (1525) وسويت مواقع خط الزوال العكسي لتوردسيلاس، والتي قسمت العالم إلى نصفين متساويين. ومن بعدها أدت الحملات البحرية إلى اكتشاف العديد من الجزر في جنوب المحيط الهادئ ومنها جزر بيتكيرن والماركيز وتوفالو وفانواتو وجزر سليمان وغينيا الجديدة.
انشأت أول مستوطنة إسبانية في الفلبين يوم 27 أبريل 1565 بيد ميغيل لوبيز دي ليجازبي حيث دشن خدمات مانيلا جاليون.فهي تشحن البضائع من جميع أنحاء آسيا عبر المحيط الهادي إلى أكابولكو على ساحل المكسيك. من هناك تنقل من سفن البضائع من المكسيك عبر أساطيل المال الإسبانية لشحنها إلى إسبانيا. جعلت مانيلا مركز تجاري أسباني لتسهيل طرق تجارتها في 1572. ولتسهيل ذلك تم الهيمنة على جزر غوام وجزر ماريانا وجزر كارولين وبالاو من نهاية القرن 17. وقد وبقيت تحت السيطرة الإسبانية حتى 1898.

### التنظيم والإدارة
وبما أن تاج قشتالة مول رحلة كريستوفر كولومبوس في 1492، لذا فإن الإمبراطورية في الأمريكتين (ويطلق عليها لقب «الإنديز») قد تم أنشائها حديثا تتبع سلطة التاج مباشرة، لذا لا يمكن إعاقة تلك السلطة سواءا الكورتيز (أي البرلمان) أو المؤسسات الإدارية أو كنسية أو المجموعات الإقطاعية.
من بداية استكشاف وغزو الإنديز، تولى التاج سيطرة على المشروع مبعدا عنها أسرة كولومبوس. ففي سنة 1503 أنشأ غرفة التجارة الإسبانية (Casa de Contratación) لينظم الهجرة إلى العالم الجديد والذي اقتصر على المسيحيين القدماء خاصة العوائل والنساء. إضافة إلى ذلك فقد تولت غرفة التجارة الإسبانية مسؤولية الرسوم المالية والرقابة القضائية في التجارة مع الهند.
شكل نظام الحكم في إسبانيا من خلال نظام بوليسنودي للمجالس في نصح الملك واتخاذ القرارات نيابة عنه حول مسائل محددة للحكومة. في سنة 1524 تأسس مجلس الإنديز ومقره قشتالة وهو مكلف بتولي الحكم في الإنديز وبالتالي مسؤول عن صياغة التشريعات واقتراح التعيينات للملك ونطق الجمل القضائية. وبما أنه السلطة العليا في أراضي ماوراء البحار، فقد تولى مجلس الإنديز مسئولية التشريع في جزر الهند للدفاع عن مصالح التاج ومسؤولية الأهالي الأصليين.
نتجت قوانين الإنديز من قوانين بورغوس [الإنجليزية] (1512-1513) وهي أول مجموعة مقننة من القوانين التي تحكم سلوك المستوطنين الأسبان في الأمريكتين، وخاصة فيما يتعلق بمعاملة المواطنين الهنود. حيث منعت إساءة معاملة الأهالي وأقرت اختزال الهنود [الإنجليزية] مع محاولات تحويلهم إلى الكاثوليكية. وعندما فشلوا استبدلوا تلك القوانين بالقوانين الجديدة (1542).

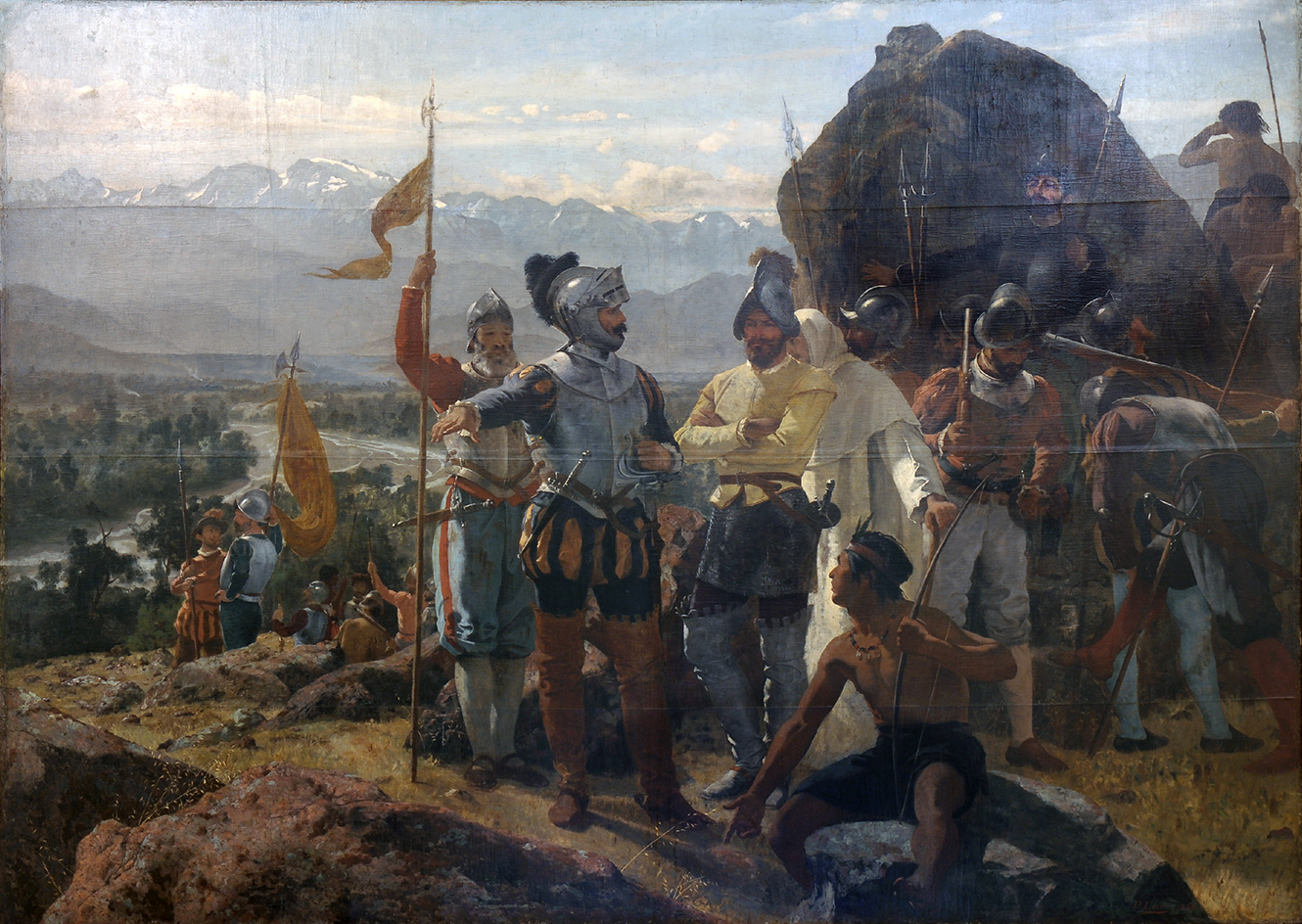
1541 تأسيس سانتياغو دي تشيلي

أمضى الإسبان بعض القوانين التي تحمي السكان الأصليين لأراضي العالم الجديد. وبالرغم من أن الملكة إيزابيل كانت أول ملك وضع حجر الأساس لحماية الشعوب الأصلية في وصية لها بحظر استعباد الشعوب الأصلية للأمريكتين. ثم
كان قانون 1542 هو الأول من نوعه. كان الفكر القانوني لذلك القانون هو أساس القانون الدولي الحديث. وإن كانت بعض المستعمرات البعيدة كانت ترفض تلك القوانين مستفيدة من بعدها عن إسبانيا لأن ذلك يضعف من قوتهم، فأدى ذلك إلى إبطال جزئي لبعض القوانين الجديدة.

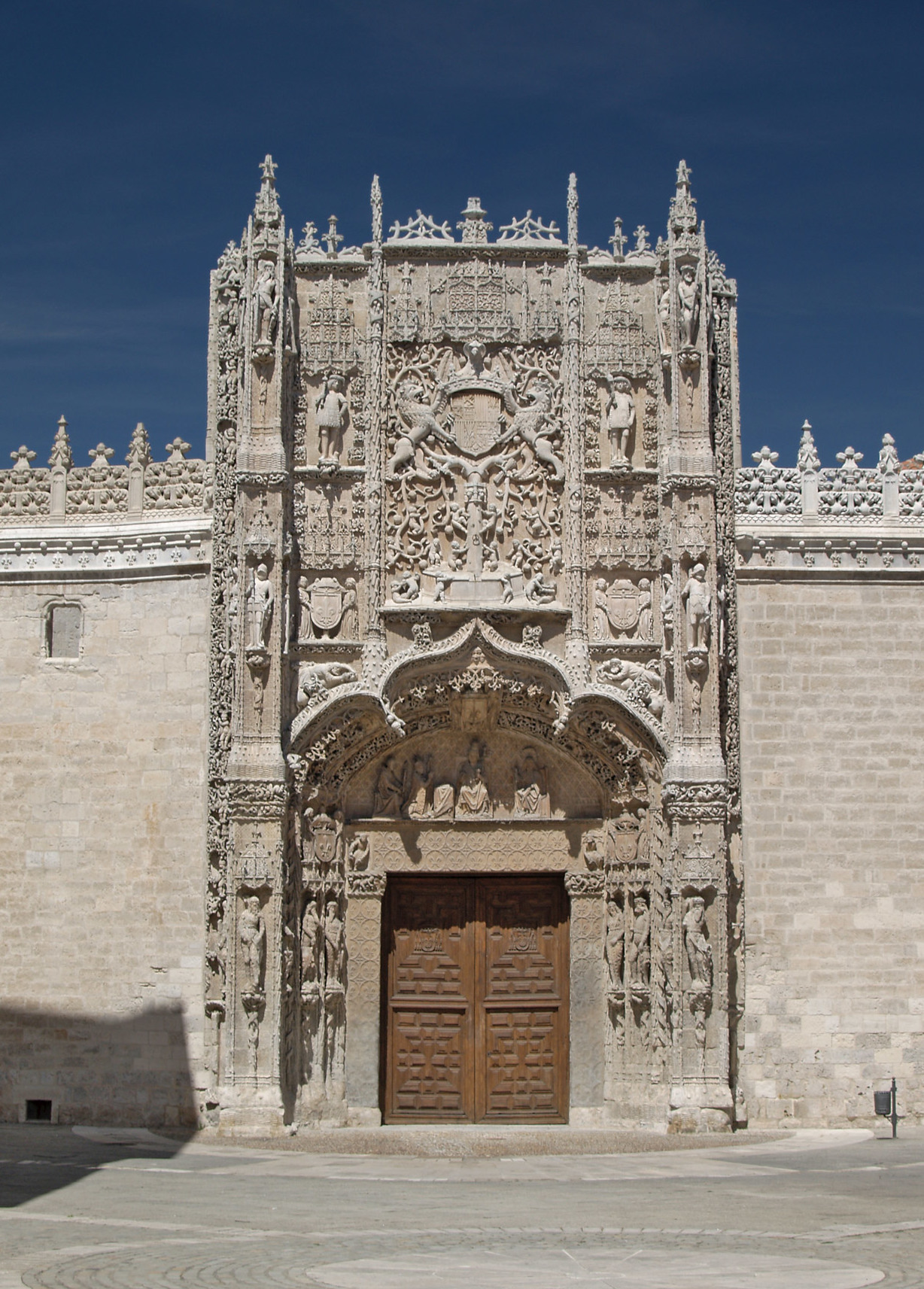
كلية سان جورجيو بلد الوليد

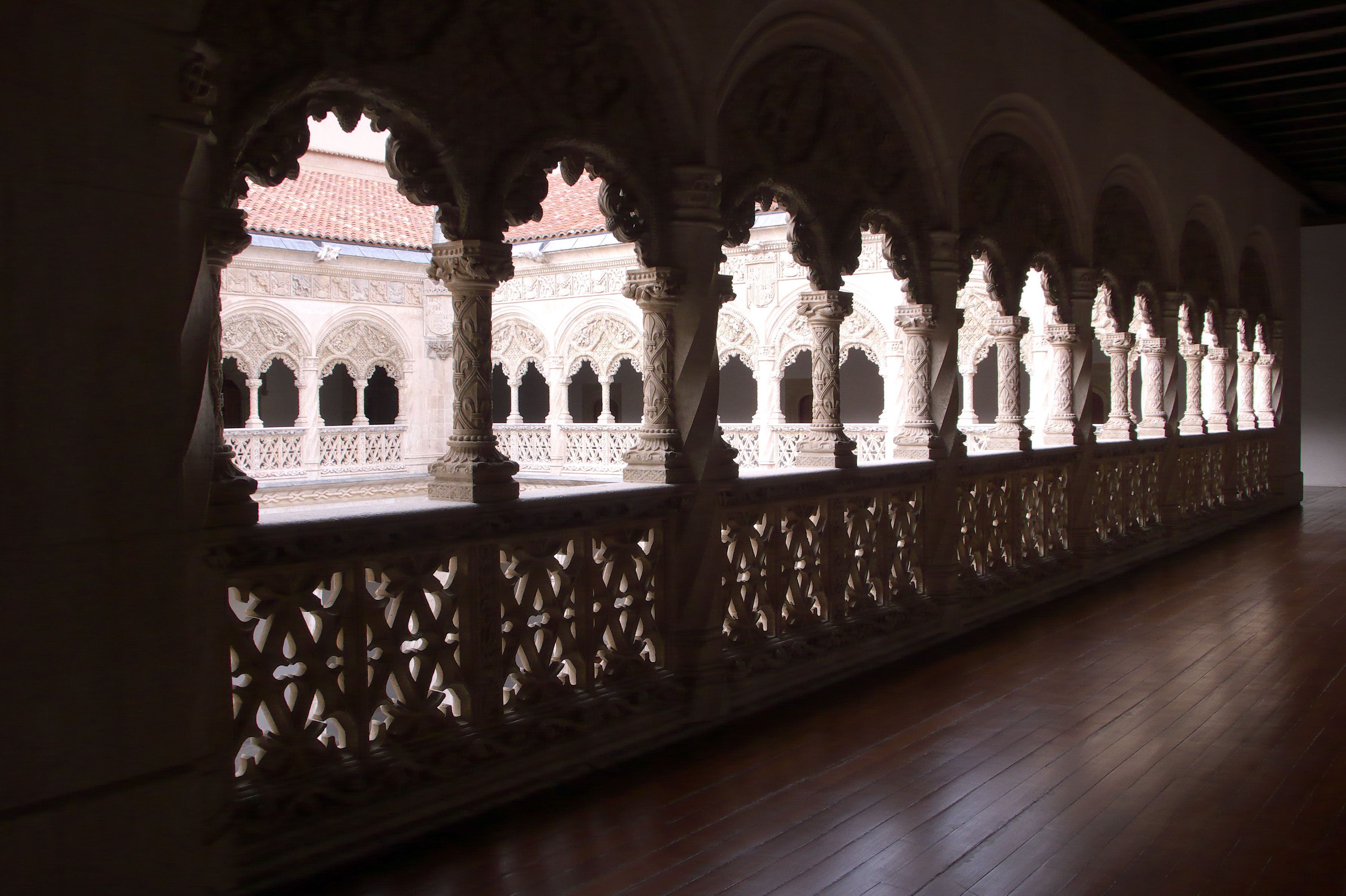
كلية سان جورجيو المكان الذي ظهرت فيه قوانين الإنديز إلى النور

كانت مناظرة بلد الوليد (1550-1551) أول مناظرة أخلاقية في التاريخ الأوروبي لمناقشة كيفية تعامل المستعمرون مع الشعوب المستعمرة. وعقدت تلك المناظرة في كلية سان جريجوريو في بلد الوليد. وكانت مناظرة أخلاقية ودينية عن استعمار الأمريكتين، لتبرير التحول إلى الكاثوليكية. وتكلم بتحديد أكثر حول العلاقة بين المستوطنين الأوروبيين وسكان العالم الجديد الأصليين. وأحتوت على عدد من وجهات نظر المتعارضة حول طريقة دمج السكان الأصليين في الحياة الاستعمارية، وتحولهم إلى المسيحية وحقوقهم وواجباتهم. وحسب المؤرخ الفرنسي جان دومون:«مناظرة بلد الوليد كان نقطة تحول كبرى في تاريخ العالم، ففي تلك اللحظة ظهر فجر حقوق الإنسان في اسبانيا».
تسببت سياسة ترسيخ السلطة الملكية المعارضة لكولومبوس إلى كبح جماح وحدة حكومة الإنديز وظهور مقاطعات تأتمر بأمر الحكومة. تلك المقاطعات كانت مقيدة لحكومة الإنديز الإقليمية، نشأت عندما احتلت الأراضي واستعمرت. لتنفيذ حملة ما (بالإسبانية: entrada)‏ يستلزم الاستكشاف ثم الغزو ثم توطين أولي للأرض. وبما أن الملك هو حاكم الإنديز فيعطي موافقة على عقد امتيازات (بالإسبانية: capitulación)‏ يذكر فيها تفاصيل شروط البعثة في أراضي معينة. يتولى قائد البعثة نفقات المشروع وفي المقابل ينال منحة من الحكومة التي استكشف أراضيها مكافأة له؛ وإضافة إلى ذلك، فقد تلقوا تعليمات حول التعامل مع البدائيين.
أصبح من الضروري بعد انتهاء فترة الغزوات أن تكون هناك إدارة للأراضي الواسعة والمختلفة بمركزية قوية. ومع استحالة إدارة المؤسسات القشتالية ورعاية شؤون العالم الجديد، لذا فقد تم إنشاء مؤسسات أخرى جديدة. وبما أن المحافظة أو المقاطعة هي الكيان السياسي الأساسي، حيث يمارس الحاكم الوظائف الأولية العادية للقضاء، وله صلاحيات التشريع الحكومي من خلال المراسيم. ومع المهام السياسية للحاكم فإنه يمكن أن يشارك في العسكرية وفقا لمتطلباتها برتبة قائد عام. ويشارك مكتب القائد العام بصفته القائد العسكري الاعلى للمقاطعة وهو المسؤول عن تجنيد وتوفير القوات وتحصين المقاطعة وتوريد وبناء السفن.
وفي المكسيك المحتلة حديثا وبدءا من سنة 1522 فإن الجسم الحاكم باسم الإمبراطورية الإسبانية من نائب الملك إلى حكام الأقاليم، تكون لديها خزانة ملكية تتبع مجموعة من المسؤولين الملكيين (officiales reales). وكانت هناك أيضا مكاتب فرعية لتلك الخزانة في الموانئ الهامة ومناطق التعدين. وتضمن مسؤولي الخزانة الملكية في كل مستوى من مستويات الحكومة عادة من إثنين إلى أربع مراكز: أمين الصندوق (tesorero) وهو مسئول أعلى الذي يدفع ويحرس المال؛ (المحاسب أو المراقب) (contador) ومهمته تسجيل الإيرادات والمدفوعات والحفاظ على السجلات وترجمة التعليمات الملكية. الوكيل (factor) ومهمته حراسة الأسلحة والإمدادات التابعة للملك وتنظيم الجزية التي جمعت في الإقليم. الناظر (veedor) وهو المسؤول عن الاتصالات مع سكان الإقليم الأصليين وجمع حصة الملك من غنائم الحرب. اختفى منصب الناظر من معظم مناصب القضاء، حيث دمجت مع منصب الوكيل. وحسب ظروف السلطة القضائية وقوتها فإن منصب ناظر/وكيل قد يتم التخلص منه.
يعين الملك مسؤولي الخزانة، وهي مستقلة عن سلطة نائب الملك أو رئيس محكمة الاستئناف أو الحاكم. وفي حالة موت الحاكم أو غيابه بدون إذن أو التقاعد أو تغييره، فإن مسؤولي الخزانة سيحكمون المقاطعة سويا حتى يستلم حاكمها الجديد المعين من الملك مهامه، خلالها من المفترض على مسؤولي الخزانة أن يدفعوا من ايرادات المقاطعة. وهم ممنوعون من الانخراط في الأنشطة المدرة للدخل.
يمثل نائب الملك تمثيلا كاملا للملك في الأحوال التي يستحيل وجوده فيها. ومهامه هي: الحاكم والقائد العام ورئيس محكمة الاستئناف ومراقب الخزانة الملكية ونائب راعي الكنيسة. وبذا برزت أقاليم نواب الملك للتأكيد على سلطة الملك في نطاق معين. وتنقسم الأقاليم المنضوية للتاج الأسباني إلى مقاطعات —وتسمى أيضا محافظات— يتولى أمورها الحاكم. وفي القرن 16 انقسمت أقاليم إسبانيا في الأمريكتين إلى إقليمين (viceroyalty) وهما:إسبانيا الجديدة (1535) تتكون من أمريكا الشمالية وجزر الأنتيل والفلبين وفنزويلا، وإقليم بيرو (1542) وتتكون من أمريكا الجنوبية والتي انقسمت في القرن 18.

#### محكمة الاستئناف (Audiencias)

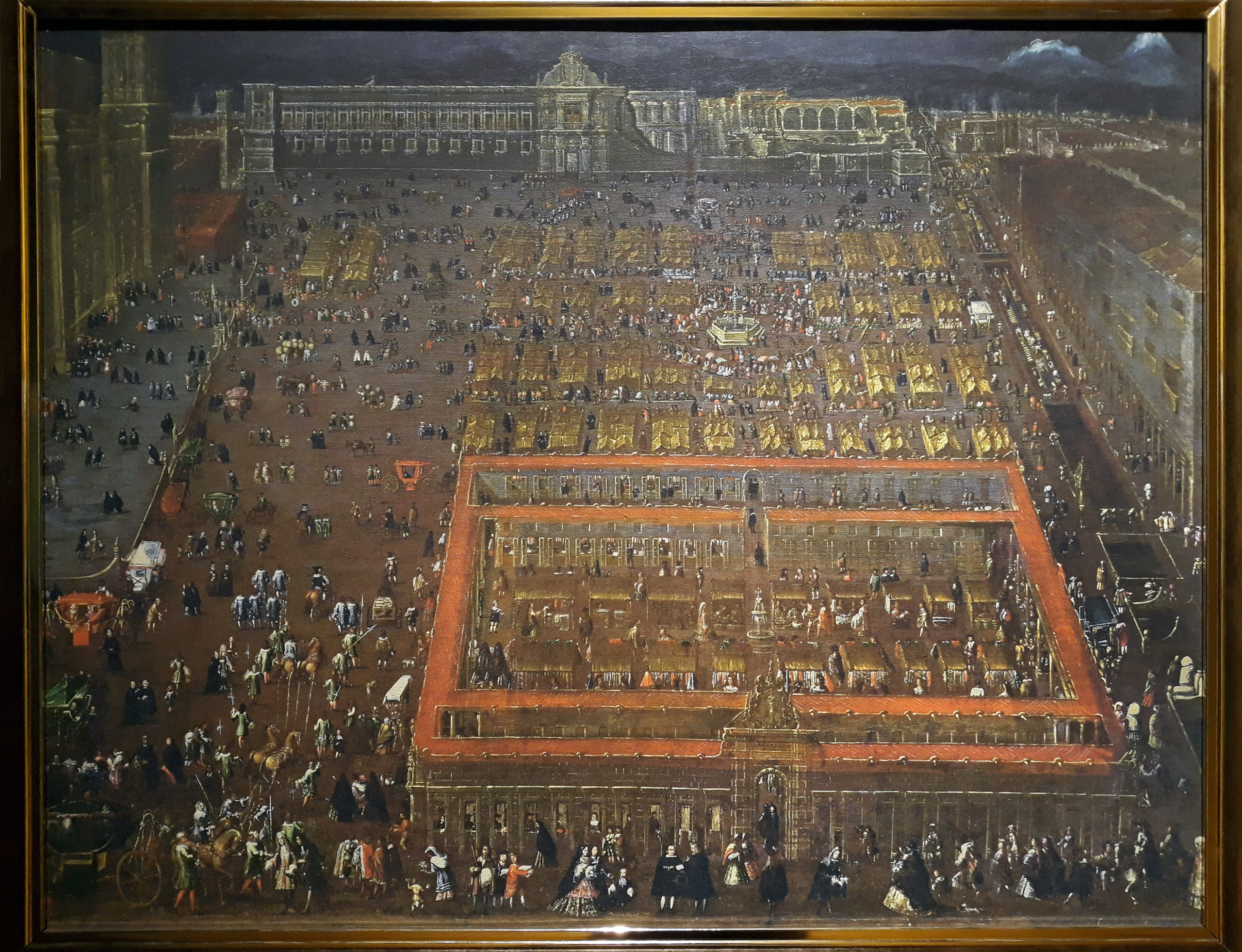
منظر للميدان الرئيسي لمكسيكو سيتي، بريشة كريستوبل دي فيلاألباندو، 1695

شكلت محكمة الاستئناف (Audiencias) بأنها المؤسسة الإدارية الرئيسة بسبب ثقة التاج فيها حيث أنها مستودع للسلطة المحايدة لمواجهة الغزاة والمستوطنين. ووظيفتها الرئيسية هي كونها محكمة قضاء من الدرجة الثانية -محكمة استئناف- في المسائل الجزائية والمدنية، ولكنها أيضا كانت محاكم الدرجة الأولى في المدينة حيث مقرها، بالإضافة إلى الحالات المرتبطة بالخزانة الملكية. بجانب كونها محكمة قضاء فإن مهام محكمة الإستئناف (Audiencias) في الحكومة هو موازنة سلطة نائب الملك، حيث أنها يمكن التواصل مع كل من مجلس الإنديز والملك دون الحاجة إلى طلب ترخيص من نائب الملك. مكن هذا التواصل المباشر مع مجلس الإنديز من أنه قدم إلى Audiencia جميع أنواع التوجيهات حول مظهر الحكومة العام.
حقيقة أن الرؤساء لا يكونوا عادة قضاة ولا محامين، ولكنهم رجال يرتدون السيف والخوذة، مما تسبب في انعدام تمثيلهم في القضايا المعروضة على المحاكم، وأن المحكمة لاتخضع لسلطتهم، ولكنها تخضع في التمثيل إلى الملك. ومن ثم عندما لايكون الرئيس قاضيا فإن سلطته هي إلغاء قضية ما بمجرد توقيعه على حكم المحكمة. تسمى محكمة الإستئناف التي يرأسها نائب الملك باسم محكمة الإستئناف الملكي viceregal Audiencias، ومحكمة الإستئناف التي يرأسها الحاكم والقائد العام باسم محكمة الإستئناف البريتوري pretorial Audiencias.
بما أن محكمة الإستئناف البريتوري يرأسها الحاكم-القائد العام، فإن هذا الوضع تسبب في ظهور منصب رئيس-حاكم للمقاطعات الرئيسة، وله حكم مباشر على المنطقة وهيمنة على المناطق الأخرى المنضوية داخل المنطقة الإقليمية التابعة للمجلس، بحيث يمارس نفس مهام نائب الملك. وهكذا ظهر تقسيم إداري آخر: ففي حين أن المناطق تحت مسؤولية الحاكم هي مقاطعات صغيرة، فإن نطاق الولاية القضائية لمحاكم الإستئناف تشمل المقاطعات الرئيسية.

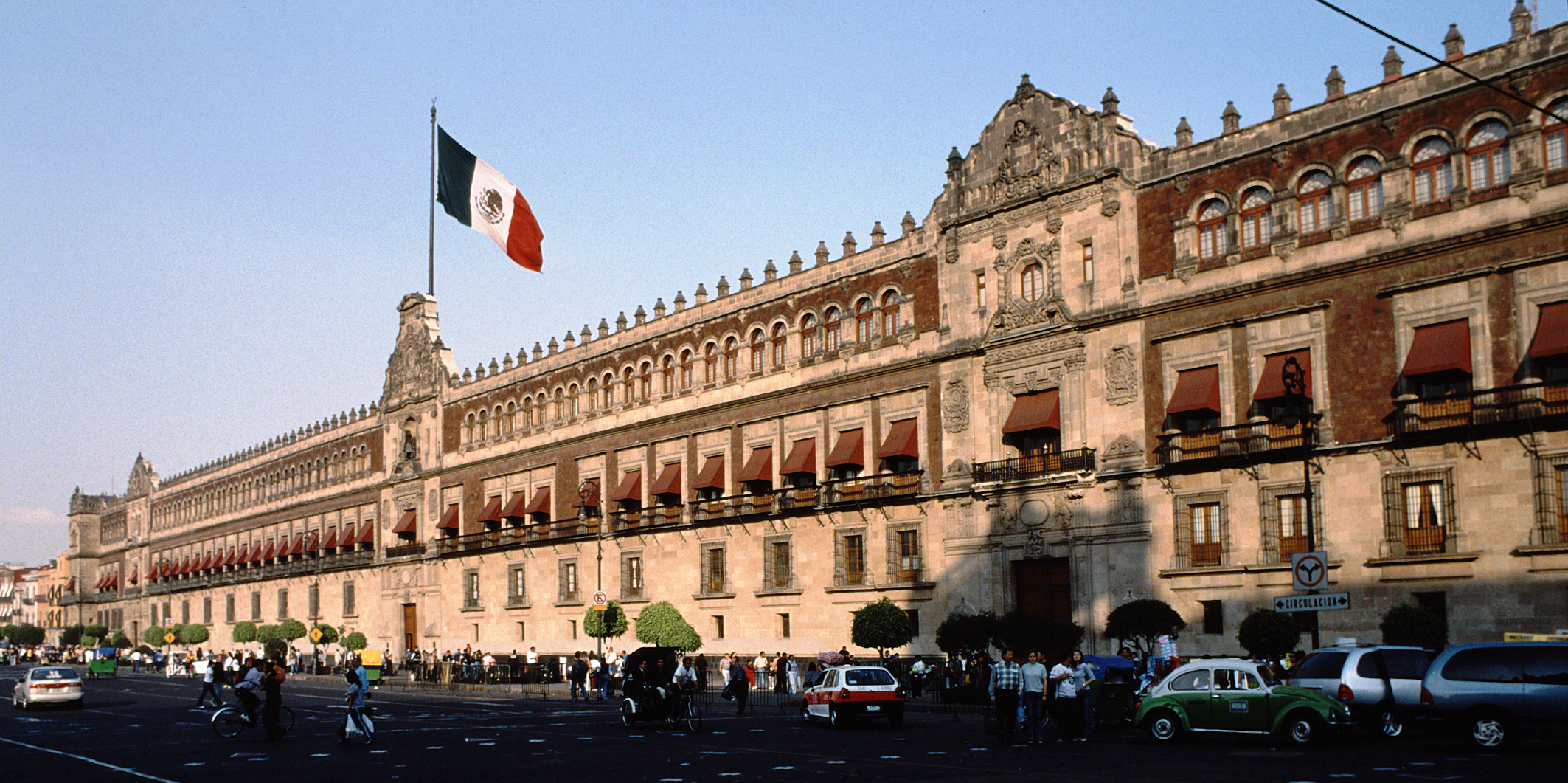
قصر نائب الملك السابق ومقر محكمة إستئناف المكسيك. حاليا القصر الوطني.

يجتمع أعضاء محكمة إستئناف (oidores) مع الرئيس في لجنة تسمى لجنة الوفاق الملكي لأخذ رأي الحكومة بشأن مراجعة اللوائح وتعيين المفوضين والاحتفاظ بالمقاتلين، وإلا أن الرأي لايطبق على محكمة الإستئناف Audiencia كمؤسسة ولكن على الأعضاء بأنهم أناس ذو سمعة محترمة. تم أنشاء قرارات الوفاق الملكي في آلية رسمية منسقة، ومع ذلك لاتتدخل المحكمة مع نائب الملك أو الحاكم في أمور تخص الحكومة مثل حل القضايا الحكومية. بهذه الطريقة سيطرة نواب الملك على محكمة الإستئناف مكن من هيمنة التاج على مهام حكومة نواب الملك.
وبما أن محكمتي الإستئناف الملكي والبريتوري يرأسها رجال يرتدون السيف والخوذة، فإن رؤساء المحاكم الثانوية هم القضاة، وبذا ففي النطاق القضائي للمحاكم الثانوية فإن مهام الحكومة والخزانة والحرب تعود لنائب الملك. وبذلك لا يوجد الحاكم-القائد العام في تلك المناطق من أقاليم التاج ولكن محاكم استئناف، وقد أعطت الرئاسة لهم اسم مثل تشاركاس وكيتو.
وبالرغم من أن هناك تكدس مكاتب لذات الشخص، وهي مكتب نائب الملك والحاكم والقائد العام ورئيس المحكمة، إلا أن كل منها له نطاق قضائي مختلف. فالنطاق القضائي لمحكمة الإستئناف الملكي حيث نائب الملك هو رئيسها أنهى تداخل مناطق المحاكم الأخرى التي تدخل في نطاق حكم نائب الملك: مثل محكمة الإستئناف البريتوري الذي يرأسه الحاكم-القائد العام الذي له السلطة الإدارية والسياسية والعسكرية، ومثل رئيس المحاكم الثانوية الذي ليست لديه تلك السلطة الإدارية والسياسية والعسكرية. لذلك فإن السلطة المباشرة لإدارة المحافظة حيث عاصمة الإقليم تكون خاضعة لنائب الملك؛ ومع ذلك، فإن مايتعلق ببقية مقاطعات إقليم التاج الإسباني، وفكانت وظيفته هي مجرد الرقابة أو التفتيش العام على إدارة الشؤون السياسية. فعدم الدقة في تحديد صلاحيات نائب الملك وحكام الأقاليم سمح للتاج بالتحكم في القيادة والمسؤولين الكبار.

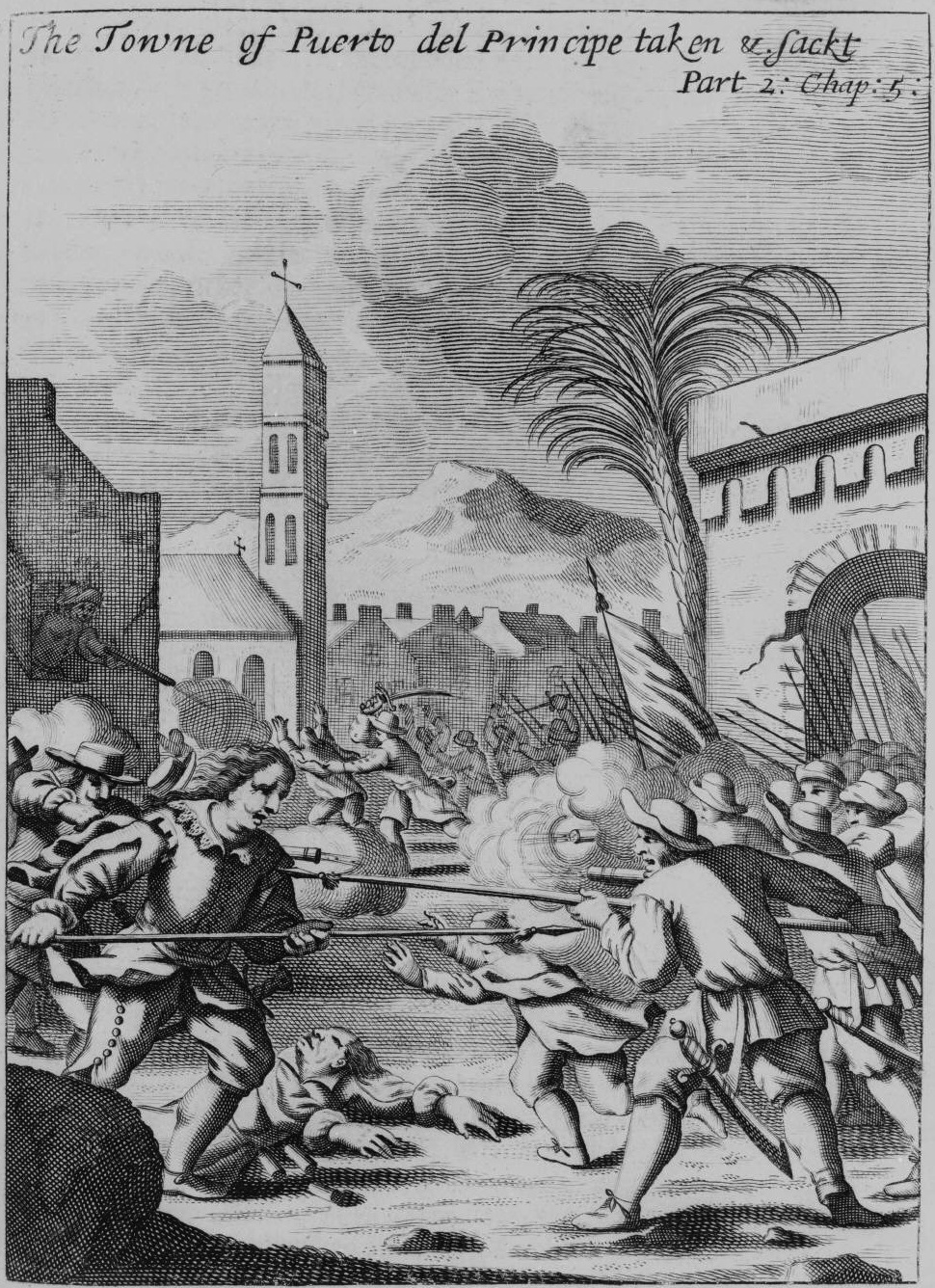
نهب هنري مورغان لبورتو ديل برنسيب في 1668

أنهى نطاق محكمة إستئناف المكسيك التي يرأسها نائب الملك إقليم إسبانيا الجديدة التداخل في نطاق محاكم الإستئناف الأخرى مثل غواتيمالا (1543–1563; 1568-) ومانيلا (1583–1589; 1595-) وغوادالاخارا (أسست في كومبوستيلا سنة 1548 ثم انتقلت في 1560 إلى غوادالاخارا) وسانتو دومينغو (1526-). وبما أن نائب الملك لأسبانيا الجديدة هو الحاكم فله سلطة قضائية على محافظة أسبانيا الجديدة فقط، وبما أنه القائد العام فإن سلطته لم تضم أي من يوكاتان أو مملكة ليون الجديدة، لكنه يشمل قيادة عسكرية على مقاطعة نوفا غاليسيا، والتي كانت خاضعة للسلطة القضائية لمحكمة غوادالاخارا، حتى سنة 1708 كان من تولى إدارة القيادة العامة هو حاكم مقاطعة نوفا غاليسيا.
أنهى نطاق محكمة إستئناف ليما (1542-) التي يرأسها نائب الملك إقليم بيرو التداخل في نطاق محاكم الإستئناف الأخرى مثل بنما (1538–1543; 1563–1717) وسانتافي دي بوغوتا (1547-) وسانتياغو دي تشيلي (في كونثبثيون بين سنة 1565-1575 ثم سانتياغو دي تشيلي) وبيونس آيرس (1661–1672) والتي يرأسها كلا من الحاكم والقائد العام، إضافة إلى تلك المحكمة فإن مكتب نائب الملك شمل أيضا المحاكم الثانوية لتشاركاس (لابلاتا; 1559-) وكيتو (1563-).

#### مجالس البلدية (Cabildos)
استقر المستوطنون القادمون من إسبانيا في قرى ثم مدن، وتقع الحكومة المحلية ضمن (Cabildos) وهو المجلس المحلي. ويتألف كابيلدو من عدد من أعضاء مجلس محلي (regidores) حوالي اثني عشر اعتمادا على حجم القرية أو المدينة، واثنين من قضاة البلدية (alcaldes menores) وهم قضاة الدرجة الأولى وأيضا مسئولين آخرين مثل قائد الشرطة ومفتش التموين وكاتب محكمة ومبشر. وهم من يتول توزيع الأراضي على الجوار وإنشاء الضرائب المحلية والتعامل مع النظام العام وتفتيش السجون والمستشفيات والحفاظ على الطرق والأشغال العامة مثل مصارف الري والجسور والإشراف على الصحة العامة، وتنظيم الأنشطة الاحتفالية، ورصد أسعار السوق وحماية الهنود.
بعد عهد فيليب الثاني كانت مكاتب البلدية بما في ذلك المجالس المحلية قد بيعت بالمزادات العلنية لحاجة التاج للمال، وبيعت حتى المكاتب الحكومية فأضحى ذلك شيئا موروثا، بحيث اضحت حكومة المدن في أيدي الأقلية الحضرية. ولأجل تنظيم الحياة المحلية في البلديات، أمر التاج بتعيين عمد ورؤساء البلديات لممارسة مهام سياسية وقانونية أكبر في المناطق الصغيرة. ووظائفهم هي السيطرة على البلديات المختصة، وإدارة القضاء بحيث يكونون قضاة استئناف في البلديات الصغيرة، ويرأس العمدة المجلس المحلي وهو كابيلدو. وأيضا مع ذلك فقد وضعت كلا الوظيفتين للبيع منذ أواخر القرن 16.

## إسبانيا البوربون: الإصلاح والمعافاة (1700–1808)

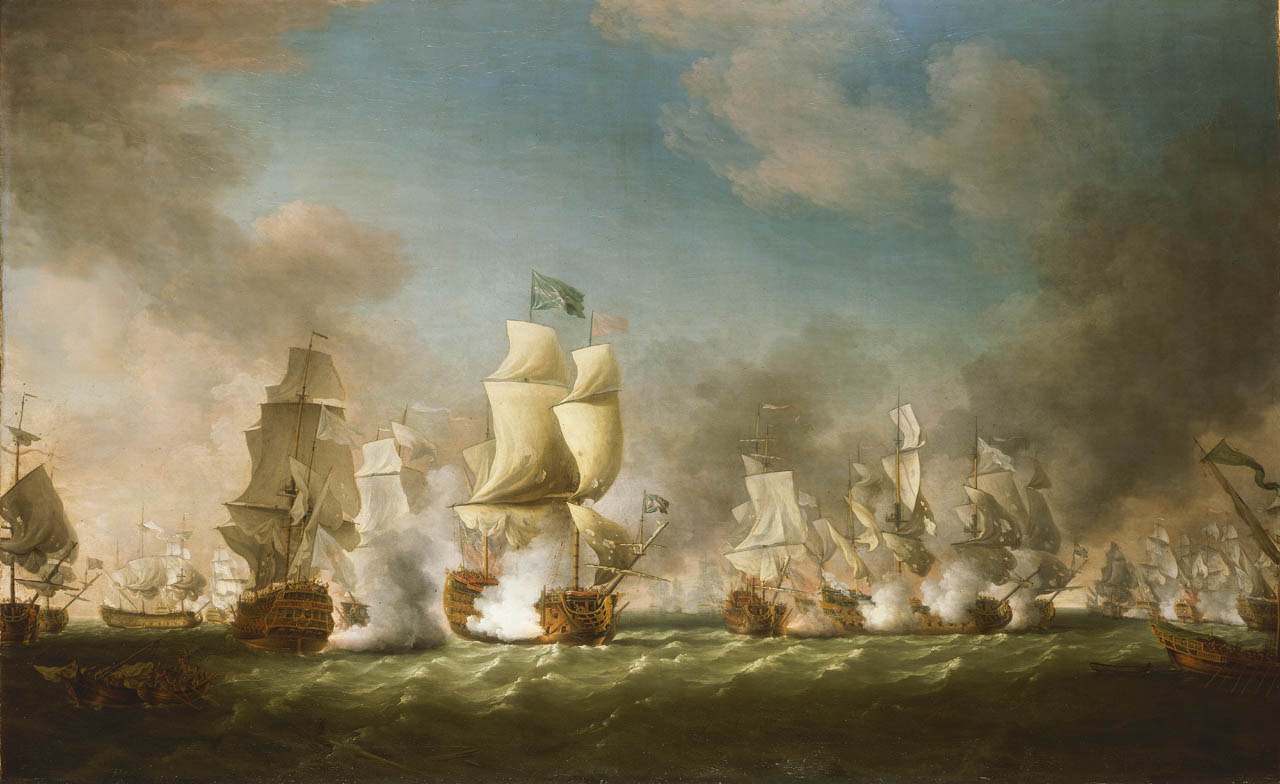
معركة كابو باسيرو, 11 أغسطس 1718.

اعترفت معاهدة أوترخت (11 أبريل 1713) بفيليب دوق أنجو حفيد لويس الرابع عشر ملك إسبانيا لإسرة بوربون (باسم فيليب الخامس)، فقد قررت القوى الأوروبية ماسيكون مصير إسبانيا من حيث التوازن القاري للقوى. وقد أبقوا على مستعمرات إسبانيا الخارجية تحت يده مقابل التنازل عن هولندا الإسبانية ونابولي وميلانو وسردينيا إلى النمسا; وصقلية وجزء من ميلانو إلى سافوي؛ أما جبل طارق ومنورقة إلى بريطانيا. وعلاوة على ذلك، منح فيليب الخامس البريطانيين حقا حصريا لتجارة الرقيق في أمريكا الإسبانية لثلاثين سنة وهو مايسمى الأسينتو، بالإضافة إلى الرحلات المرخصة لموانئ المناطق الاستعمارية الإسبانية والثغور كما لاحظ فرناند بروديل المشروعة وغير المشروعة.
تعافى اقتصاد إسبانيا وديموغرافيتها ببطء في العقود الأخيرة من حكم آل هابسبورغ، وكان هذا جليا من زيادة الرحلات التجارية وكذلك النمو السريع والقوي للتجارة غير المشروعة خلال هذه الفترة. (وهذا النمو أبطأ من نمو التجارة غير المشروعة من منافسيها الشماليين في أسواق الإمبراطورية.) والأهم من ذلك لم يترجم هذا الانتعاش في تحسين المؤسسات والسبب هو عدم كفاءة آخر حكام الهابسبورغ. وقد انعكس هذا الإرث من الإهمال في سنوات البوربون الأولى عندما قذف الجيش المتهالك للقتال في حرب التحالف الرباعي (1718-1720). وبعد تلك الحرب اتخذت ملكية البوربون الجديدة نهجا أكثر حذرا في علاقاتها الدولية، واعتمادها على تحالف الأسرة مع بوربون فرنسا، مع الاستمرار في نهج التجديد المؤسسي.

### إصلاحات البوربون
بدأ الملك فيليب الخامس الفرنسي الأصل في بداية حكمه بإعادة تنظيم الحكومة لتعزيز سلطته التنفيذية كما هو في فرنسا بدلا من نظام بوليسنودي التداولي للمجالس. وكانت أهم أهداف البوربون الإسبان هو "كسر قوة الكريولو الراسخة (وهم من ولد بالمستعمرات من أصول أوروبية) في مستعمرات أمريكا الإسبانية. وسعوا أيضا إلى السيطرة على غواراني الميسيونيس (حاليا في باراغواي)، وقد استقلت فعليا زمن الآباء اليسوعيين، حتى تم طرد اليسوعيون من أمريكا الإسبانية في 1767. كان الكريولو يسيطرون بقوة على قنصليتي  consulados مدينة مكسيكو وليما. لذلك تم وضع قنصلية جديدة في فيراكروز.
باشرت حكومة الملك فيليب على الفور بإنشاء وزارتي البحرية والأنديز (1714)، وأسس شركة هندوراس (1714) وشركة كراكاس وهي شركة غويبوزكون (1728) ثم الشركة الأكثر نجاحا الشركة هافانا (1740). ثم في سنة 1717-1718 نقل مباني مجلس الإنديز وغرفة التجارة الإسبانية الذي يتحكم في استثمارات أساطيل المال الإسبانية من إشبيلية إلى قادس. بحيث أصبحت قادس المنفذ الوحيد لكافة عمليات الإنديز التجارية. كانت إبحارات الفردية المنتظمة زمنيا بطيئة لإستبدال القوافل المسلحة، ولكن بحلول عقد 1760 أضحت هناك مجاميع من السفن العادية التي تبحر في المحيط الأطلسي من قادس إلى هافانا وبورتوريكو وحتى إلى ريو دي لا بلاتا ذات المدى الأبعد، حيث انشئ إقليم إضافي تابع للتاج الأسباني سنة 1776. فتراجعت تجارة السلع المهربة التي كانت شريان الحياة لإمبراطورية هابسبورغ نسبة إلى سفن الشحن المسجلة (بعد إنشاء سجل الشحن في 1735).
أفضت اثنتين من الاضطرابات المسجلة إلى القلق في أمريكا الإسبانية وفي الوقت نفسه أثبت التحديث المرونة للنظام المحسن: ثورة توباك أمارو في البيرو سنة 1780 وتمرد أهالي غرناطة الجديدة فردة الفعل كانت التشديد ورقابة أكثر كفاءة.

### ازدهار القرن 18

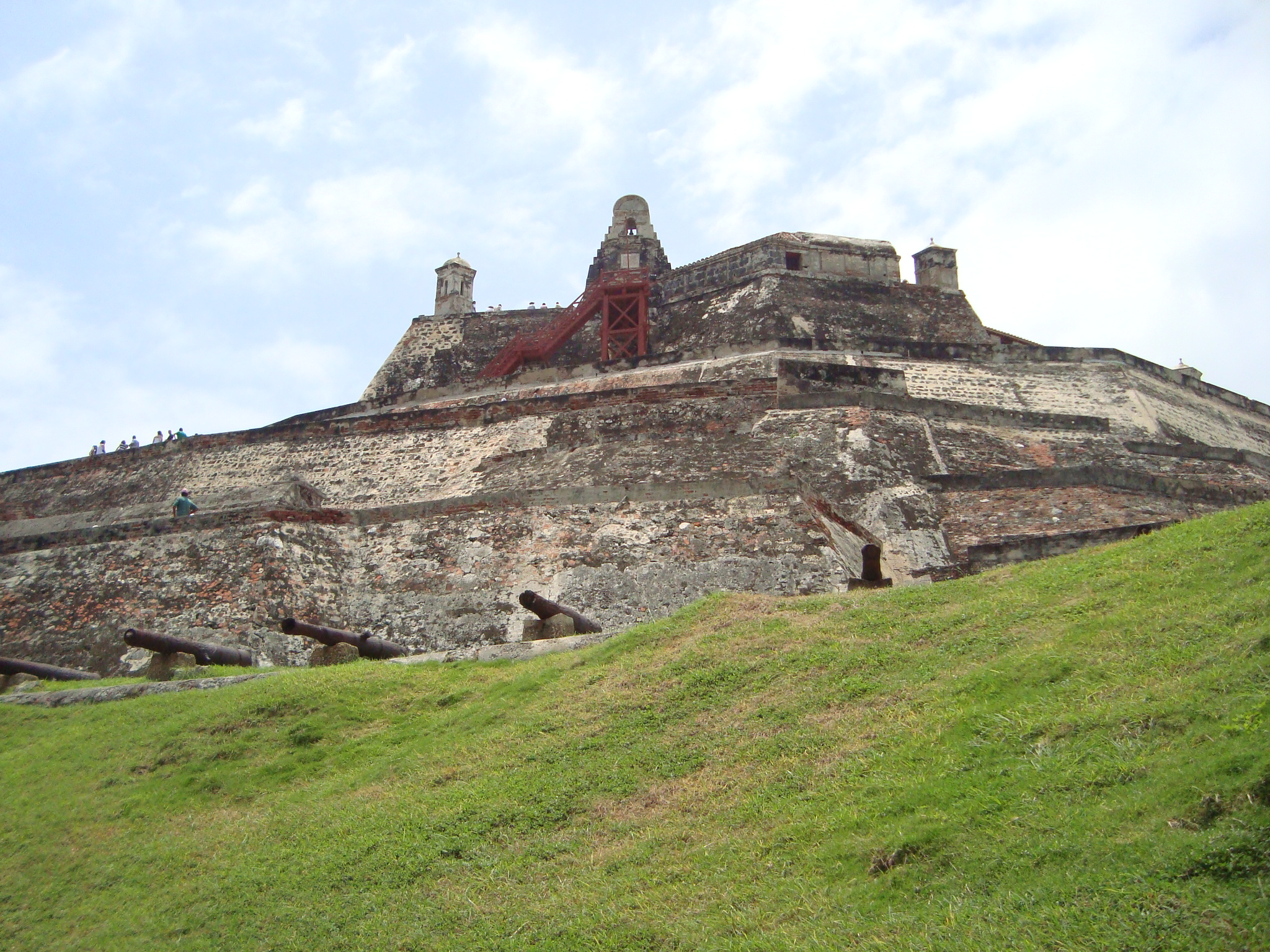
قلعة سان فيليب دي باراخاس قرطاجنة (كولومبيا) حيث هزم الإسبان المهاجمين الإنجليز سنة 1741 في معركة قرطاجنة.

كان القرن 18 هو فترة ازدهار لإمبراطورية الاستعمارية الإسبانية حيث نمت التجارة بشكل مطرد خلال تلك الفترة خاصة في النصف الثاني من القرن، في ظل إصلاحات بوربون. فانتصار إسبانيا الحاسم في معركة قرطاجنة ضد هجوم أسطول بريطانيا الواسع على ميناء قرطاجنة في البحر الكاريبي حيث عدت إحدى المعارك الناجحة قد ساعد إسبانيا في تأمين هيمنتها على أمريكا حتى القرن 19.
فتجمع البحرية البريطانية هو أكبر تجمع للسفن في التاريخ بعد تجمع إنزال النورماندي وأنها تجاوزت بأكثر من 60 سفينة عن سفن إسطول أرمادا الإسباني زمن فيليب الثاني. فهزم الأدميرال بلاس دي ليزو [الإنجليزية] الأسطول البريطاني المكون من 195 سفينة و32,000 جندي و3,000 قطعة مدفعية. عد انتصار الإسبان في تلك المعركة من أفضل الإنتصارات على محاولات بريطانيا السيطرة على أمريكا الإسبانية، وإن كانت هناك انتصارات عديدة ساعدت إسبانيا على توطيد حكمها في الأمريكتين حتى القرن 19.
مع وصول آل بوربون إلى تاج إسبانيا تمركزت أفكار المذهب الإتجارية في أس الدولة المركزية ودخلت حيز التنفيذ ببطء في أمريكا ولكن مع زيادة الزخم خلال هذا القرن نما النقل البحري بسرعة من منتصف عقد 1740 حتى حرب السنوات السبع (1756-1763)، والتي عكست نوعا ما نجاح البوربون بالسيطرة على التجارة غير المشروعة. مع تخفيف الضوابط التجارية بعد حرب السنوات السبع، بدأت تجارة الشحن داخل الإمبراطورية بالتوسع مرة أخرى حتى وصلت إلى معدل رائع من النمو في عقد 1780.
مع انتهاء احتكار قادس التجارة مع أمريكا بدأت ولادة جديدة من الصناعة الإسبانية. وأبرزها صناعة الغزل والنسيج التي نمت بسرعة في كتالونيا حيث شهدت في منتصف عقد 1780 أول علامات الدولة الصناعية. وشهد بزوغ طبقة صغيرة سياسية وناشطة اقتصاديا في برشلونة. وقف هذا الجيب ذو التنمية الاقتصادية المتقدمة منعزلا في تناقض صارخ مع التخلف النسبي في معظم أنحاء البلاد. وكان التطور موجودا في المدن الساحلية الكبرى وماحولها وفي الجزر الكبرى مثل كوبا حيث تحديث المزارع وتنامي استخراج المعادن الثمينة في أمريكا. ومن ناحية أخرى فإن معظم سكان الريف الأسباني وإمبراطوريتها يعيشون في ظروف متخلفة نسبيا بالمعايير الأوروبية الغربية في القرن 18 حيث العادات القديمة والمنعزلة قوية بينهم. وظلت الإنتاجية الزراعية ضعيفة بالرغم من الجهود المبذولة لإدخال تقنيات جديدة إلى الجزء الأكبر الذي لم يكن مهتما وهم الفلاحين المستغلين والجماعات الكادحة. ولم تكن الحكومات متناسقة في سياساتها. وإن كانت هناك تحسينات كبيرة مع أواخر القرن 18 لكن لاتزال إسبانيا مهمشة اقتصاديا. في إطار تنظيمات الإتجارية فأنه وجد صعوبة في توفير السلع التي يطالب بها الأسواق التي شهدت نموا كبيرا في إمبراطوريتها، وأيضا توفير منافذ كافية للتجارة العائدة.
ومن وجهة نظر متعارضة ووفقا للتخلف المذكور أعلاه فإن عالم الطبيعة والمستكشف الألماني ألكسندر فون هومبولت سافر إلى جميع أرجاء أمريكا الإسبانية، حيث استكشف ووصف ذلك لأول مرة من وجهة نظر علمية حديثة بين 1799-1804. فقد ذكر في كتابه (1811) أن الهنود في إسبانيا الجديدة عاشوا في ظروف أفضل من أي فلاح روسي أو ألماني في أوروبا. وأضاف هومبولت: وبالرغم من أن المزارعين الهنود كانوا فقراء إلا أنهم وتحت الحكم الإسباني كانوا احرارا وأن العبودية لم تكن موجودة، وكانت أحوالهم أفضل بكثير من أي فلاح أو مزارع في شمال أوروبا المتقدمة.
كما نشر هومبولت تحليلا يظهر فيه استهلاك الخبز واللحوم في إسبانيا الجديدة (المكسيك) مقارنة بالمدن الأخرى في أوروبا مثل باريس. فإن الشخص الواحد في مدينة المكسيك يستهلك 189 رطل من اللحوم في السنة مقارنة مع 163 رطل يستهلكها القاطن في باريس، ويستهلك المكسيكيين أيضا تقريبا نفس كمية الخبز مثل أي مدينة أوروبية، أي حوالي 363 كجم من الخبز لكل شخص سنويا مقارنة مع 377 كجم للشخص في باريس. أما كراكاس فإن الشخص الواحد يستهلك من اللحوم أكثر بسبع مرات مما يستهلكه الشخص الواحد في باريس. واضاف همبولت أيضا في تلك الفترة كان متوسط الدخل يعادل أربعة أضعاف دخل الأوروبي وذكر أن مدن أسبانيا الجديدة هي أكثر ثراء من العديد من مدن أوروبا.

### تمدد الإمبراطورية

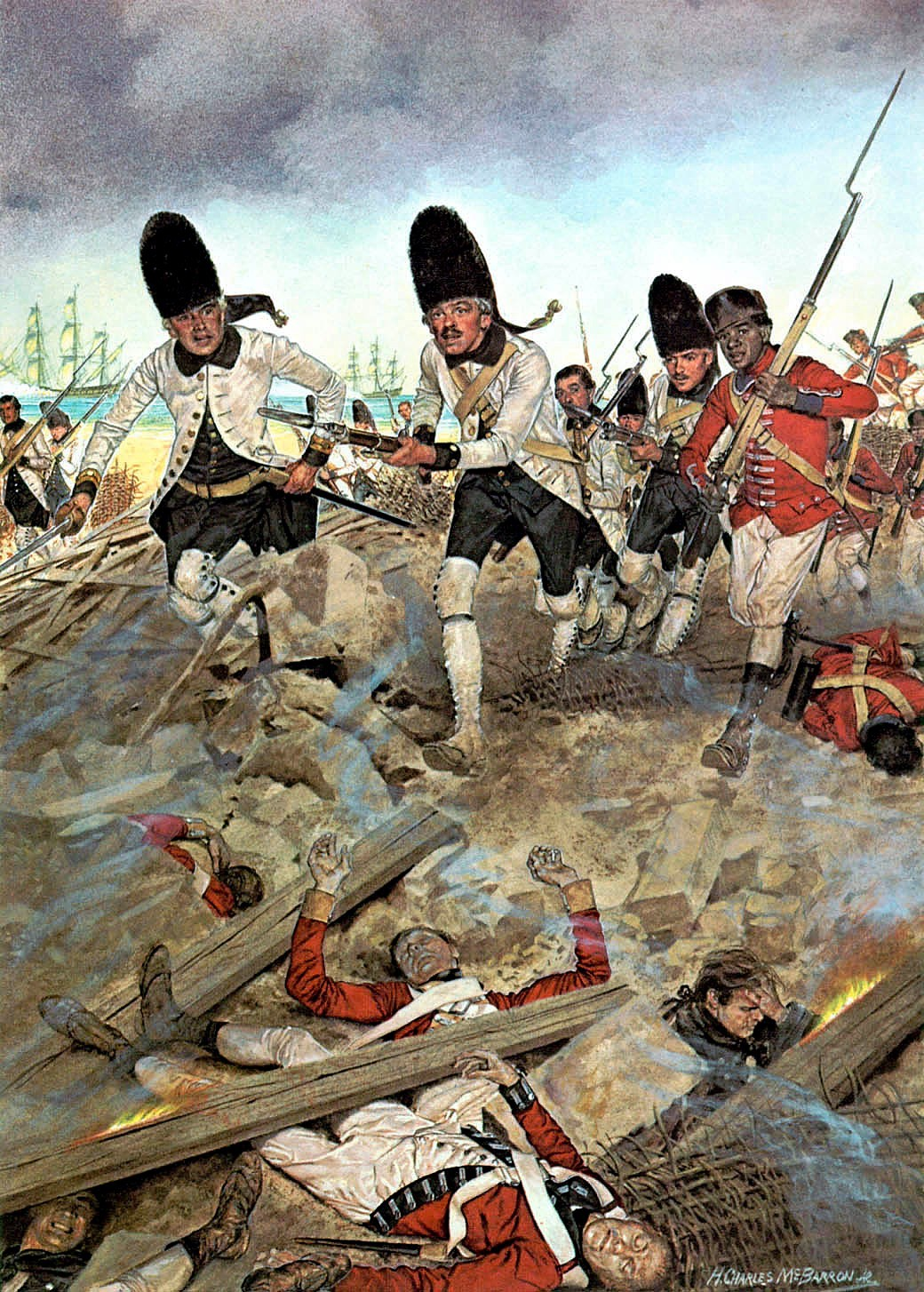
استيلاء الجيش الأسباني على بينساكولا البريطانية في 1781. حيث أعادت معاهدة باريس سنة 1783 جميع فلوريدا إلى إسبانيا لترجع إلى البهاماس.

أتت إصلاحات البوربون المؤسساتية ثمارها عسكريا عندما استعادت القوات الإسبانية نابولي وصقلية من النمساويين في 1734 خلال حرب الخلافة البولندية، وأحبطت في حرب أذن جنكينز "(1739-1742) الجهود البريطانية للاستيلاء على مدن إستراتيجية من قرطاجنة وسانتياغو دي كوبا بسحق الجيش البريطاني وإسطوله الضخم بقيادة إدوارد فيرنون فانتهت طموحات بريطانيا في بر أمريكا الإسبانية. ومع أن اسبانيا تعرضت لهزيمة أثناء غزو البرتغال وخسرت مناطق لها لصالح القوات البريطانية في نهاية حرب السنوات السبع (1756-1763)، إلا أنها تعافت بسرعة واستولت على قاعدة للبحرية البريطانية في الباهاما خلال الحرب الثورية الأمريكية [الإنجليزية] (1775-1783).
ساهمت اسبانيا إلى جانب فرنسا في استقلال المستعمرات الثلاث عشرة عن بريطانيا. وبالرغم من أن تدخل اسبانيا كان حاسما في الثورة الأمريكية إلا أن فرنسا نالت كل المجد. فتحالف اسبانيا وفرنسا كان بسبب الإتفاق أسرة البوربون لكلا البلدين ضد بريطانيا. وقد اتخذ حاكم لويزيانا (أسبانيا الجديدة) الاسباني برناردو دي غالفيز سياسة معادية لبريطانيا بسبب هجماتها العديدة للسيطرة على خيرات الإمبراطورية الإسبانية منذ أكثر من قرن من الزمان، فساهم بتدابير تمنع تهريب بريطانيا في البحر الكاريبي وفوق ذلك شجع على التجارة مع فرنسا. وبأمر ملكي من كارلوس الثالث استمر دي غالفيز بمساعدة المتمردين الأمريكيين. فحين حاصرت القوات البريطانية موانئ المستعمرات الثلاث عشرة، وكان البديل الفعال للثوار هو الطريق من نيو اورليانز حتى نهر المسيسيبي. وازداد الدعم والتمويل بقوة خلال الحرب الثورية الأمريكية بدءا من سنة 1776 عبر «شركة رودريغو هورتاليز وشركاه» وهي شركة تجارية قدمت إمدادات عسكرية حاسمة بمساهمتها في الحصار النهائي لمعركة يوركتاون سنة 1781 بذهب وفضة من هافانا. وتمر المساعدات الإسبانية إلى المستعمرات عبر أربع طرق رئيسية:
1. الموانيء الفرنسية بتمويل شركة رودريغو هورتاليز وشركاه.
2. الموانيء من نيوأورليانز وحتى نهر المسيسيبي.
3. مستودعاتها في هافانا
4. من بلباو عبر شركة أسرة جاردوكي التي زودت الثوار 250 مدفع برونزي و30,000 مسكيت مع 51,314 من طلقاتها و30,000 حربة و300,000 رطل بارود و12,868 قنبلة يدوية و30,000 لباس عسكري و4,000 خيام ميدانية خلال الحرب.[199][200]

بدأت المساعدات عندما أرسل الجنرال تشارلز لي ضابطين من ضباط الجيش القاري لطلب الإمدادات من حاكم نيو اورليانز لويس دي أونزاجا سنة 1776. وكان أونزاجا قلقا من إستعداء البريطانيين العلني قبل استعداد الإسبان للحرب، إلا أنه وافق على مساعدتهم بالسر. فسمح بمرور شحنة بارود كانوا في حاجة ماسة إليها في صفقة توسط فيها أحد التجار. ثم أتى بعده برناردو دي غالفيز حاكما لنيو اورليانز في 1777 فاستمر في توسيع عمليات الإمداد. وأبرق بنيامين فرانكلين من باريس إلى لجنة الكونغرس للمراسلات السرية في مارس 1777 أن البرلمان الأسباني منح المتمردين بالسر حرية الولوج المباشر إلى ميناء هافانا الغني والمحظور عليهم سابقا باعتبارها الدولة الأولى بالرعاية. وذكر فرانكلين أيضا في تقريره أن ثلاثة آلاف برميل بارود في نيو اورليانز موجودون بالإنتظار وأن التجار بلباو لديهم أوامر أن يشحنوا إلينا مثل تلك الأشياء المهمة إلينا إن كنا نرغبها.
حاصرت بريطانيا المستعمرات الأمريكية اقتصاديا بحيث ضعف اقتصادها وازدادت ديونها بقوة. فأرسلت اسبانيا عبر أسرة جاردوكي حوالي 120,000 قطعة فئة 8 ريال فضة، عرفت باسم الدولار الإسباني وهي العملة التي اعتمد عليها الدولار الأمريكي، وقد ظلت العملة القانونية في الولايات المتحدة حتى صدور مرسوم العملة سنة 1857، في الحقيقة أضحى الدولار الأسباني أو «كارولوس» أول عملة عالمية في القرن 18.

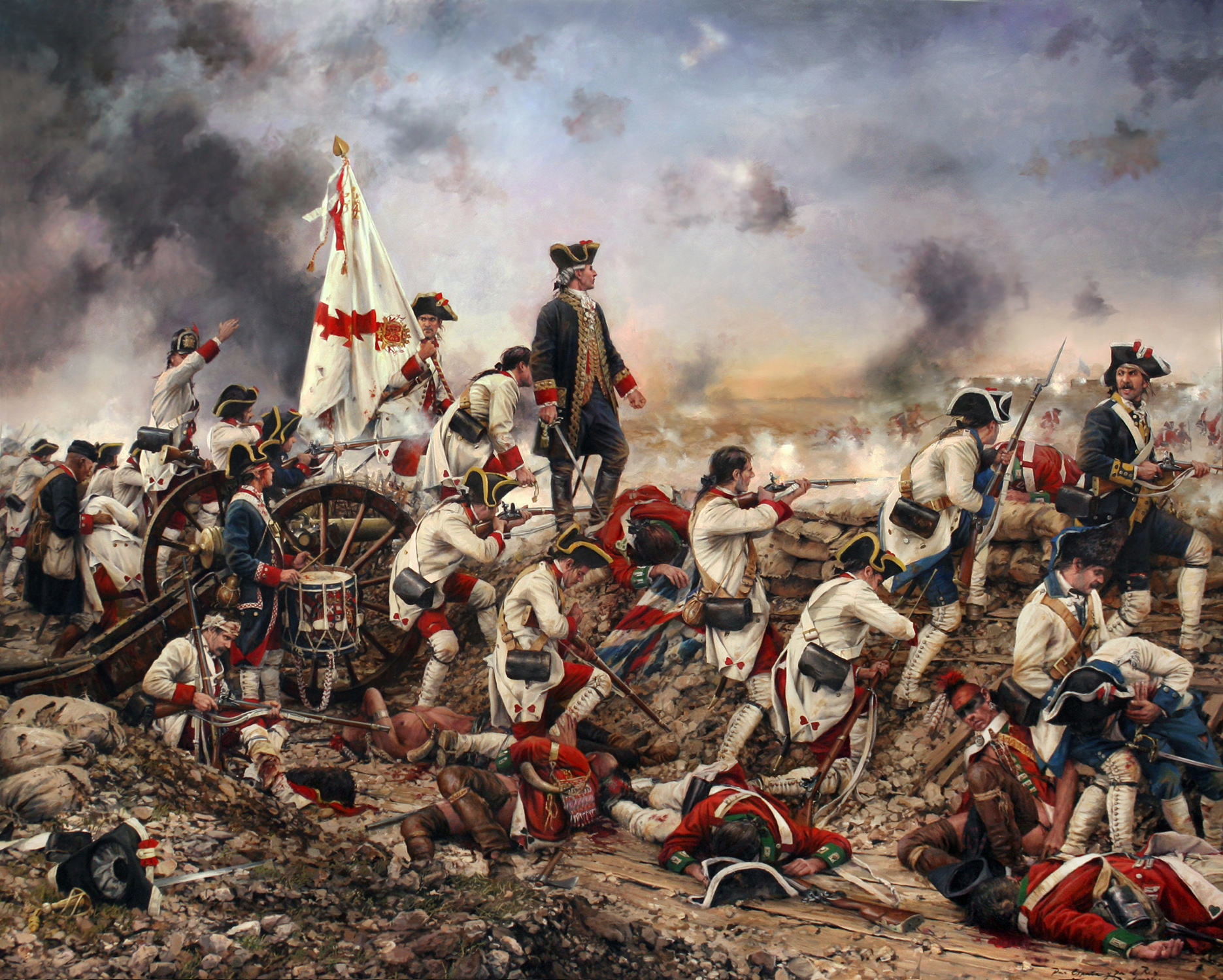
رسم لغالفيز في حصار بينساكولا

جهز الإسبان الجيش الأميركي وسلحوه فتمكن من الإنتصار في معارك ساراتوجا التي من نتائجها أن فرنسا خرجت من صمتها ودخلت الصراع. فوجد الأسبان فرصة في استعادة أراضيهم التي فقدوها في حرب السنوات السبع من يد البريطانيين وقد كانت من أملاكهم لفترة طويلة خاصة فلوريدا. فجمع برناردو دي غالفيز جيشا تعداده 7,000 مقاتل من جميع أنحاء أمريكا الإسبانية. ثم بدأ حاكم ولاية لويزيانا الأسبانية بالهجوم على البريطانيين في حملة ساحل الخليج للسيطرة على أسفل مسيسيبي وفلوريدا. وختم دي غالفيز معاركه البرية غرب فلوريدا في 1781 بانتصاره في حصار بينساكولا.
بعدها غزا دي غالفيز جزيرة بروفيدانس الجديدة إحدى جزر البهاماس وبذلك يكون أجهض آخر مقاومة بريطانية، فهيمنت إسبانيا على الكاريبي مما عجل بنصر الثوار الأمريكان. وكانت جامايكا آخر معقل البريطاني له أهمية في الكاريبي، وقد نظم غالفيز للإنزال في الجزيرة واحتلالها ولكن سبقته معاهدة باريس (1783) فلم يتمكن من اتمام مشروعه.
طالبت إسبانيا بأجزاء ضخمة من أراضي البرازيل الحالية بأنها إسبانية بعدما قام فرانثيسكو دي أوريانا رحلته الإستكشافية بالملاحة على طول نهر الأمازون سنة 1541-1542. وقد كشفت العديد من تلك الرحلات أجزاء من ذلك الإقليم الضخم، وخاصة القريبة من المستوطنات الإسبانية. فخلال القرنين 16 و17 أنشأ الجنود الأسبان والمبشرين والمغامرين مستوطنات رائدة وخصوصا في بارانا وسانتا كاتارينا وساو باولو وأيضا الحصون على الساحل الشمالي الشرقي والمعرضة للتهديد من الفرنسيين والهولنديين.

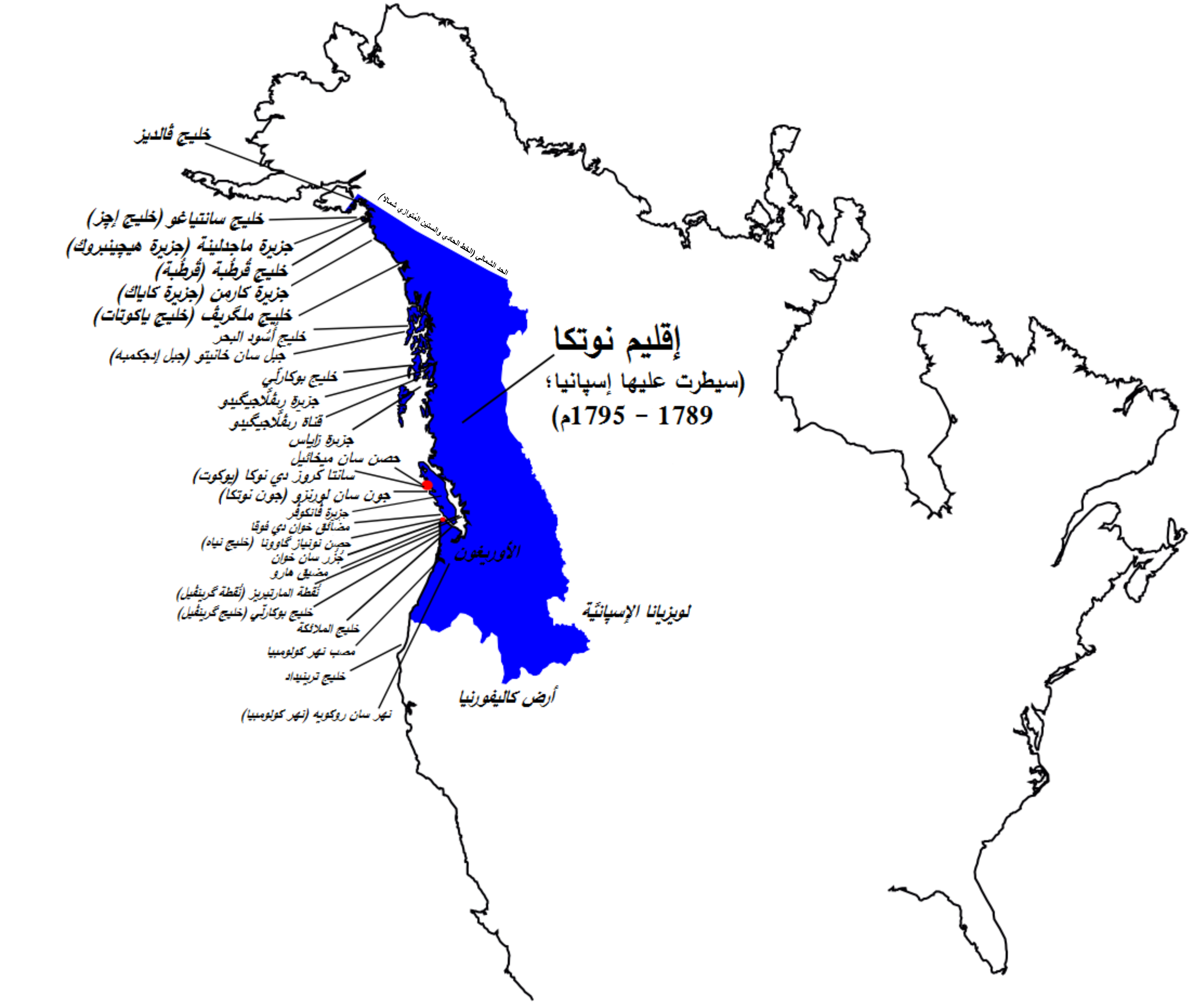
الأقاليم التي طالبت بها إسبانيا في الساحل الغربي لأمريكا الشمالية، القرن 18

توسعت المستوطنات البرتغالية-البرازيلية بعد تسوية أستغلال بانديرانتيس وهم تجار الرقيق برتغال-برازيليون. وقد تم دمج المجموعات الإسبانية المنعزلة في المجتمع البرازيلي، عدا بعض قشتاليين الذين نزحوا من المناطق المتنازع عليها في سهوب ريو غراندي دو سول الذين تركوا تأثيرا كبيرا على بنية الغاوتشو عندما اختلطوا مع الإنديز والبرتغاليين والسود الذين وصلوا إلى المنطقة في القرن ال18. وقد منعت القوانين الإسبان من عبودية السكان الأصليين، وتركتهم في اعماق حوض الأمازون دون أن يستفيدوا منهم تجاريا. وكان الهدف من قوانين بورغوس (1512) والقوانين الجديدة (1542) هو حماية السكان الأصليين. وإن كان في الجوهر يتعرضون لسوء المعاملة عبر إستغلال المحليين بالعمل القسري إلا أنهم منعوا على نطاق واسع الإستعباد الرسمي للسكان الأصليين في الأراضي الإسبانية. أما تجار الرقيق بانديرانتيس البرتغال-البرازيليون فقد كانت لهم ميزة الوصول من مصب نهر الأمازون، وهو على الجانب البرتغالي من خط توردسيلاس. أسفر هجومهم الشهير على البعثة الأسبانية في 1628 في استعباد حوالي 60,000 من السكان الأصليين.
واقعيا في ذاك الوقت كانت هناك قوة احتلال برتغالية-برازيلية ذاتية التمويل تمكنت خلال القرن 18 من السيطرة الفعلية على كثير من الأراضي الإسبانية. وقد تم الإعتراف بتلك الحقيقة عندما نقلت السيادة القانونية لمعظم حوض الأمازون والمناطق المحيطة بها إلى البرتغال في معاهدة مدريد 1750. بثت تلك التسوية بذور حرب غواراني في 1756.
وفي أمريكا الشمالية، بدأ العمل بخطة بعثة كاليفورنيا سنة 1769 ولكن ظهرت أزمة نوتكا (1789-1791) وهو نزاع مشترك بين اسبانيا وبريطانيا العظمى بسبب التوطين البريطاني في إقليم أوريغون [الإنجليزية] حتى كولومبيا البريطانية. فأعطى الملك كارلوس الرابع في 1791 اليساندرو مالاسبينا أمرا بالبحث عن الممر الشمالي الغربي.

الإمبراطورية الأسبانية في أقصى امتدادها (1790)

لم تتمكن الإمبراطورية الإسبانية من العودة إلى القوة الأولى في العالم إلا أنها أكثر معافاة مما كانت عليه في بداية القرن 18، وخصوصا في مستعمراتها القارية عندما كانت تحت رحمة صفقات القوى الأخرى السياسية. ونعمت في هذا القرن بسلام أفضل في ظل نظام ملكي جديد مكنها من إعادة البناء والبدء في تحديث مؤسساتها واقتصادها. وازداد عدد السكان على عكس ماكان عليه في القرن الماضي. وعدت اسبانيا من القوى المتوسطة وإن ادعت انها قوة عظمى لا يمكن تجاهلها. ولكن الزمن أصبح ضدها.
تسبب نمو التجارة في المستعمرات وثرائها إلى تزايد التوترات السياسية مع تنامي الإحباط بسبب تقييد التجارة مع أسبانيا. فقد أوصى مالاسبينا أن تتحول الإمبراطورية إلى كونفدرالية أكثر مرونة للمساعدة في تحسين الحكم والتجارة وذلك لتهدئة التوترات السياسية المتنامية بين النخب في مستعمرات الإمبراطورية والمركز. ولكن التوصية قمعها النظام الملكي خشية من فقدان السيطرة. وبدأ كل شيء ينجرف أمام الصخب الذي تخطى أوروبا في مطلع القرن 19 وهي الثورة الفرنسية وحروب نابليون.

## غروب الإمبراطورية العالمية (1800–1899)

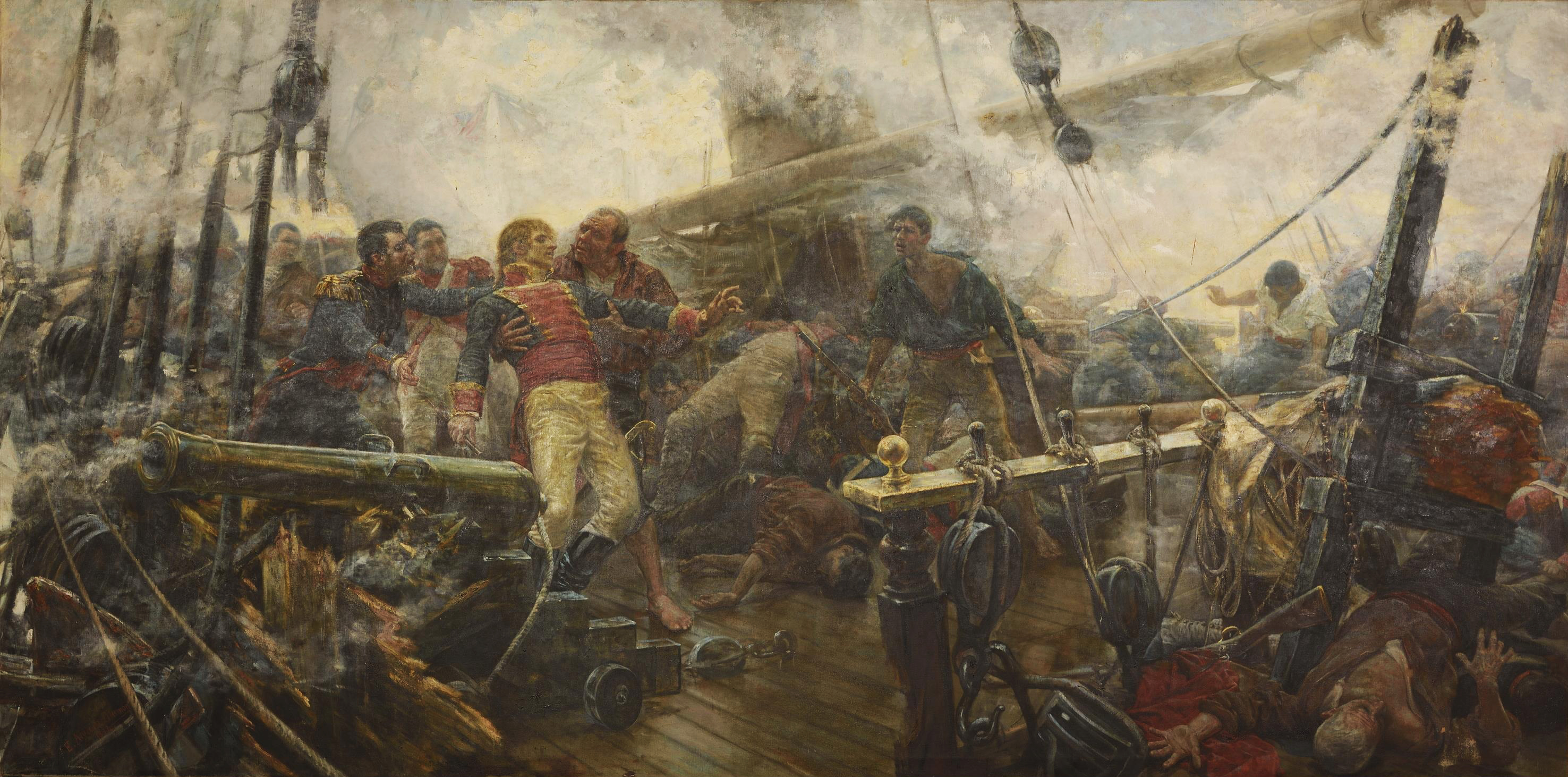
لوحة موت تشوروكو حول معركة الطرف الأغر بريشة دومونت، متحف ديل برادو.

كان إقليم لويزيانا الواسع والقفر الممتد شمالا حتى كندا هو أول إقليم رئيسي خسرته إسبانيا في القرن 19. وقد تنازلت عنه فرنسا سنة 1763 وفقا لأحكام معاهدة فونتينبلو، إلا أنها استعادته تحت حكم نابليون حسب معاهدة سان إلديفونسو في 1800، ثم مالبثت أن باعته للولايات المتحدة (المعروفة باسم صفقة لويزيانا 1803).
كان تدمير أسطول أسبانيا الرئيسي في معركة الطرف الأغر (1805) قد افقد قدرة إسبانيا على الدفاع عن إمبراطوريتها والمحافظة عليها. فالغزو البريطاني لريو دي لا بلاتا كان للاستيلاء على تاج ريو دي لابلاتا في 1806. فتراجع نائب الملك بسرعة إلى التلال بعدما هزمته قوة بريطانية صغيرة. ولكن بعدها تمكنت القوات الإسبانية المدعومة من ميليشيات الكريول من صد البريطانيين.
كان لتدخل جيوش نابليون في إسبانيا سنة 1808 (انظر حرب شبه الجزيرة) قد قطع الاتصالات الفعالة مع مستعمراتها. بالإضافة إلى ماكان من التوترات الداخلية والتي قضت نهائيا على نفوذ الإمبراطورية الإسبانية في الأمريكتين.

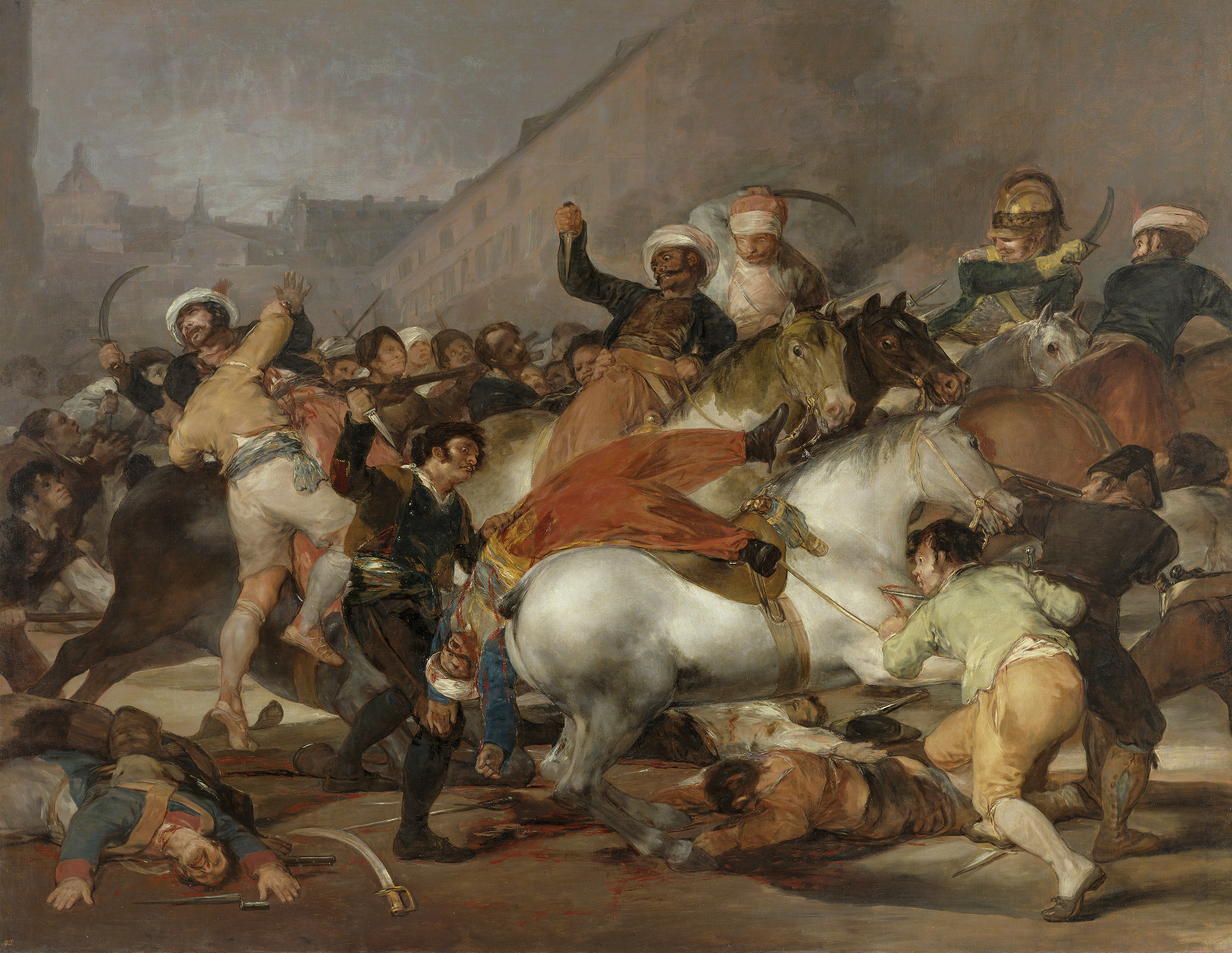
2 مايو 1808: صولة المماليك، بريشة فرانثيسكو غويا (1814).

سبّب بيع نابليون أراضي لويزيانا إلى الولايات المتحدة في 1803 بخلافات حدودية بين الولايات المتحدة وإسبانيا، خاصة مع التمرد في غرب فلوريدا (1810) وماتبقى من إقليم لويزيانا عند مصب المسيسيبي، أدى بالنهاية إلى التنازل عنهم للولايات المتحدة، إلى جانب بيع كامل فلوريدا في معاهدة آدمز-أونيس (1819). ثم حاول البارون نيكولاي رزانوف التفاوض على معاهدة بين الشركة الروسية-الأمريكية [الإنجليزية] وإسبانيا الجديدة في سنة 1806 ولكن موته غير المتوقع في 1807 أنهى أي أمل في معاهدة جديدة.
وفي سنة 1808 أجبر نابليون ملك إسبانيا على التنازل عن العرش (تنازلات بايون) ووضع أخيه جوزيف بونابرت مكانه، مما أثار ذلك انتفاضة الشعب الإسباني واندلاع حرب عصابات طاحنة، وقد أطلق عليها نابليون اسم «القرحة»: ثم تلتها حرب شبه الجزيرة (اشتهرت بتصوير الرسام غويا) واعقب ذلك فراغ في السلطة لمدة وصلت إلى عشر سنوات ثم الاضطرابات لعدة عقود ثم الحروب الأهلية بسبب نازعات الوراثة ثم الجمهورية وأخيرا الديمقراطية الليبرالية. إلتحمت المقاومة حول المجالس العسكرية (juntas) وحكومات الطوارئ المخصصة. فخرج المجلس العسكري المركزي الأعلى للمملكة، والذي يحكم باسم فيرناندو السابع والذي أنشئ في 25 سبتمبر 1808 لتنسيق الجهود بين مختلف المجالس.

### استقلال أمريكا الإسبانية

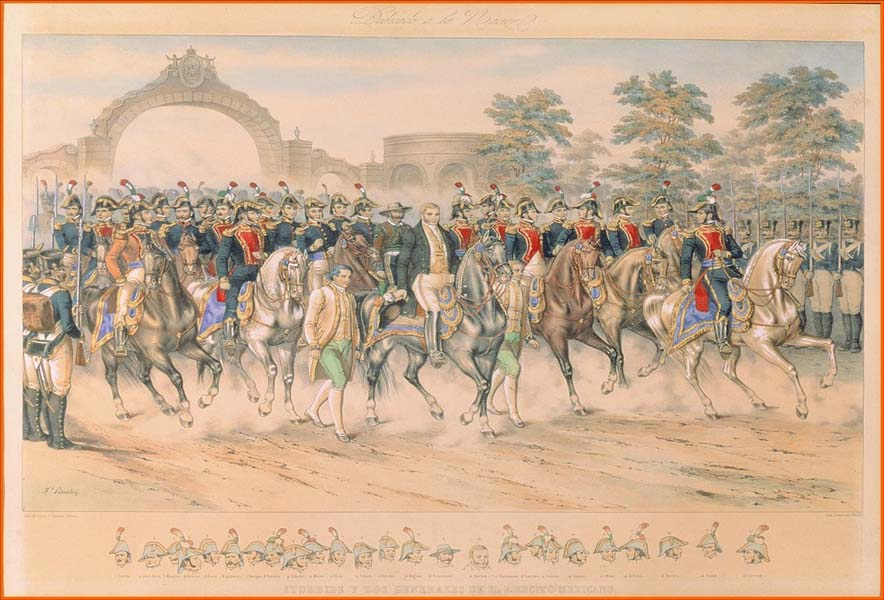
قاد كلا من أغوستين دي إتوربيدي وفيسنتي غيريرو استقلال المكسيك في أمريكا الشمالية سنة 1821.

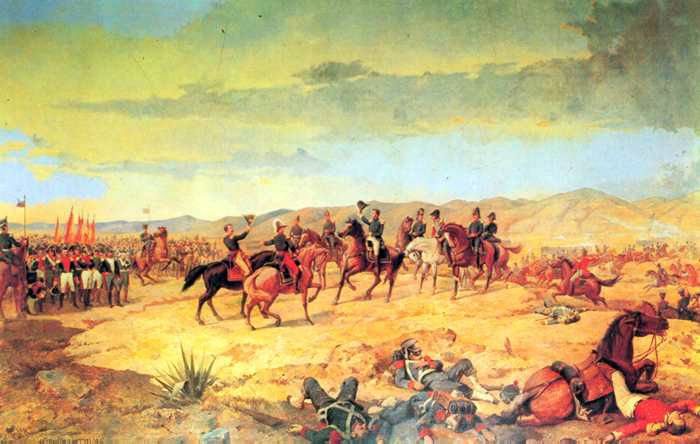
معركة أياكوتشو, 9 ديسمبر 1824. كانت هزيمة الجيش الإسباني في أياكوتشو بالبيرو علامة على نهاية الإمبراطورية الإسبانية في أمريكا الجنوبية.

ظهرت المجالس العسكرية في أمريكا الإسبانية بسبب غزو نابليون بونابرت لإسبانيا واجبار فيرناندو السابع على التنازل فأوقع إسبانيا في أزمة سياسية. فكان تصرف الأمريكيين الإسبان تجاه ثورتهم هو نفس الطريقة التي تصرفت بها شبه الجزيرة الإسبانية، فأضفوا الشرعية على أعمالهم من خلال قانونهم التقليدي، الذي رأى أن السيادة تعود إلى الشعب في غياب الملك الشرعي.
واستمرت غالبية الأميركيين الإسبان في دعم فكرة الحفاظ على الملكية تحت حكم فرديناند السابع، ولكن ليس لدعم الملكية المطلقة. الأمريكيون الأسبان يريدون حكما ذاتيا. فالمجالس العسكرية في الأمريكتين لا تقبل بحكومات أوروبية: فلا يريدون حكومة إسبانية شكلتها فرنسا ولا الحكومات الأسبانية المختلفة التي تشكلت بردة الفعل من الغزو الفرنسي. فلم تقبل المجالس العسكرية بالوصاية الإسبانية المعزولة والمحاصرة في مدينة قادس [الإنجليزية] (1810-1812). كما رفضوا الدستور الإسباني عام 1812 مع أن الدستور أعطى الجنسية الأسبانية لأهالي المناطق التي تخضع للتاج الملكي الأسباني في نصفي الكرة الأرضية. فدستور عام 1812 اعترف بالسكان المحليين في الأمريكتين بأنهم مواطنين إسبان. ولكن الحصول على المواطنة لأي طائفة من شعوب الأفرو-أمريكية في الأمريكتين [الإنجليزية] يتم خلال التجنيس باستثناء العبيد.
وتبع ذلك فترة طويلة من الحروب في أمريكا من 1811 إلى 1829. وأنتهت تلك الحروب بإستقلال كلا من الأرجنتين (1810) وفنزويلا (1810) وشيلي (1810) وباراغواي (1811) وأوروغواي (1815، حكمت البرازيل أوروغواي حتى 1828). وقاد خوسيه دي سان مارتين حملة لإستقلال تشيلي (1818) والبيرو (1821). وفي الشمال قاد سيمون بوليفار قواته لنيل استقلال كلا من فنزويلا وكولومبيا والإكوادور والبيرو وبوليفيا (ثم بيرو العليا) مابين سنتي 1811 و1826 ذلك كان في أمريكا الجنوبية. أما في أمريكا الشمالية فقد أعلن الكاهن العلماني ميغيل هيدالغو إي كوستيا الحرية للمكسيك سنة 1810 من قرية دي دولوريس. فنالت المكسيك استقلالها الفعلي في 1821 بعدما انقلب الضابط في الجيش الملكى أغوستين دي إتوربيدي بعدما تحالف مع زعيم الثوار فيسنتي غيريرو وفي إطار خطة إغوالا. وقد دعم التسلسل الهرمي الكاثوليكي المحافظ في إسبانيا الجديدة دعم استقلال المكسيك بقوة لأن الدستور الإسباني الليبرالي عام 1812 كان يبغضهم.
وقد استقلت دول أمريكا الوسطى بعد استقلال المكسيك في 1821 واندمجت معها لفترة وجيزة (1822-1823)، إلا أنها اختارت طريقها الخاص بها بعدما أصبحت المكسيك جمهورية. فأعلنت بنما استقلالها في 1821 واندمجت مع جمهورية كولومبيا الكبرى (1821-1903). فيما واصل المقاتلون الموالون للملكية الحرب في عدة بلدان، وشنت أسبانيا عدة محاولات لاستعادة سيطرتها على فنزويلا في 1827 والمكسيك في 1829. إلا انها بالنهاية تخلت عن خططها العسكرية لأعادة الإحتلال بعد موت الملك فيرناندو السابع في 1833.
وأعلنت سانتو دومينغو الاستقلال سنة 1821 وبدأت بالتفاوض لتندمج في جمهورية بوليفار كولومبيا الكبرى، إلا أن هايتي احتلتها بسرعة وحكمتها حتى ثورة 1844. ولكنها بعد 17 سنة من الاستقلال عادت هايتي واحتلتها سنة 1861 ثم خرجت وأعادت اسبانيا احتلالها ولكنها خرجت بحلول سنة 1865 حيث اعلنت سانتو دومينغو استقلالها مرة أخرى، مما جعلها البلد الوحيد الذي أعادت أسبانيا استعماره. ولم يبق بحوزة إسبانيا سنة 1865 من العالم الجديد إلا كوبا وبورتوريكو والفلبين على الجانب الآخر من الكرة الأرضية وغوام والجزر المجاورة لها في المحيط الهادئ.

### التغييرات وردود الفعل

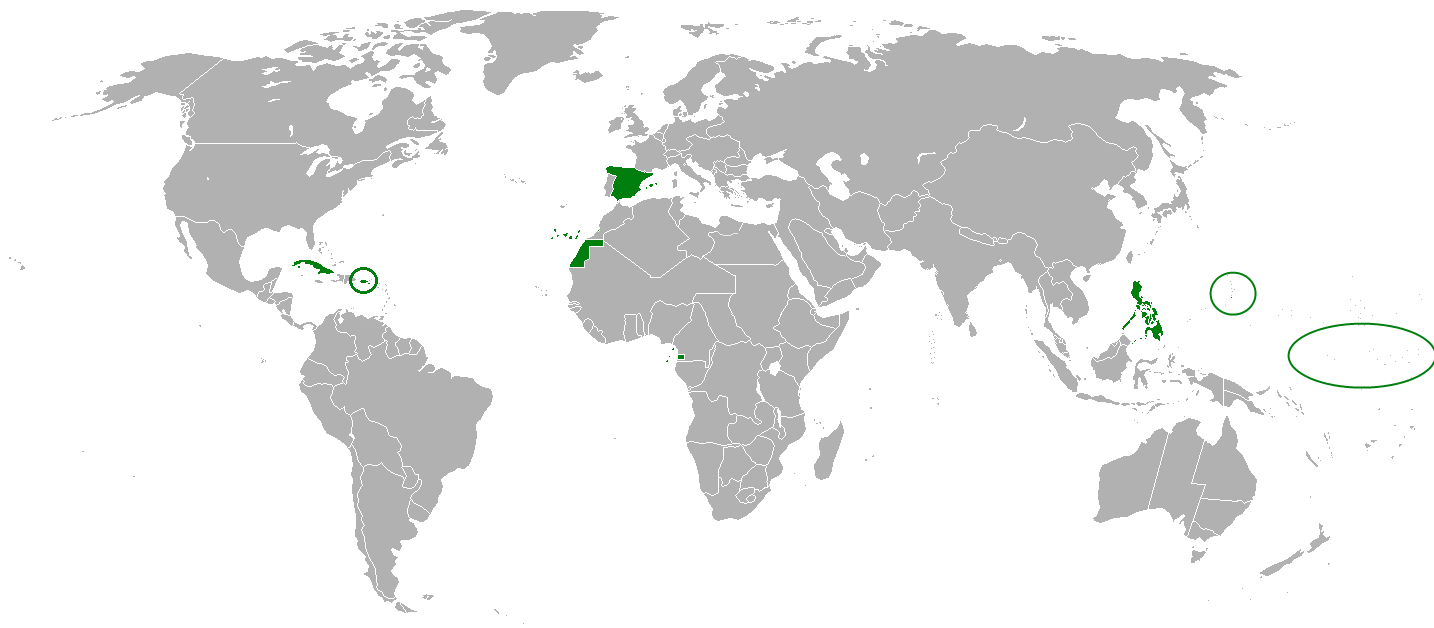
امتداد الإمبراطورية الإسبانية سنة 1898.

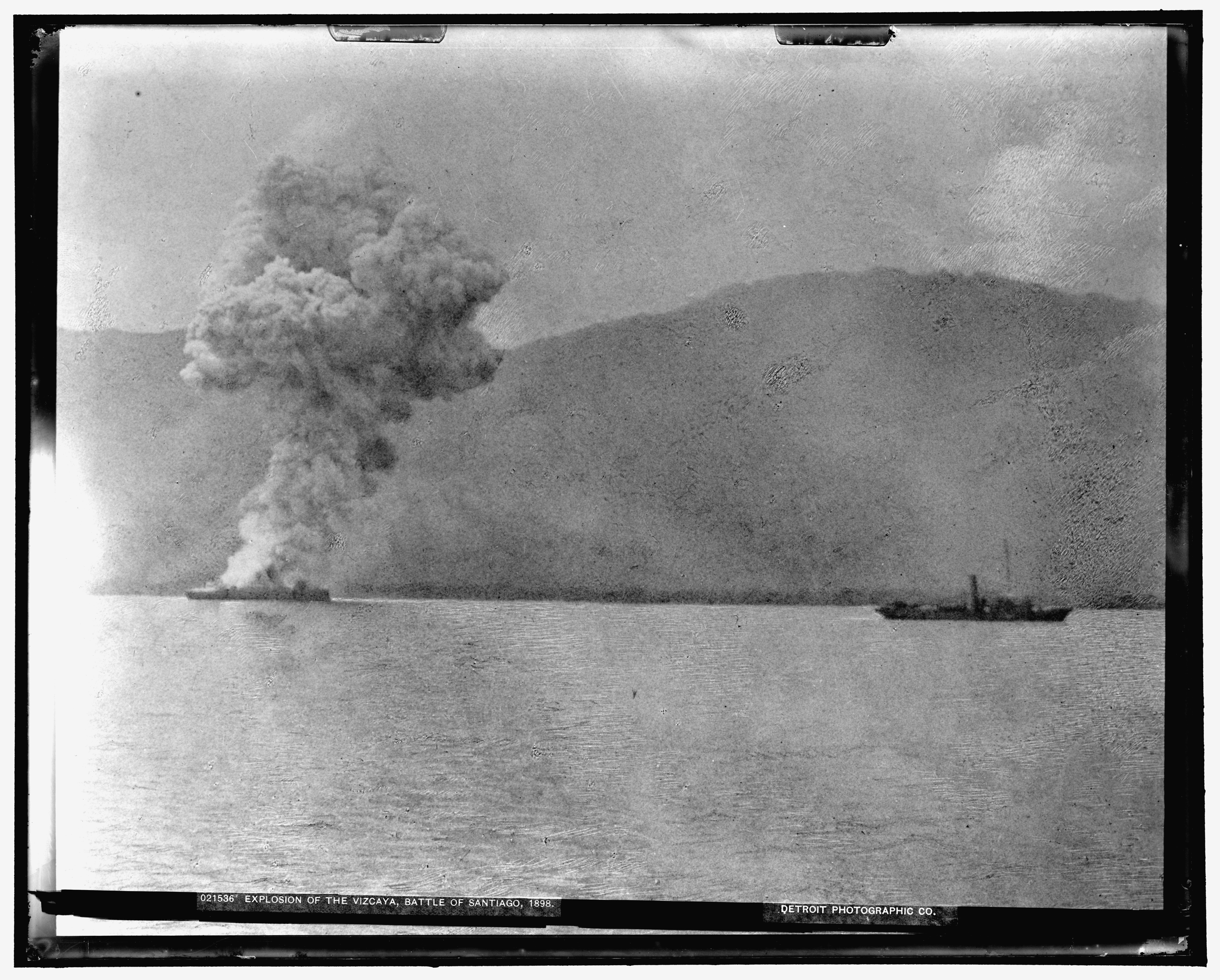
المدمرة فيزكايا تنفجر في معركة سانتياغو دي كوبا.

خلقت حقبة ما بعد نابليون فراغا سياسيا في إسبانيا حيث دمرت البلاد، وتبعثرت التوافقات التقليدية حول السيادة، فتجزأ البلد سياسيا وإقليميا وأطلق العنان للحروب والنزاعات بين التقدميين الليبراليين والمحافظين. فكبح عدم الاستقرار في إسبانيا من تطويرها، وهي التي كانت قد بدأت الخطى بوتيرة متعثرة في القرن الماضي. ولكن حدث هناك بعض التحسن لفترة وجيزة في عقد 1870 عندما نجح البارع ألفونسو الثاني عشر ووزرائه العباقرة في استعادة بعض القوة لسياسة إسبانيا وهيبتها، ولكن هذا لم يدم طويلا، إذ سرعان ماتوقف كل شيء بعد وفاة ألفونسو المبكرة.
ازدادت القومية الإسبانية وكذلك الانتفاضات المناهضة للاستعمار الإسباني في مختلف المستعمرات حتى بلغت ذروتها في الحرب الإسبانية الأمريكية سنة 1898، حيث اندلعت في البداية على أرض كوبا، فأعقبها هزيمة عسكرية ثم اتفاقية باريس (1898) والتي بموجبها تستقل كوبا وأن تتنازل مقابل 20 مليون دولار عن بورتوريكو والفلبين وغوام للولايات المتحدة. وفي 2 يونيو 1899 سحبت آخر حامية إسبانية من الفلبين وهي كتيبة التدخل السريع الثانية «كازادوريس» الموجودة في بالر،. منهيا بذلك نحو 300 عاما من الهيمنة الإسبانية في الأرخبيل. فقد انتهى وجود إسبانيا في الأمريكتين وآسيا، ثم باعت ماتبقى من ممتلكاتها في المحيط الهادئ إلى ألمانيا في سنة 1899، وأبقت فقط على أراضيها الأفريقية.

## الأراضي في أفريقيا (1885-1975)
وبحلول نهاية القرن 17 كانت وهران والمرسى الكبير بيد الإسبان، أما مليلة وجزر الحسيمة وجزيرة قميرة (والتي اخذتها مرة أخرى سنة 1564)، وسبتة (كانت جزء من الإمبراطورية البرتغالية منذ 1415، فضلت البقاء على صلاتها مع إسبانيا عند انتهاء الإتحاد الأيبيري؛ والاعتراف بولاء سبتة رسميا لإسبانيا بموجب معاهدة لشبونة 1668). وقد فقدزا وهران سنة 1708 ثم استعادوها 1732، بين عاميّ 1780 و1783 اقترح كارلوس الثالث ملك إسبانيا على إنجلترا مبادلة وهران بجبل طارق لكن زلزال عام 1790 والحرائق التي تبعته خلّف 3000 ضحية ودمر المدينة بأكملها. فأصبحت المدينة خطرة جدا واستحالت إعادة بنائها والدفاع عنها مكلف جدا للملك كارلوس الرابع الذي بدأ مفاوضات مع داي الجزائر العاصمة لأكثر من عام من أجل تسليمها له. بعد حصار طويل وزلزال جديد حلحل دفاع الإسبان استلم الباي محمد بن عثمان (الملقب بمحمد الكبير) السلطة في المدينة بموجب معاهدة وقعت في 12 سبتمبر 1792.

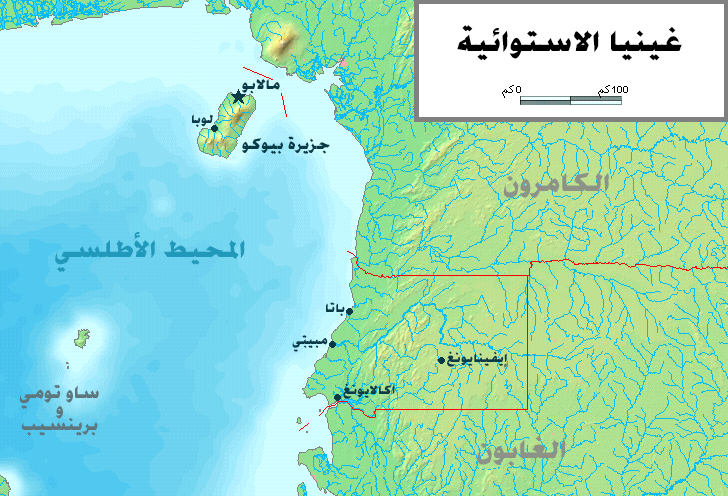
خريطة غينيا الإستوائية.

وفي سنة 1778 تنازل البرتغاليون عن جزيرة فيرناندو بو وهي الآن بيوكو والجزر المجاورة وحقوقها التجارية للبر الرئيسي بين نهري النيجر وأوجوي مقابل أراضي في أمريكا الجنوبية حسب اتفاقية إل باردو 1778. وفي القرن 19 قام بعض المستكشفين والمبشرين الأسبان بعبور تلك المنطقة، وكان منهم مانويل ده إرادييه. وفي سنة 1848 احتلت القوات الأسبانية جزر إشفارن.
وبعد حرب تطوان سنة 1860 اضطرت المغرب ان تتنازل عن سيدي إفني لاسبانيا كجزء من معاهدة طنجة، على أساس أنها الثغر القديم سانتا كروز دلا مار پكوينيا. وفي العقود التالية من التعاون الفرنسي الأسباني نتج عنها تأسيس وتوسيع المحميات الأسبانية جنوب المدينة، وقد حصل النفوذ الأسباني على اعتراف دولي في مؤتمر برلين عام 1884: أدارت إسبانيا سيدي إفني والصحراء الغربية معاً. وقد طالبت إسبانيا بالحماية على ساحل الصحراء من بوجدور إلى رأس نواذيبو. وفي سنة 1885 أصبحت ريو موني محمية ثم مستعمرة في  1900. ثم تمت تسوية مطالب متنازع عليها في البر الرئيسى غينيا الاستوائية بموجب معاهدة باريس في 1900.

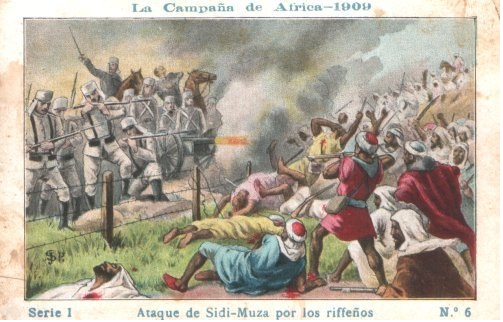
حرب مليلية (1909–1910)

وبعد حرب الريف القصيرة في 1893 وسعت إسبانيا نفوذها جنوب مليلة. وتعرضت المغرب للتقسيم في 1911 بين فرنسا وإسبانيا، فثار أمازيغ الريف بقيادة عبد الكريم الخطابي، وهو قاضي في الإدارة الإسبانية. كانت معركة أنوال (1921) مفاجأة خطيرة وقاتلة للجيش الإسباني أمام المتمردين المغاربة. حتى أعلن السياسي إندالسيو بريتو بشكل قاطع: «نحن في فترة الأكثر حدة من الانحطاط الإسباني». عكس هذا البيان المزاج العام للبلد. فقد كشف التمرد مدى الفساد المطلق وعدم كفاءة الجيش وضعف الحكومة الإسبانية، مما أدي إلى الدكتاتورية. فقامت حملة بالتعاون مع الفرنسيين لقمع متمردي الريف بحلول 1925 ولكن بكلفة رهيبة لكلا الجانبين. ثم وفي سنة 1923 أعلن ان طنجة منطقة دولية تحت سيادة مشتركة فرنسية إسبانية بريطانية ولاحقا إيطالية.
وفي سنة 1926 اتحدت كلا من بيوكو وريو موني مكونة مستعمرة غينيا الإسبانية، استمر هذا الوضع إلى حتى 1959، وفي سنة 1931 عندما سقطت الملكية في إسبانيا أضحت المستعمرات الأفريقية جزءا من الجمهورية الإسبانية الثانية. ثم بعدها بخمس سنوات تمرد الجنرال في جيش أفريقيا الإسباني فرانسيسكو فرانكو على الحكومة الجمهورية وبدأت الحرب الأهلية الإسبانية (1936-1939). وخلال الحرب العالمية الثانية تغلب جيش حكومة فرانكو على فرنسا الفيشية في طنجة.
احتاجت إسبانيا إلى الثروة والمنفعة لتطوير بنى تحتية اقتصادية واسعة في مستعمراتها الأفريقية في النصف الأول من القرن 20. ولكنها طورت من خلال نظام أبوي مزارع ضخمة للكاكاو خصوصا في جزيرة بيوكو، فتم جلب آلاف العمال النيجيريين للعمل في تلك المزارع.

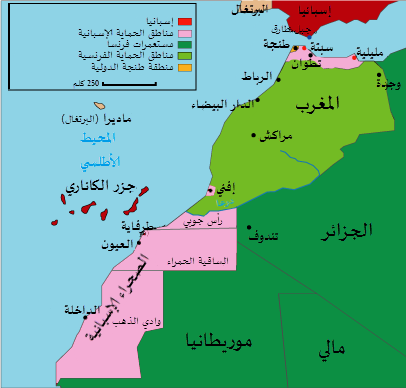
المغرب والأقاليم الإسبانية

وفي 1956 عندما استقل المغرب الفرنسي سلـَّمت إسبانيا المغرب الإسباني إلى الأمة الجديدة، إلا أنها احتفظت بالسيطرة على سيدي إفني ومنطقة طرفاية وسبتة ومليلة والصحراء الإسبانية. وقد كان السلطان المغربي (لاحقاً الملك) محمد الخامس مهتماً بتلك الأراضي وغزا الصحراء الأسبانية في 1957 (حرب إفني وتسمى في اسبانيا بالحرب المنسية la Guerra Olvidada). وفي 1958 تنازلت إسبانيا عن طرفاية لمحمد الخامس، ثم ضمت المقاطعات التي كانت منفصلة من قبل وهي: الساقية الحمراء (في الشمال) ووادي الذهب (في الجنوب) لتشكل مقاطعة الصحراء الإسبانية.
وتم تشكيل الأراضي الإسبانية في خليج غينيا في سنة 1959 ليكون وضعها مماثل لوضع المحافظات الحضرية في إسبانيا. فكما هو الحال في المنطقة الإستوائية الإسبانية، فقد كان يديرها حاكم عام ويمارس فيها السلطات العسكرية والمدنية. وجرت أول انتخابات محلية في عام 1959، وأخذ ممثلي غينيا الاستوائية للمرة الأولى مقاعدهم في البرلمان الإسباني. وبموجب القانون الأساسي الصادر في ديسمبر 1963 أعطي لها حكم ذاتي محدود في ظل هيئة تشريعية مشتركة لمحافظتي الإقليم. وتم تغيير اسم البلاد إلى غينيا الاستوائية. ولكن في سنة 1968 وتحت ضغط قوميي غينيا الاستوائية والأمم المتحدة أعلنت إسبانيا إنها منحت البلد إستقلاله. وأعادت سيدي إفني تحت ضغط دولي إلى المغرب في سنة 1969. أما الصحراء الإسبانية فقد أبقت إسبانيا سيطرتها عليها حتى 1975 عندما دفعتها المسيرة الخضراء على الانسحاب، تحت الضغط العسكري المغربي. وبقي مستقبل المستعمرة الأسبانية السابقة غير مؤكد.
ولم يتبق لإسبانيا في القارة الأفريقية سوى جزر الكناري والمدن الأسبانية في المغرب، حيث اعتبرتهم السلطة جزءا متساويا من إسبانيا والاتحاد الأوروبي ولكن لديها نظام ضريبة مختلفة بدون الضريبة على القيمة المضافة. واستمر المغرب مطالبا بسبتة ومليلة ومواقع السيادة على الرغم من اعتراف دولي بأنها تابعة للتقسيمات الإدارية الإسبانية. احتلت القوات المغربية جزيرة تورة يوم 11 يوليو 2002، ولكن أخرجتهم البحرية الإسبانية منها سلميا.

## الإرث

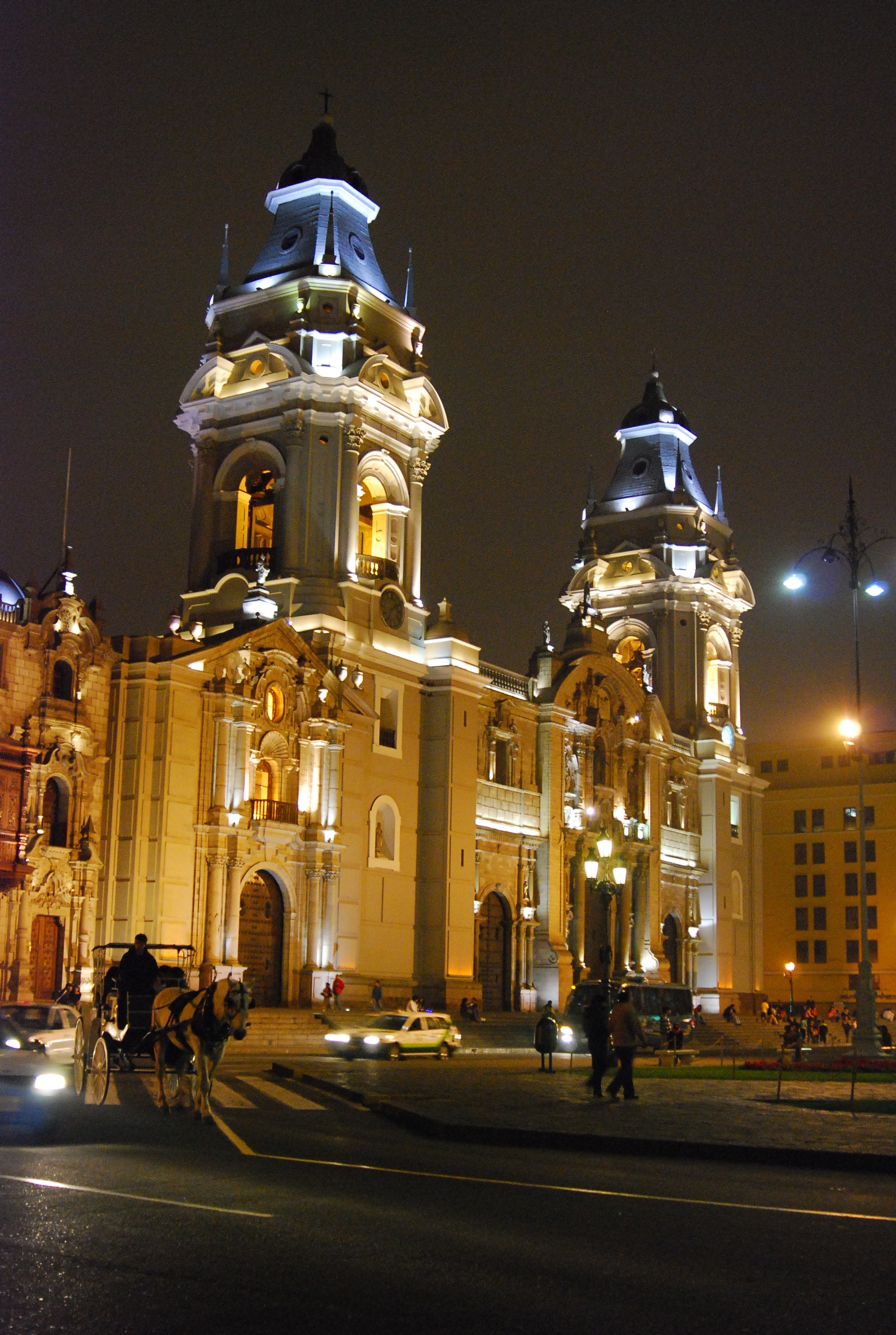
كاتدرائية ليما هو إرث من مستوطنة إسبانية في تلك المدينة من طراز عصر النهضة.

تركت الإمبراطورية الإسبانية تراثا ثقافيا ضخما من العمارة والمباني والمناطق الحضرية في نصف الأرض الغربي. فقد أسست المئات من البلدات والمدن في الأمريكتين خلال الهيمنة الأسبانية. واحتوي تراثها المادي على الجامعات والحصون والمدن والكاتدرائيات والمدارس والمستشفيات والبعثات ومباني حكومية وقصور استعمارية، ولايزال الكثير منها قائم إلى اليوم. وهناك عدد من الطرق والقنوات والموانئ والجسور بناها المهندسين الأسبان منذ قرون ولم تتغير إلى اليوم. أما أقدم الجامعات في الأمريكتين فقد أسسها العلماء الإسبان ومبشرينها الكاثوليك. كما تركت الإمبراطورية الإسبانية إرثا ثقافيا ولغويا واسعا. حيث أكثر من 470 مليون من الناطقين بها اليوم، فالإسبانية هي اللغة الثانية الأكثر استخداما في العالم، نتيجة لإدخال اللغة القشتالية  إلى أمريكا الإسبانية، ثم استمرت لاحقا مع حكومات الجمهوريات المستقلة التي اعقبت الإمبراطورية. والإرث الثقافي للإمبراطورية الإسبانية في المستعمرات هو الكنيسة الكاثوليكية، والتي استمرت الديانة الرئيسية في أمريكا الإسبانية. وقد بقي هناك إرث ثقافي متمثل حاليا في الموسيقى اللاتينية والعمارة، ومطبخ والموضة في العديد من بلدان أميركا الإسبانية.
وقد تم نقل اللغة الإسبانية هي (اللغة الثانية الأكثر انتشارا في العالم) مع ديانة الروم الكاثوليك إلى أمريكا وأجزاء من أفريقيا والهند الشرقية الإسبانية عبر الاستعمار الإسباني الذي بدأ في القرن 15 وقد لعب دورا حاسما في الحفاظ على الكنيسة الكاثوليكية بأنها الكنيسة المسيحية المهيمنة في أوروبا عندما كانت تحت ضغط شديد.
نتج عن طول فترة استعمار أمريكا الإسبانية باختلاط بين الشعوب. فمعظم الهسبان في الأمريكتين هم نتاج مختلط من أصول أوروبية والسكان المحليين. وقد يتداخل الأصل الأفريقي عند بعض السكان.
بالتنسيق مع الإمبراطورية البرتغالية، وضعت الإمبراطورية الإسبانية أسس التجارة العالمية الصحيحة عبر فتح طرق تجارية ضخمة عبر المحيطات. أصبح الدولار الإسباني أول عملة عالمية في العالم. كانت إحدى ملامح هذه التجارة هو تبادل مجموعة كبيرة من النباتات المحلية والحيوانات المستأنسة بين العالم القديم والجديد في كلا الإتجاهين. وشملت بعض التي أدخلت إلى أمريكا القمح، الشعير، التفاح، الأبقار والأغنام والخنازير والخيول والحمير، وغيرها الكثير. واستورد العالم القديم من أمريكا الذرة والبطاطا والفلفل الحار والطماطم والتبغ والفول والكوسا والكاكاو (الشوكولاتة) والفانيليا والأفوكادو والأناناس والعلكة والمطاط والفول السوداني والكاجو والبندق البرازيلي والجوز الأمريكي والتوت والفراولة والكينوا وقطيفة وشيا والصبار. ونتيجة لهذه المبادلات والتي عرفت باسم البورصة الكولومبية أدى إلى تحسن الإمكانات الزراعية إلى حد كبير ليس فقط في أمريكا ولكن أيضا في كل من أوروبا وآسيا.
وهناك أيضا التأثيرات الثقافية، وهو ما يمكن ملاحظته في كل شيء من الهندسة المعمارية إلى الغذاء والموسيقى والفن والقانون، من جنوب الأرجنتين وشيلي إلى شمال المكسيك. أسفرت التعقيدات في الأصول والاتصالات بين مختلف الشعوب على تأثيرات ثقافية تلتقي معا ولكن بأشكال متنوعة وواضحة إلى اليوم في المناطق الاستعمارية السابقة.
ومع ذلك، هناك نوعان يتعلقان بآثار الاستعمار. فكما هناك التيار الإيجابي الذي تم ذكره مقدما، يوجد أيضا الجانب الآخر وهو السلبي: وهو أن الإرث الاستعماري الإسباني من حيث الأصل هو عدم المساواة الاجتماعية والاقتصادية.